# 国鉄キハ80系気動車
国鉄キハ80系気動車（こくてつキハ80けいきどうしゃ）は、日本国有鉄道が開発した特急形気動車。系統としては、1960年（昭和35年）に量産先行車的要素で特急「はつかり」用として製造されたキハ81系グループ26両と1961年（昭和36年）以降に製造されたキハ82系グループ358両の総称で、基本構造の多くを共通とするため本項において一括して解説する。

## 概要
日本における初の特急形気動車であり、1967年（昭和42年）までに384両が製造され、日本全国で広く特急列車に用いられた。
1987年（昭和62年）の分割民営化時には、北海道旅客鉄道（JR北海道）と東海旅客鉄道（JR東海）に継承され、一部はジョイフルトレインに改造された。
JR東海所属車両が1992年（平成4年）まで特急列車として定期運用された後、約2年半の間は臨時列車で運用され、1995年（平成7年）1月が最後の運転となった。同年2月以降は美濃太田車両区で長らく4両が保存車として在籍していたが、2009年（平成21年）に在籍する全車が廃車となり系列消滅した。
四国を除く日本各地に配備され、その地方を代表する特急列車として長らく運用されたことから、各地に静態保存車が十数両存在する。早期に廃形式となったキサシ80形以外のすべての形式が保存されており、営業当時の基本編成に近い状態での保存例もある。

## 登場までの経緯

### 1950年代の国鉄特急列車網
1912年（明治45年）に日本最初の特急列車が新橋 - 下関間に運転開始されて以来、国鉄の特急列車は東海道・山陽本線に限定される形で運行されてきた。
太平洋戦争の終了後もその傾向は変わらず、1958年（昭和33年）までは東海道・山陽本線と鹿児島本線の一部に限って特急が運行されていた。
1950年代までの「特急」の存在は、文字通りの「特別急行」であり、鉄道省、運輸省や国鉄本社の意識では地方路線に運行すること自体が論外であった。戦後しばらくは、長距離輸送で鉄道の速達性に比肩しうる陸上交通はなく、旅客の速達需要そのものが21世紀の現代に比べて遙かに低かったこともあり、戦前から沿線に大都市を擁していた東海道本線を除けば、急行以上に速い特急列車を設定する必然性が低かった。
また、電化についても、1956年（昭和31年）に東海道本線が全線電化完成したほかは、幹線の長距離電化区間は1947年（昭和22年）から1952年（昭和27年）にかけて完成した高崎・上越線上野 - 長岡間に限られていた。したがって当時、多くの路線は蒸気機関車によって運行される非効率な状態であり、従前の急行列車に比して大きく速度を向上する手段は、編成両数を極端に減ずるか、停車駅を減らす以外に方法はなく、需要が限られる以上は特急列車運行の余地も少なく、少ない本数の急行列車で中距離客・長距離客いずれにも対応しなければならなかった。
さらに、1958年（昭和33年）のダイヤ改正（サンサントオ）までは、特急用車両と急行用車両の明確な区別もされておらず、明確に特急専用と評し得たのは1等展望車と一方向き固定の2人がけシートを備えた3等車（現・普通車）のスハ44系に限られていた。
だがそれらも専ら東海道線昼行特急と山陽線特急「かもめ」の限られた運用しか存在せず、1956年（昭和31年）から東京 - 博多間に運転を開始した戦後最初の夜行特急「あさかぜ」の3等車座席は急行列車並みの4人がけボックスシートであるオハニ36形・10系客車であり、その他寝台車・特別2等車（現・グリーン車）・食堂車についても急行列車との差異は見られなかった。

### 特急専用車両の出現
鉄道全体の近代化を推進してきた国鉄は、1958年秋に昼行特急用に20系電車（→151系電車→181系電車）と寝台特急用に20系客車の2種類の特急形車両を登場させた。この両系列は用途も外観も全く異なっていたが、いずれも全車両に冷房装置と空気ばね台車を備えた優秀な車両で、それ以前の国鉄車両とは隔絶した高水準の居住性と走行性能を実現していた。151系は新設の東京 - 大阪・神戸間特急「こだま」に、20系客車は「あさかぜ」置換え用に投入され未曾有の成功を収めた。
特急専用車である両系列の出現により、1等展望車をはじめとする在来型客車で運行されていた「つばめ」「はと」は陳腐化した存在となった。

### 特急「はつかり」と「日光型」準急用気動車
一方1958年10月ダイヤ改正では、それまで特急列車が存在しなかった上野 - 青森間に昼行特急列車1往復を新設した。戦後復興と高度経済成長に伴う東北本線自体の輸送需要の伸びもさることながら、当時は航空機による首都圏 - 北海道間の旅客輸送が確立されておらず、青森以北についても青函連絡船との連携により鉄道による高い輸送需要があったことから特急を新設する素地があり、1949年から運転していた昼行急行「みちのく」を特急「はつかり」に格上げし、同年10月10日から常磐線経由で「みちのく」同様に蒸気機関車牽引の客車列車として運転を開始した。
並行して国鉄は1953年（昭和28年）から総括制御可能な液体式気動車のキハ45000形→キハ17系気動車を量産し、地方路線で無煙化・増発・速度向上・運行経費抑制などの成果をあげていたが、1956年（昭和31年）にはその技術の延長上にキハ44800形→キハ55系準急形気動車を開発した。
キハ55系の最高速度は旅客用蒸気機関車同様95 km/hであったが、1両あたり2基エンジン搭載の強力仕様とされたことで、加速力と登坂力で蒸気機関車列車を完全に凌駕した。煤煙を出さない事に加え、それ以前の気動車の弱点であった客室の居住性も車体の大型化と設備改善である程度の水準に達しており、高速と相まって利用者から好評を博すことになった。これによって、規格の低い地方の非電化路線でも気動車の投入で高速の優等列車を運転可能なことが立証されたのである。

### アジア鉄道首脳者会議・特急形気動車開発へ
アジア鉄道首脳者会議 (ARC = Asian Railways Conference) 第1回会議は、日本国有鉄道総裁であった十河信二の提唱で1958年に東京で開かれた。電車特急「こだま」が運転を開始した時期でもあり、国鉄部内に特急「はつかり」を客車から気動車へ置換えて接客設備ならびに速度の向上を図るというプランが浮上し、1959年秋より開発がスタートした。
1960年初頭には、同年10月にARC第2回会議を再び東京で開催することが決定。そこで新型気動車をお披露目し、アジア諸国に日本の技術力をアピールすることが鉄道車両の輸出促進につながると期待された。そして「はつかり」への営業運転投入は同年12月に決定し、それまでに完成させるべく急ピッチで開発が進められることとなった。

## キハ81系（1960年）
1960年に9両編成2本と予備8両の合計26両が製造されたキハ81系 は、日本初の特急形気動車である。最初に投入された列車名にちなみ「はつかり形」とも呼ばれる。1961年第4回鉄道友の会ブルーリボン賞受賞。

### 車体外観
全体のスタイルは、クリーム4号の地に窓周りが赤2号のツートンカラーの「国鉄特急色」に、銀色の屋根に並ぶキノコ形キセに収められたAU12形分散式冷房装置・遮音防振のため浮床構造車体・複層ガラスによる固定窓・車端部1か所のデッキなど基本的に151系電車を踏襲する。ただし、非電化区間ならびに交流電化区間の駅はホーム高さが低いため客用ドアにはステップを1段設置した。
運転台を持つキハ81形は他に例のない独特のボンネット形デザインを採用したが、膨れて寸詰まりな形態は鉄道ファンの間から「犬顔」や「ブルドッグ」などの俗称でも呼ばれた（詳細は後述）。
その他の特徴として、各車連結面間に車体断面に沿った「外幌」を装着した。同時期に151系電車が導入していたものと同じで車両相互間をファスナーで連結した。空気抵抗低減を狙ったが、在来線での運転速度では効果を発揮できず使い勝手が悪いことから、固定金具も含めて早期に撤去され、外幌と同じ素材を使用した貫通幌も従来型に交換。キハ82形を含む1961年度以降増備車も同様となった。

### 設備

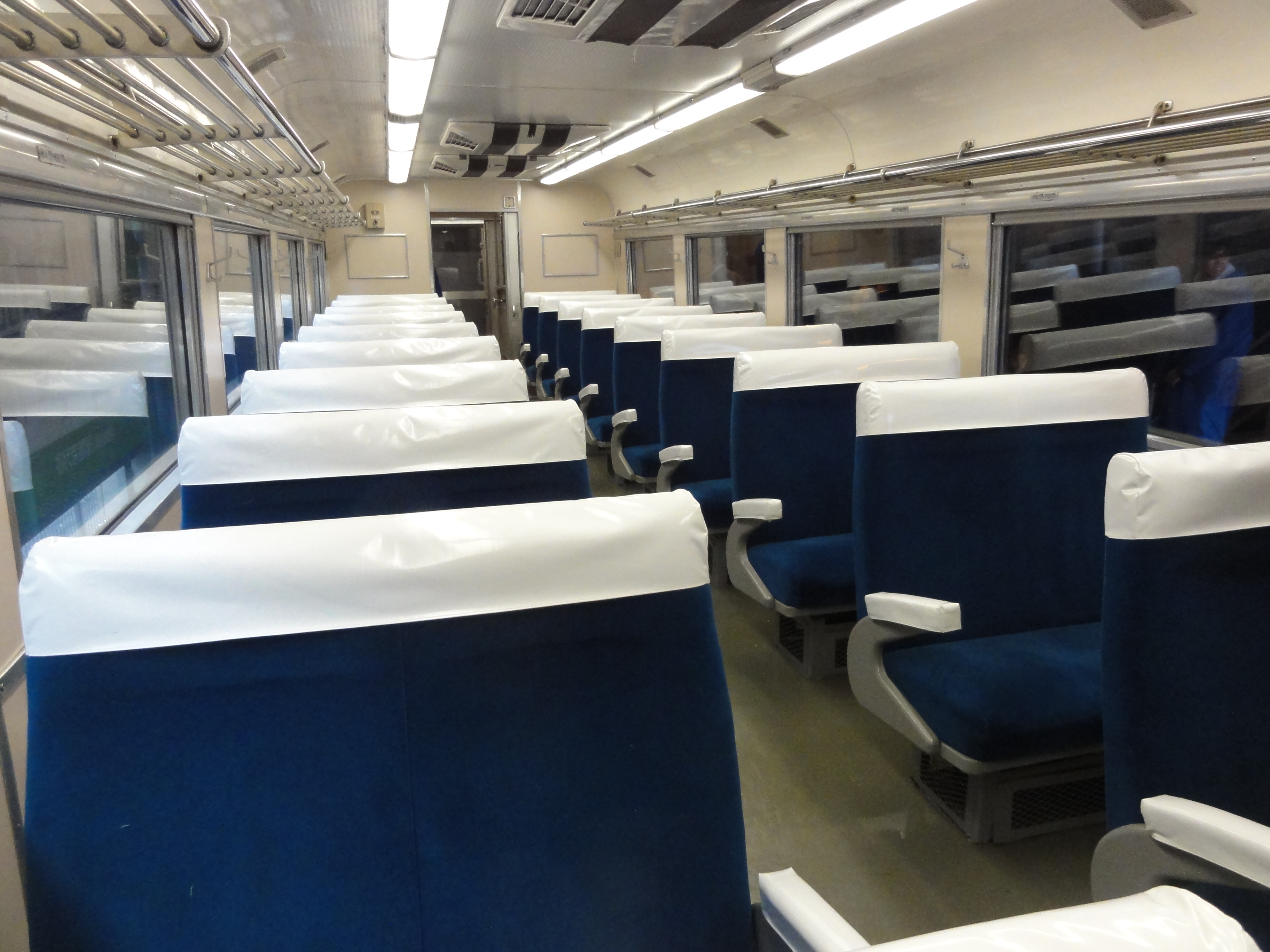
保存車両 車内

基本構造は、既に大きな成功を収めていた151系電車を全面的に踏襲することになった。全車両に冷暖房を搭載する空調完備の状態を前提に客室窓は複層ガラスによる固定式としたが、キロ80形では後位側、キハ80形では前位側1区画に非常口を設置した。また、乗り心地改善のため車体間ロールダンパも採用した。
冷暖房や食堂車調理室は全て電気式となった。食堂車の調理用熱源は石炭レンジに代わり、強力な電熱コンロを搭載する。151系電車で実績のあるAU12形分散式冷房装置を屋根上搭載とし、座席下配置の電気暖房を採用。いずれもディーゼル発電機を電源とするもので、客室内に限っては電車と区別が付かない仕上がりとなった。ただしコストダウン目的から、食堂車を除きカーテンは151系電車で採用された横引き式ではなく巻き上げ式とし、1等車通路の絨毯も省略されるなど、若干グレードは落とされた。151系電車同様天井内張りに吸音効果を期待して多孔板（パンチングボード）を採用したほか、エンジンからの排気管立ち上がり部は一部車両を除き車端隅部に移設し、客室内から分離した。
座席は全て2人掛けの回転クロスシートで、1等車（現・グリーン車）用はリクライニング機構、フットレスト、肘掛け収納式の折りたたみテーブル付き、2等車（現・普通車）用はメッキの縁取りがある背面収納式の小型テーブルを備える。表皮は特急形電車同様、1等車がえんじ色、2等車がロイヤルブルーであるものの、2等車用は全面モケット張りの電車用とは異なり、コストカットの見地から背面はクリーム色のデコラ仕上げとした。
- 設計開始当初は2等車（ロ）と3等車（ハ）で計画されていたが、落成直前の1960年（昭和35年）7月に3等級制から2等級制へと移行したため、2等車と1等車に計画変更して落成した。よって、本系列は新2等級制になって初めて落成した新形式の国鉄車両となった。

便所・洗面所は、1等車は従来の和式のほか洋式も含め2ヶ所設置、2等車は1ヶ所とした。
客用乗降扉は片側1ヶ所デッキ部に片開き式を装備するが、キロ80形、キハ81形・キハ82形は後位側に、キハ80形は前位側に設置する。
| 【左】「くろしお」キシ80形連結編成先頭からキハ82+キロ80+キシ80+キハ80客用乗降扉がキシ80形に向かう形態【右】「あさしお」キシ80形不連結編成先頭からキハ82+キロ80+キハ802 - 3両目間で客用乗降扉が連続      |  | 【左】「くろしお」キシ80形連結編成先頭からキハ82+キロ80+キシ80+キハ80客用乗降扉がキシ80形に向かう形態【右】「あさしお」キシ80形不連結編成先頭からキハ82+キロ80+キハ802 - 3両目間で客用乗降扉が連続 |
| 【左】「くろしお」キシ80形連結編成 先頭からキハ82+キロ80+キシ80+キハ80 客用乗降扉がキシ80形に向かう形態 【右】「あさしお」キシ80形不連結編成 先頭からキハ82+キロ80+キハ80 2 - 3両目間で客用乗降扉が連続 |  | |

- これは連結が前後する車両間で客用乗降扉を連続させない配慮からであり、キサシ80形を境に上野方に組成されるキハ81形・キロ80形では青森方（北側）、青森方に組成されるキハ81形・キハ80形では上野方（南側）、それぞれ食堂車向き側を客用乗降扉設置位置とした[注 14]。
- 本コンセプトは先頭車がキハ82形、食堂車がキシ80形に移行した1961年（昭和36年）以降も原則的に編成の南・西側からキハ82（81）+キロ80+キシ80を組成する方針が踏襲された[注 15]。しかし「おおぞら」札幌転回編成（函館 - 札幌間の増結車）ではキシ80形不連結とされ、本編成組成はその後に波及した。この場合は両渡り改造を施工したキロ80形とキハ80形の連結面では客用乗降扉が連続する形となったほか、1965年（昭和40年）以降に函館運転所では南側に付属編成を増結する形態を採ったため、キハ80形の方向転換を実施して対応したケースもある[注 16]。

### 主要機器
当初キハ60系を試験車として開発を進めていた400 PS級となるDMF31HSエンジンの搭載を想定していたが、DW1形変速1段・直結2段液体式変速機共々試験結果は思わしくなく、不具合の問題解決を行う時間的余裕がなかったこともあり搭載を断念した。
代替案としてキハ55系などで実績のある定格出力180 PS級のDMH17系エンジンを2基搭載して必要な出力を確保する従来からの手法を採用した。客室内の防音・防振を重視して浮床構造を採用したことから、客室床面の点検蓋を廃止せざるを得ず、DMH17Cまで採用されていた垂直シリンダー式をやめ、床下側面から整備できるように水平シリンダー形へ設計変更したDMH17Hを搭載した。過給機の取り付けについては見送られた。また機関ブレーキは未装備である。
走行用エンジンを2基搭載するのは中間車のキロ80形・キハ80形のみである。先頭車のキハ81形はボンネット内に電源用エンジンを搭載するため走行用エンジンは1基、食堂車のキサシ80形は厨房用水タンクと電源用エンジンを搭載するため無動力の付随車となった。
変速機も従来からの標準型である液体式のTC2AもしくはDF115Aを搭載するが、最高速度を向上させる目的から逆転機内の最終減速歯車比を一般形の2.976から2.613に変更し、最高速度は100 km/hとなった。変速機油は、従来は軽油を用いていたが、本形式では作動油を変速機内部の潤滑系の油と共用することとし、シール機構の簡略化を図った。
台車は新規開発されたDT27（動力台車）・TR67（付随台車）が搭載された。これらはキハ55系3次車以降で採用されたDT22の枕ばねをベローズ式空気ばねに変更してボルスタアンカーを付加したもので、151系電車に採用されたDT23系台車の気動車用に相当する。ブレーキは従来通りのDA1系自動空気ブレーキが採用された。しかし、片押し式の踏面ブレーキであったため高速域からの制動力が不足気味であり、制動時に鋳鉄製制輪子の火花から引火する車両火災事故も発生した。「はつかり」運用終了後は、改造車も含め全車ディスクブレーキ仕様のDT31B・TR68Aに新製交換された（詳細は後述）。
冷房を含むサービス電源はDMH17H形と基本構造を同じくするDMH17H-G形エンジンで三相交流440 V 容量125kVAのDM63形発電機を駆動。1セットあたり食堂車1両と座席車2両もしくは座席車4両の電源供給が可能であり、給電はKE4形ジャンパ連結器を介して行われた。
総括制御は当時の国鉄気動車では運用上制約を避けるために系列・形式を問わずKE53形ジャンパ連結器2基で直流24 V電源による制御ならびに両渡り構造を統一採用していたが、本系列では混結運用を考慮しないことから、中間座席車ならびにキハ82形後位は片渡り構造とし、食堂車ならびにキハ82形前位は両渡り構造で制御回路をクロスさせる方式を採用。ジャンパ連結器は総括制御用にKE62形2基、冷房制御用にKE61形1基を搭載し、交流100 V電源による制御とした。
- 後にキシ80形不連結編成を組成する必要が生じたためキロ80形後位側を両渡りにする改造工事が施工された。詳細は#仕様変更・改造工事を参照。

### 初期故障
鉄道界と沿線の注目のうちに運転を開始したが、故障が続出した。
- 開発されたばかりの水平シリンダー式DMH17Hは、従来の垂直シリンダーに比べ潤滑不均一など多くの弱点を持ち車重増加にもかかわらず歯車比を下げたこともあり、750 kmもの長距離高負荷運転を課せられる中でエンジントラブルを続出させた。
  - 無動力のキサシ80形を含んだ編成は元々非力であったが、これに加えて時には複数のエンジンがダウンしている状態（エンジンカット）で走行せねばならず、その過負荷に東北本線奥中山越え（十三本木峠）の連続勾配で登り切れずに立ち往生する事態やエキゾーストマニホールドのオーバーヒートによる発火事故が発生した。そのため1961年6月から奥中山越え前後にある御堂・小鳥谷の両駅で点検停車を実施した。
  - 同様の症状がキハ82系試運転でも発生したため国鉄は急遽当該箇所の設計変更を行い該当車両の改善工事を施工した[注 24]。
- 発電用エンジンも不調が多く冷暖房ダウンがしばしば生じた[注 25]。また取扱不慣れにより、配線溶断による逆転機故障・制御装置不調もたびたび発生した。

あまりのトラブル続出により利用者からは不評を買い、マスコミからも揶揄された。問題が続出した要因として、製造メーカーが9社に及んだために性能が安定しないことに加え、開発を急ぎ過ぎたために新規採用された水平シリンダーエンジンや長距離高速運転などの問題点を洗い出す十分な熟成作業が行われなかったことが挙げられた。

### 新造車
製造は車両工業界全体をPRする意味も込め、気動車を手掛けることの少ない電車・客車メーカーも参集して、前述したアジア鉄道首脳者会議開催に伴う技術デモンストレーションの意味合いから日本車輌製造・新潟鐵工所（現・新潟トランシス）・帝國車輛工業・富士重工業（現・SUBARU）・東急車輛製造（現・総合車両製作所）・近畿車輛・日立製作所笠戸事業所・汽車製造・川崎車輛（→川崎重工業車両カンパニー→現・川崎車両）と当時国鉄に旅客用車両を納入していた9社全てが参加した。9社が担当したのはキハ81系のみで、国鉄気動車製造の実績がなく電車（川崎・汽車・近畿）や客車（日立）を担当していたメーカー各社はそれぞれの得意とする分野を考慮の上で担当形式の製造を施工した。
先行製造車落成後に一部設計変更が実施されたため以下のような差異がある。
キハ81形
- 先行製造車の1は運転台機器配置が異なり記録装置付速度計を運転席側に搭載。
- 先行製造車ではメーカー（近車・帝車）で差異があった連結器カバー形状を統一。
- タイフォンは[注 29]、先行車が151系電車同様スカート裏に、他車はボンネット下部に設置したほか、雪の侵入を防ぐため吹鳴時に跳ねあがるナス形の特殊な形状を採用したカバーも先行車では準備工事とされたが、他車は形状を変更し装着した状態で落成した。

#### キハ81形 (1 - 6)
先頭車となる片運転台付2等車で定員は40名。エンジンは走行用を床下に1基、枕木方向に対して横置きするサービス電源用発電セット用をボンネット内に1基搭載する。
ボンネットは大半がエンジンフードとされ、メンテナンスの観点から大きく開く構造を採用した。
- デザイン意図としては151系電車の流れを汲んだものではあるが、発電セット搭載とタブレット[注 31]授受の観点から低く抑えた運転台形状により、裾絞りを小さくし幅を広くしたため151系電車のそれからはほど遠い寸詰まりかつ本形式独自なスタイルとなった。

前照灯は屋根上2基搭載のみで、両脇に緊急停車時用赤色交互点滅回路を内蔵した標識灯を、通常の尾灯はボンネット腰下部分に設置する。
車内レイアウトについては、運転台後部から常に1,200 rpmという高回転で運転される発電セット用エンジンの騒音対策とボンネット内のスペース問題から、ラジエーターなどを床上搭載する機器室、トイレ・洗面所、客室、売店・物置、乗降用デッキの順に設置する特異なものである。
屋根高は、運転台 - 機器室間が後位側に比較すると一段高くされており、ラジエーター保護と換気目的から機器室部位車体側面に設置するルーバーの位置も高くされた。
非貫通かつ総括制御ならびに冷房電源引通用ジャンパ連結器を前面に搭載しないため編成中間に組込不可で定員が40名と少なく、無線装置の必要な常磐線対応の先頭車のため「はつかり」で限定運用され続け、1968年の「はつかり」電車化後は奥羽本線特急「つばさ」2往復中1往復（下り・上り2号）に充当された。
- 「つばさ」転用では、板谷峠区間で補機となるEF71形を連結する制約から先頭部連結器カバーを取り外し、連結時の作業性改善を目的にスカートへ切り欠き加工が施工されたが、切除部の形状が多様化した。連結器カバーは、後述する転用後も廃車まで再装着はされていない。なお6は運転席部分窓枠上部に棒状の手摺溶接を同時施工した。

だが、先頭車キハ81形は座席数が少ないことによる輸送力不足が露呈したことから「つばさ」の運用は1年で終了し、1969年10月1日ダイヤ改正で秋田機関区（現・秋田総合車両センター南秋田センター）へ転出し、上野 - 秋田間を上越線・羽越本線経由となる「いなほ」と間合いで常磐線特急「ひたち」に転用。
1972年10月2日ダイヤ改正で「いなほ」「ひたち」は485系電車化されたことから、和歌山機関区（現・吹田総合車両所日根野支所新在家派出所）に再転出。紀勢本線特急「くろしお」のうち名古屋発着となる下り5号・上り2号へ限定運用で充当され、7両基本編成名古屋方ならびに3両付属編成天王寺方先頭車に組成された。
しかし、老朽化に加えて前面非貫通かつ座席数などキハ82形との相違による運用を限定させる制約や編成組成上の難点が表面化し、1976年10月1日ダイヤ改正で向日町運転所からキハ82形4両が転入。キハ81形1・2・4・6の4両が休車となり天理駅へ疎開留置。キハ81形と同時期に製造された僚車のキロ80形3・4などと同時に1977年12月23日付で廃車となった。3・5は引き続き付属編成に組成されていたが、主に多客期増結用となり使用頻度は低下した。1978年10月の紀勢本線新宮電化によって余剰となりさよなら運転の後休車。翌1979年7月に5が、10月に3が廃車され形式消滅した。

#### キハ80形 (1 - 12)

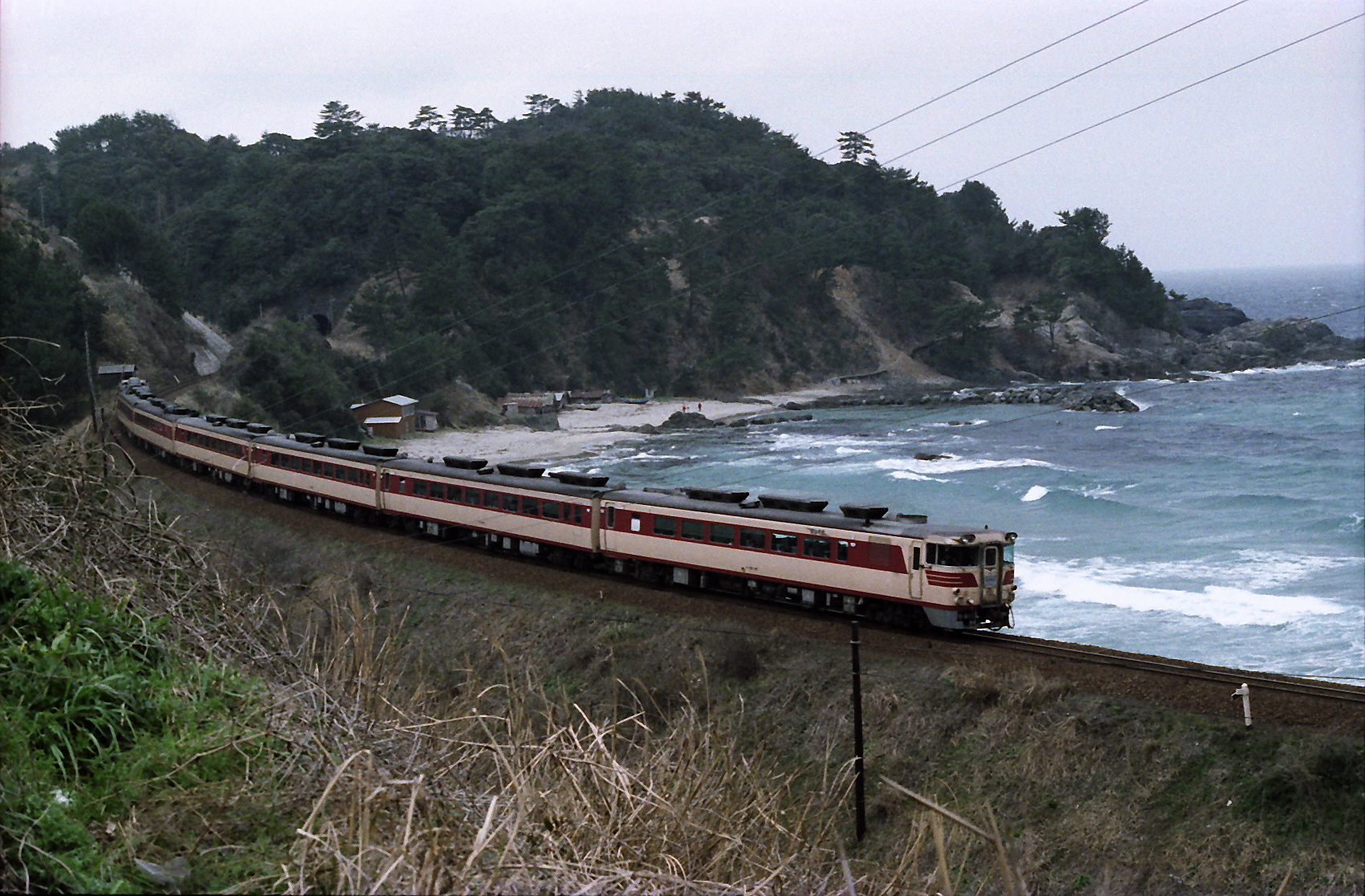
キハ82形先頭の編成
2・3両目キハ80形初期型
4両目キハ80形改良型
屋根上・床下機器配置
車両番号位置に差異

基幹形式となる走行用エンジンを2基搭載する中間2等車で定員72人。
キハ81形とキハ82形で形状をまったく異にした先頭車と異なり、以後の増備車でも形状にほとんど変化がなく、取扱もその後の改修でほぼ同一とされた。このため「はつかり」用として製造されたグループでは最も長く営業運転で運用され、10は1983年に廃車されるまで1960年の落成から23年間車籍を有した。

#### キロ80形 (1 - 5)

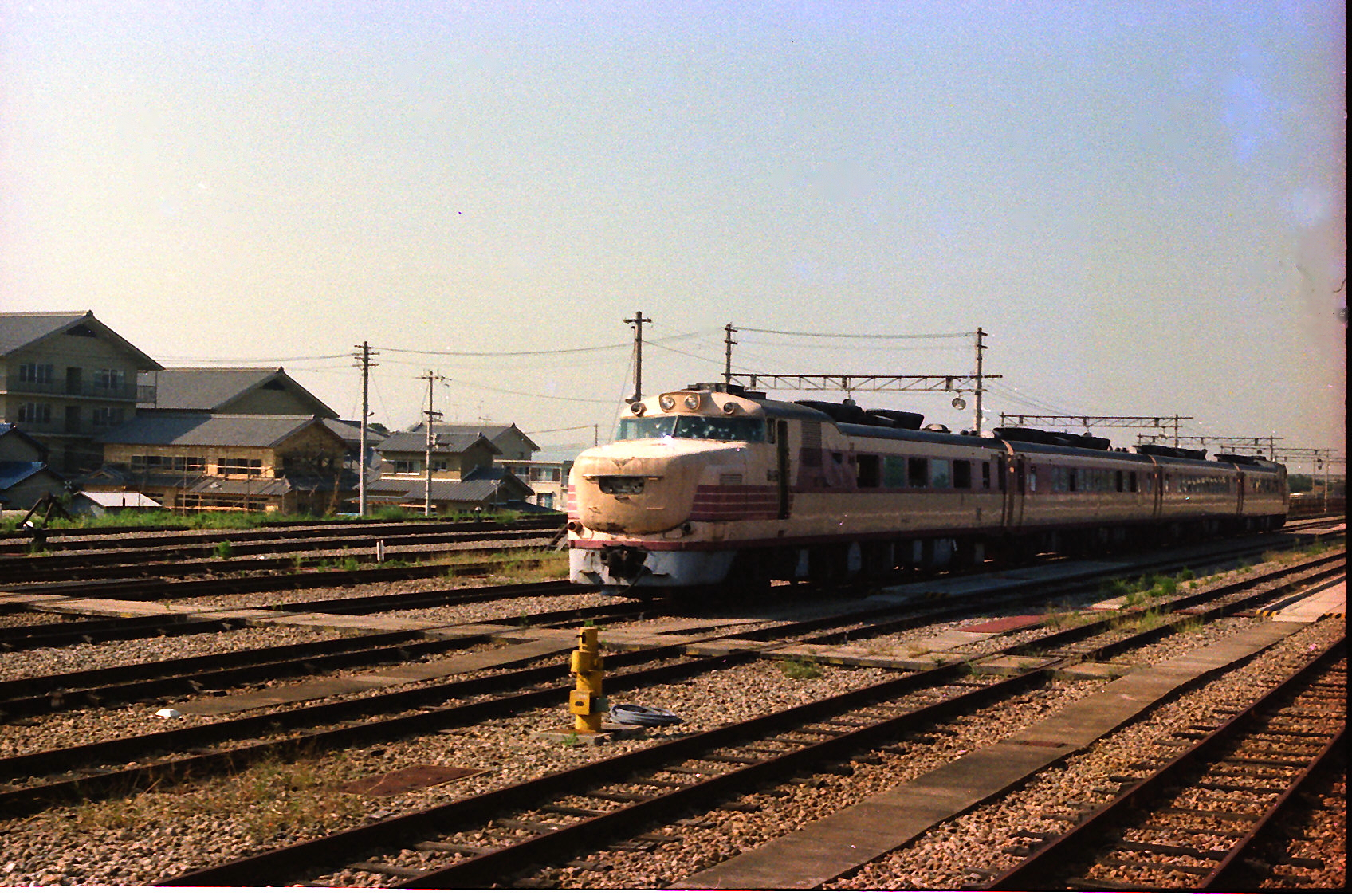
キハ81 1・4と共に天理駅構内に留置されたキロ80 3・4

走行用エンジンを2基搭載する中間1等車で定員48人。
トイレと洗面所を客室前後位の2箇所に設置するが、6以降の増備車と異なり屋根上の水タンクはない。座席は2人掛けの回転式リクライニングシートで以下に示す特徴を持つ。
- 表皮はえんじ色でクッションは左右独立とした。
- 長時間乗車の疲労軽減を目的として可動式フットレストと上下スライド式ヘッドレストを装備。
- テーブルは取り外し式[注 40]。
  - 6以降の増備車ではテーブルが小型の肘掛格納式となり座席背面の小物入れは網製となった。
- 屋根上にラジオ受信用アンテナを設置。
  - 「はつかり」運行当初は、座席にシートラジオスイッチとイヤホンジャックが設置されていたが、消毒作業などのメンテナンス難や聴取困難な区間が多い理由で6以降の増備車では採用せず、早期に撤去された。

後に3両が後述の普通車化改造を施工されたが、キロのまま残存した3・4の2両は1977年12月に廃車となった。

#### キサシ80形 (1 - 3)
気動車としては日本初の食堂車。付随車で食堂定員は40人。
基本構造と間取りは同時期に開発されたサシ151形に準拠しているが、後位側に乗務員室を設置するほか、業務用扉が外吊式でないなど外観に差異がある。完全電化の厨房と空調を装備する。
食堂側車端の扉上には151系電車でも装備された列車位置表示器が、本形式で搭載された。
床下には、大型水タンク3基のほかに発電用に燃料噴射特性を変更したDMH17H-GエンジンとDM63形発電機を組み合わせた発電セットを搭載するために走行用エンジンは搭載されておらず、車重は38.2トンと全形式中で最も軽いが、動力分散方式の付随車としては重い部類となる。後に3両とも走行用エンジンを搭載し後述するキシ80形900番台へ改造された。

### 改造
本項では「はつかり」運用開始後に施工された機能性向上や改良を目的とした改造、「はつかり」電車化による余剰と車種間の需給調整からキロ80形3両の普通車化ならびに付随車のため不足する編成出力問題解決と転配時自由度を確保する観点からキサシ80形3両の動力車化の形式間改造にわけて解説を行う。

#### 機能性向上や改良を目的とした改造
キハ81形
- 先行製造車（1・4）のタイフォンを他車同様ボンネット下部に移設しタイフォンシャッターを設置。
- 1961年頃に単線区間での通過駅におけるタブレット交換時の窓ガラス破損対策として乗務員室扉の窓下部に保護棒を追設。
- 1964年頃から運転室用AU14形冷房装置を順次増設。
- 三河島事故を契機に常磐線でVHF150MHz帯を使用する列車無線を導入したため対応する無線機の搭載と屋根上に円筒状のアンテナを設置。後の「くろしお」転用で和歌山区転出時に無線機とアンテナは撤去されたがアンテナ台座は残存。

各形式共通
- メンテナンスの難しいファスナー付ラバー製二重幌および外幌用固定金具の撤去と一般型貫通幌への交換。ジャンパ栓受設置。施工後のキハ80形・キロ80形はキハ82系と共通運用となった。
- 一部車両を除き動力系異常時に点灯する白色灯を追設。
- キハ82系と同様に妻面に尾灯設置用ステーを追設。
- 客用ドアにステンレス製ガイドレールを1本追設。

「はつかり」運用終了後は一部車両を除き以下の改造工事を施工。
キハ81形
- 黒磯駅通過用列車選別装置の搭載。和歌山区転出の際に撤去。

キロ80形
- 料金のモノクラス制移行により一等車ステンレスロゴの撤去とグリーン車マークを貼付[注 43]。

各形式共通（キサシ80形を除く）
- デッキ側天井にダクトを追設。
- 1969年度に台車を踏面ブレーキのDT27・TR67からディスクブレーキのDT31B・TR68Aに新製交換[16]。捻出されたDT27・TR67はキハ58系に転用。捻出されたDT22・TR51は改修工事後DT19・TR49を装着していたキハ10系に転用。改造車も台車交換を実施。
- 行先表示・号車番号・座席種別のサボ受け移設。
- 一部車両のクーラー吹き出しカバーを交換。
- 一部車両に循環式汚物処理装置を設置。

#### 形式間改造
| 車両形式 | 車両番号 | 種車       | 施工工場 | 落成配置 | 落成日     | 廃車日     | 最終配置 | 備考     |
| -------- | -------- | ---------- | -------- | -------- | ---------- | ---------- | -------- | -------- |
| キハ82   | 901      | キロ80 1   | 大宮     | 向日町   | 1968.12.09 | 1981.12.25 | 札幌     |          |
| キハ82   | 902      | キロ80 5   | 大宮     | 鹿児島   | 1970.02.28 | 1982.07.06 | 札幌     | 事故廃車 |
| キハ80   | 901      | キロ80 2   | 土崎     | 向日町   | 1968.10.08 | 1979.12.08 | 鹿児島   |          |
| キシ80   | 901      | キサシ80 2 | 高砂     | 尾久     | 1968.12.09 | 1976.02.20 | 向日町   |          |
| キシ80   | 902      | キサシ80 3 | 高砂     | 尾久     | 1968.12.09 | 1975.04.30 | 向日町   |          |
| キシ80   | 903      | キサシ80 1 | 五稜郭   | 函館     | 1969.12.27 | 1975.03.13 | 函館     |          |

##### キハ82形900番台
大宮工場（現・大宮総合車両センター）で施工された普通先頭車化改造である。客室窓は1等車時代の狭窓のままでシートピッチと合っていないものの定員はオリジナルのキハ82形と同一であるが、片側のトイレ・洗面所・一部の客席部分を運転室・機械室に改装し車掌室・荷物保管室を撤去するほか、走行用エンジンを1基とし発電セットを搭載するなど大掛かりな工事である。
901は「はつかり」運用終了後の1968年12月に改造され向日町運転所に配置。1972年3月15日ダイヤ改正で「いなほ」「ひたち」9両化により902と共に秋田区へ転出。7ヶ月後の10月には羽越本線電化により「いなほ」「ひたち」が485系電車化され余剰となったために札幌運転所へ再転出。「北斗」「オホーツク」で運用された。1981年10月1日ダイヤ改正で運用終了。余剰車となり同年12月25日付で廃車。サボ受けの移設は行われていない。
902は「はつかり」運用終了後もキロ80 5のまま1969年10月に秋田へ転出。翌1970年2月に改造され鹿児島運転所に配置。同年9月に和歌山機関区に転出。1972年3月の秋田再転出後は901と同様な経歴を持つが、1982年6月11日に石北本線で脱線事故のため同年7月6日付で廃車。

##### キハ80形900番台
1968年に土崎工場（現・秋田総合車両センター）で施工。前位の車掌室・荷物保管室と後位のトイレ・洗面所を撤去して、座席を回転リクライニングシートから回転クロスシートに交換。キハ82形900番台同様に客室窓は1等車時代の狭窓のままでシートピッチと合っていないが、定員はオリジナルのキハ80形と同一とされた。
向日町運転所（現・吹田総合車両所京都支所）へ配置後に秋田機関区を経て1972年10月1日付で鹿児島運転所（現・鹿児島車両センター）へ転出。日豊本線特急「にちりん」ならびに肥薩吉都線特急「おおよど」などで運用されたが、老朽化のため1979年12月8日付で廃車。

##### キシ80形900番台
キサシ80形から床下の発電セット・水タンクを撤去し、走行用エンジンを2基搭載するキシ80形化改造であるが、冷蔵ケースならびに水タンクの位置が新製車では調理室側車端なのに対し、本番台区分では食堂側車端となったほかに食堂従業員控室はないなどの差異がある。また本改造工事では以下の変更も施工された。
- 台車をディスクブレーキ付のDT31Bに交換
- 食堂側車端のテーブルを1列2卓撤去して定員を32名に減じ捻出したスペースに水タンクを床上搭載
- 列車位置表示装置の撤去
- 食堂縮小に合わせ屋根上クーラー位置を移動
- 調理室側車端部小トイレ丸窓右横に縦長窓を設置
- 車両重量が約5トン増加

また改造に至るまでの経緯が901・902と903では異なり、901・902は「はつかり」運用終了後も尾久所属のままとなったキサシ80 2・3を1968年12月9日に高砂工場で改造。1969年10月1日に秋田機関区へ転出となり「いなほ」「ひたち」運用に投入されたが、1972年10月1日に向日町運転所へ再転出。
903は耐寒工事を施工し1968年9月9日に函館運転所（現・函館運輸所）へ転出したキサシ80 1が種車。キサシのまま1968年10月1日ダイヤ改正から1969年10月1日ダイヤ改正まで札幌発着「北斗」1往復（下り2号・上り1号）に充当される9両編成に組成して限定運用された。同年12月27日に五稜郭工場（現・五稜郭車両所）でキシ80 903へ改造施工。その後も函館所属のまま運用された。
全車とも余剰から1976年2月までに廃車となった。

## キハ82系（1961年 - 1967年）
キハ81系を「はつかり」に導入する以前から旅客需要増大で輸送力改善は急務となっていて、国鉄は1961年10月1日ダイヤ改正で全国に特急列車を大増発することをすでに計画していた。この特急新設路線の多くは地方亜幹線であり、当然ながら非電化で気動車による充当が必須であった。このため国鉄は改良型の開発に着手。新たに設計された先頭車のキハ82形・食堂車のキシ80形と、改良型のキハ80形・キロ80形を含む1961年から1967年まで製造されたグループである。
当初投入された列車のひとつである「白鳥」にちなみ白鳥形と呼ばれる。なお本系列への製造移行により従来からのキハ81系と合わせキハ80系または80系気動車というグループ全体を意味する統一系列で呼ばれるようになった。本グループからは一般形・急行形気動車製造の実績がある日車・新潟・帝車・富士・東急の5社が製造した。

### 主要機器
貫通型先頭車・食堂車の動力車化
| キハ82 1助士席後方サービス電源配電盤  |  | キハ82 1運転室→客室通路  |
| キハ82 1 助士席後方サービス電源配電盤 |  | キハ82 1 運転室→客室通路 |

キハ81系には走行機器のトラブル多発のほか、いくつかの欠点があった。特に代表的なのは次の2点である。
1. DMH17系エンジンの低出力。編成内に付随車のキサシ80形を含むことに伴う編成全体の出力不足。
2. 先頭車と食堂車のみに電源を搭載し、先頭車は非貫通構造でもあるため編成を組成する際のフレキシビリティに欠ける。

- 過去に特急運転の実績がない地方の亜幹線では、特急9両編成は輸送力過剰が危惧されたが、1961年当時の特急列車には1等車と食堂車の連結は必須であり、このような状況で走行用エンジンを搭載しないキサシ80形を組込んだ6両ないしは7両編成を組むと9両編成時以上に著しいアンダーパワーとなり、特急列車に求められる走行性能が確保できず、既存のキハ55系による準急・急行は特急型気動車のような電源エンジン制約がなく2基エンジン車増結可能で性能余裕を得られる状況で、出力でこれに劣る状態では特急列車に相応する速達ダイヤを引けないと想定された。

これらの問題に対しキハ82系では、全体に信頼性向上を図った上で先頭車を貫通式運転台と電源セットを備えるキハ82形に、食堂車を走行用エンジン2基搭載の動力車キシ80形に車種変更した改良を行った。本方式では中間車全車を走行用エンジン2基搭載とし、サービス電源容量が必要な場合はキハ82形の増結で対処することで一応の編成出力を確保した。また同時に運転区間途中での増解結ならびに分割併合を自在にするメリットもあり、編成組成の自由度を上げた。
ディスクブレーキ台車
気動車用のディスクブレーキは、1960年（昭和35年）に試作されたキハ60系気動車用のDT25系で試用された実績がある。本系列では、当時アプト式で走行用レールの中間にラックレールがあった信越本線横川 - 軽井沢間では、一般的な踏面ブレーキ式台車のブレーキ部品がラックレールに接触して通過不可能であったこと。また車輪踏面のフラット対策と高速域でのブレーキ特性改善を目的として、DT27系を基本とする空圧油圧変換式キャリバー車輪ディスクブレーキ方式のDT31A形・TR68形台車を装着した。なお、本台車は1961年5月に就役した信越本線用のキハ57系急行形気動車に導入したDT31の改良形である。1965年（昭和40年）度以降の生産車は改良型のDT31B・TR68Aに移行しているが大差はない。
DT31系は揺れ枕吊りにベローズ式空気ばねを搭載する第1世代の空気ばね台車であり、DT27系との相違はブレーキ関連機器のみである。そのディスクブレーキは、酷寒地域の厳しい気象条件の中でも高速域から有効にブレーキ力を発揮し、また長い下り勾配での酷使にも耐えた。乗務する運転士達からも「キハ82のブレーキは良く効く」と信頼を得た。
しかし、逆転機とディスクブレーキユニットを車輪間の狭いスペースに並べて押し込めたその設計は、整備性という点では劣悪であり、整備担当の現場作業員は、窒息しそうなほどの窮屈な空間でブレーキダストで全身真っ黒になりながらブレーキパッド交換などの困難な作業を強いられたという。また車輪踏面に清掃装置を装備するもののブレーキシューが接触しない構造のため北海道地区では、後年に冬期を中心に踏面剥離現象 が多発した。

### 設備
キハ81系から以下の設計変更を実施
- ドア戸袋点検蓋を赤帯部に収まるよう小型化し、ボルト締めの蓋からツマミで開閉する蓋に変更
- キハ81系では車体裾赤帯部にあった冷却水給水口位置を赤帯上部に移し形状を変更し、窓と窓の間の支柱下部にあった車両番号を窓中央部下部に移設（但しキロ80は全車窓中央部下部に車体番号）
- 機器配置を変更（エンジンカバーは後に撤去）
- 入口ドア引戸に付くステンレス製レールを従来の1本から2本に変更
- くずもの入れを大型化し妻板部分に張り出しを設置
- 外幌の廃止に伴いジャンパ栓受を新設
- 横長の銀色の仕切り扉客室側金属製ハンドルを縦長の黒い長方形樹脂製プレートに、デッキ側金属製ハンドルの形状変更

北海道地区配属車は後述する事後的な小改造を施工。
導入前の試運転でキハ81系と同様の不具合が多発したため、一部設計変更と改修工事を実施。

### 仕様変更・改造工事
- 北海道地区に配置されたキハ82形では乗務員室扉の窓をタブレットによる破損防止の観点から窓全体を覆う開閉可能な保護網が装着された。

| キハ82形タイフォン中折れシャッター仕様  |  | キハ82形タイフォンスリット仕様  |
| キハ82形タイフォン 中折れシャッター仕様 |  | キハ82形タイフォン スリット仕様 |

- キハ82形のタイフォンは中折れシャッター仕様・スリット仕様・多孔板仕様が設定された[注 48]。
- 運転室前面ガラスは熱線入り窓ガラス仕様やデフロスタ仕様など数種類が存在する。また前面ガラス上部の雨樋の形状は製造年度により異なる。
- キハ82形運転台側とキシ80形のみが制御回路を両渡り構造とした。当初の計画ではキシ80形組込を前提とした編成組成とし[注 49]、同形式で回路をクロスさせて片渡り構造の中間車を連結したが[注 50]、函館運転所が担当する「おおぞら」札幌転回編成はキシ80形を不連結としたため制御回路が構成できなくなり、同所所属のキロ80 6・15・17にキハ82形と連結する後位側のみ両渡り構造にする改造で対応した。その後にキシ80形不連結編成が「おおぞら」のみならず多数設定されたことから本工事は既造のキロ80形全車に施工されたほか、キロ80 43以降は両渡り構造で製造された。また付属編成連結位置の関係や普通車のみで編成組成を可能とする必要から、一部のキハ82形には後位側へ本工事が施工された[注 16]。
- 1963年度増備車よりキハ82形はクーラーを増設し、キハ82・キハ80・キロ80の各形式ではデッキ側天井にダクトが追加された。従来車も追設工事を施工した。また行先表示・号車番号・座席種別のサボ受けの取り付け位置が変更され、従来車は一部を除き移設工事を施工した[17]。
- 1965年度増備車より台車がDT31B・TR68Aに変更され、キハ81系も同台車に交換された。
- 1966年度増備車ではキハ82・キハ80・キロ80のデッキ側妻面に貫通扉が追加された。これに伴いくずもの入れを排気口側車端部に移設した[17]。

#### 横軽対策
最大勾配 66.7 ‰に達する信越本線横川 - 軽井沢間（碓氷峠）は1963年にアプト式から通常の粘着運転へ切換られたが、同区間を通過する列車は峠麓側（横川側）に補助機関車のEF63形を重連で連結し、気動車の場合は無動力での推進・牽引運転で最大連結両数を7両までの編成組成制約を課した上で連結器破損や座屈による浮き上がり脱線予防ならびに車両逸走を防止する点から通過対象車両に施工された以下の対策（通称：横軽対策）である。
- 台枠・連結器を強化
- 緩衝器容量を増大
- 非常ブレーキ吐出弁絞りを追加
- 横揺れ防止装置を追加
- 坂上で力行した際に心皿脱出ならびに破損防止のため空気ばね台車へパンク装置を追加[注 52]
- 識別のため車両番号の頭に直径40mmの「●（Gマーク）」を付加

また気動車とEF63形の連結は、連結器以外はブレーキ管（BP管）の接続のみでも可能であるが、軽井沢に向う下り列車では押し上げ対象列車の運転士が信号機と安全の確認を行ない連絡を担当することから、連絡回線確保のためEF63形のうち1969年までに製造された1 - 21には軽井沢側に本系列用KE62形2基を装備する。
本系列では同区間で運用される向日町運転所所属の「白鳥」上野編成充当車に施工。1965年10月1日ダイヤ改正で系統分割された「はくたか」充当用金沢運転所転出車は向日町で本工事を施工された車両に限定されたが、本系列の横軽区間での運用は「はくたか」485系電車化ならびに上越線経由に変更された1969年10月1日ダイヤ改正で終了した。

#### 黒磯駅通過用列車選別装置
1968年10月1日ダイヤ改正で、黒磯駅はそれまで全列車停車していた東北本線特急の一部が通過に変更され、本系列充当列車では「つばさ」が対象とされた。これに伴い同駅下り1番線と上り5番線に従来の交直流切換地上設備を残存させたまま新たに車上切換が可能なデッドセクションを追設して対応したが、通過に際しては本デッドセクションと地上信号が連動となることから、本系列でも電源切換が不要なものの通過列車選別装置搭載は必須となり、同改正に合せて担当する尾久客車区所属のキハ81 1- 6ならびにキハ82 46 - 51へ、さらに1969年には金沢運転所から転入したキハ82 1 - 3・8へ搭載工事が施工された。
なお、同区配置のキハ82形は1970年2月までに全運用を終了したために他車両基地へ転出の際に同装置を取外したが、「いなほ」運用に転用となり秋田運転区へ転出したキハ81形は羽越本線・上越線で運転不可となった際の迂回ルートに東北本線が含まれていたことから搭載を継続。1972年10月の「くろしお」転用で和歌山機関区へ転出の際に常磐線用150MHz帯列車無線装置と併せて取外された。

### 新造車
| 製造落成時期          | キハ 82   | キハ 80   | キロ 80 | キシ 80 | 新製配置車両基地 | 新製配置車両基地 | 新製配置車両基地 | 新製配置車両基地 | 新製配置車両基地 | 新製配置車両基地 | 両数 | 備考                                                 |
| 製造落成時期          | キハ 82   | キハ 80   | キロ 80 | キシ 80 | 和歌山           | 向日町           | 尾久             | 山形             | 盛岡             | 函館             | 両数 | 備考                                                 |
| --------------------- | --------- | --------- | ------- | ------- | ---------------- | ---------------- | ---------------- | ---------------- | ---------------- | ---------------- | ---- | ---------------------------------------------------- |
| 1961年6月 - 9月       | 1 - 43    | 13 - 53   | 6 - 27  | 1 - 21  | -                | 78               | 34               | -                | -                | 15               | 127  | 1960年度債務 1961年度本予算                          |
| 1962年4月 - 1963年3月 | 44・45    | 54 - 64   | 28      | 22      | -                | 3                | 10               | -                | -                | 2                | 15   | 「ひばり」充当 「おおぞら」増強 基本編成7両化        |
| 1963年7月 - 1964年2月 | 46 - 55   | 65 - 85   | 29 - 32 | 23 - 26 | -                | 21               | 16               | -                | -                | 2                | 39   | キハ82形空調改良 「まつかぜ」増強 「つばさ」盛岡新設 |
| 1964年7月 - 1965年1月 | 56 - 77   | 86 - 118  | 33 - 47 | 27 - 34 | 20               | 16               | 11               | -                | 2                | 29               | 78   | 1964年10月改正増発 「くろしお」充当                  |
| 1965年6月 - 8月       | 78 - 107  | 119 - 163 | 48 - 60 | 35・36  | 2                | 48               | -                | 17               | -                | 23               | 90   | 台車改良・増発対応 「やまばと」移管                  |
| 1967年1月             | 108 - 110 | 164 - 166 | 61・62  | 37      | -                | -                | -                | -                | -                | 9                | 9    | 「北海」充当                                         |
| 形式・配置別計        | 110       | 154       | 57      | 37      | 22               | 166              | 71               | 17               | 2                | 80               | 358  |                                                      |

#### キハ82形 (1 - 110)
| キハ82 106（左）キハ82 107車内（右） |  | キハ82 106（左）キハ82 107車内（右） |
| キハ82 106（左）キハ82 107車内（右） |  |                                      |

1961年から1967年までに110両が製造された。キハ81形に代わって開発された本系列の貫通型先頭車である。発電セットを床下搭載としてボンネットを廃止し、当時の一般形・準急形気動車や急行形電車同様の貫通式運転台を採用した。客室レイアウトも変更され、トイレ・洗面所をデッキ寄りに移設した。売店を廃止し客室を拡大したため座席定員はキハ81形より座席3列分12人多い52人となった。
一時は気動車特急の代名詞的存在となり、スタイリングはキハ181系やキハ391系はもとより、民営化後に製造されたキハ189系や373系電車にも受け継がれた。造形面での優美さと機能性を兼ね備えた完成度の高い前頭形状は、今なお工業デザイナーや鉄道愛好家から高く評価される正面貫通式で両側に若干の後退角を伴ったパノラミックウインドウ（曲面ガラス）付き高運転台は、星晃 らの手で同年に設計されたクハ153形500番台にも採用された当時最新のデザインであるが、灯具位置や塗色の違いから両者の印象は相当に異なる。
153系電車などのような列車種別表示幕は設けず、屋根上両側に前照灯と標識灯をセットとした横長のライトケースを設置した。パノラミックウインドウは、前面の平面部分から曲面部分までがシームレスの大きな一体型ガラスで、コスト高を押して採用された。窓下には鳥の翼を思わせる広幅の赤帯を塗装してアクセントとしており、このイメージは後のキハ181形にも多少の改良を伴いながら継承された。
貫通扉にはドアサイズに合わせた小型の列車愛称表示板と逆三角形の特急シンボルマークを装備する。貫通幌は収納時には車体側の凹みに面一で格納され、通常の貫通幌のように飛び出ることのないスマートな外観となった。
1963年（昭和38年）製の46- はAU12形冷房装置の搭載位置を変更し5基に増設。さらに洗面所寄りにはダクトが追加された。従来の車両も順次追設工事 が施工された。また1965年製の78- は台車をDT31B/TR68A形に変更した。

#### キハ80形 (13 - 166)
| キハ80 141（左）キハ80 133車内（右） |  | キハ80 141（左）キハ80 133車内（右） |
| キハ80 141（左）キハ80 133車内（右） |  |                                      |

1961年 - 1967年に154両が製造された。
1960年製造車からの相違はDT31A形台車への変更ならびに排気管をはじめとするエンジン周辺に熱害対策を施した程度で、基本構造に大きな相違がなく車両番号は続番である。119- は台車をDT31B形に変更した。

#### キロ80形 (6 - 62)
| キロ80 57（左）キロ80 57車内（右） |  | キロ80 57（左）キロ80 57車内（右） |
| キロ80 57（左）キロ80 57車内（右） |  |                                    |

1961年 - 1967年に57両が製造された。
キハ80形同様に1960年製造車からの続番で熱害対策やDT31A形台車への変更のほか、地方線区での受信環境やイヤホン消毒のメンテナンス難を考慮したシートラジオを廃止。トイレ・洗面所を2ヶ所設置することから「はつかり」での実績を踏まえた上で前位屋根上に水タンクを増設した。このため遠方から編成の向きを判断する手掛かりにもなった。
1961年の「おおぞら」札幌転回編成が食堂車不連結となったことから、編成組成する際に各種引通をクロスさせる必要が発生し、当初は運用を担当する函館運転所配置車に前位側のジャンパ連結器を両渡り化する改造を施工。後に1965年1月落成の43- は新製時より両渡りとなり、それ以前に製造された車両も全車両渡り化改造が施工された。このほか1965年7月落成の48- は台車をDT31B形に変更した。

#### キシ80形 (1 - 37)
| キシ80 20（左）サシ489-4（右）公式側男子従業員用トイレ・業務用扉の位置構造に差異  |  | キシ80 20（左）サシ489-4（右）公式側男子従業員用トイレ・業務用扉の位置構造に差異 |
| キシ80 20（左）サシ489-4（右）公式側 男子従業員用トイレ・業務用扉の位置構造に差異 |  |                                                                                  |

| キシ80 26（左）サシ481-52（右）非公式側水タンク室・窓配置・業務用扉の位置構造に差異  |  | キシ80 26（左）サシ481-52（右）非公式側水タンク室・窓配置・業務用扉の位置構造に差異 |
| キシ80 26（左）サシ481-52（右）非公式側 水タンク室・窓配置・業務用扉の位置構造に差異 |  |                                                                                     |

1961年 - 1967年に37両が製造された。キサシ80形から以下の設計変更を実施した。
- アンダーパワーを解消する目的から床下搭載エンジンを発電用1基から走行用2基へ変更。
- 水タンクを厨房側車端床上に搭載。
- 後位側乗務員室を食堂従業員控室とした上で位置を水タンク室前位側へ変更。
- 調理用電源給電はキハ82形もしくはキハ81形からの供給のみとする。

サシ151（161・181）形ならびに同形式の設計思想を受け継いだサシ481・489形と主要構造はほぼ同一であるが、キサシ80形から車内レイアウトの大きな変更点として、水タンクを床上搭載としたため食堂定員を40人から左右1卓ずつ減り8卓32人に減少させた。このため食堂部と厨房側通路部の窓が1ブロックずつ少なく調理室側車端部の男子従業員用トイレならびに外吊式ではなく通常の引戸を採用した業務用扉は車体中央部寄りに設置するなど外観は当然ながら、キサシ80形は基より電車用のサシ151（161・181）・481・489形と比較しても厨房・食堂は若干コンパクトになった。

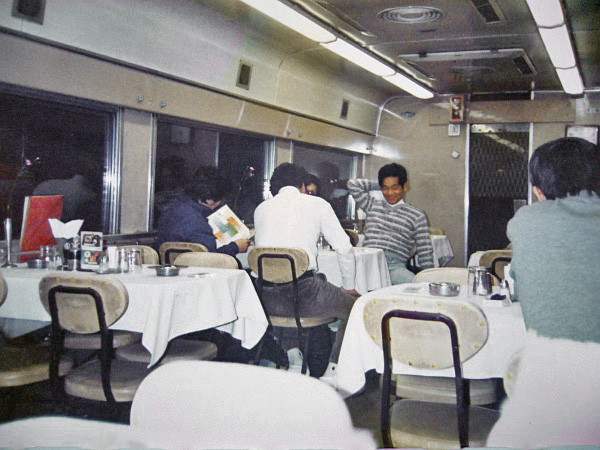
キシ80 20車内
初期型クーラーパネル
走行位置表示器撤去済

当初はキサシ80形同様に走行位置表示板を搭載したが、運用区間拡大や他線への転用時に撤去された。クーラーパネルは初期車ではキサシ80形と同タイプを装備したが、後の増備車では座席車と同じ改良型に変更した。
35・36は台車をDT31B形へ変更し走行位置表示器を廃止。1967年1月落成の最終増備車37は、さらに食堂部窓を大窓化しベネシャンブラインドを装備しており、同年夏以降に製造開始となった583系電車やキサシ180形の試作的要素を持った異端車である。
1986年11月1日ダイヤ改正で、函館運転所が担当する「おおとり」「オホーツク」編成のキハ183系置換えを最後に定期運用が終了。1987年の分割民営化時には同所所属となる29・36・37の3両が保留車のままJR北海道に承継。36・37は1990年に廃車となったが、29は1988年3月にジョイフルトレイン「トマムサホロエクスプレス」用の501へ改造。同車は2007年6月6日付で廃車され形式消滅となった。

### ジョイフルトレインへの改造車
1980年代に国鉄では、団体専用列車や臨時列車などに充当する専用車両として、余剰車両に一般車両と大きく異なる外観や展望を考慮した座席配置などの改造を施工したジョイフルトレインと呼ばれる車両を多数落成させた。本系列では、北海道総局→JR北海道が改造所有したフラノエクスプレス、分割民営化後にJR北海道が改造所有したトマムサホロエクスプレス、同じくJR東海が改造所有したリゾートライナーが該当する。またジョイフルトレイン化改造により、キハ84・キハ83・キロ82の新形式が起こされたが、既存一般車と形式を共有するキハ80・キロ80・キシ80の3形式では番台区分による分類が実施された。

#### フラノエクスプレス

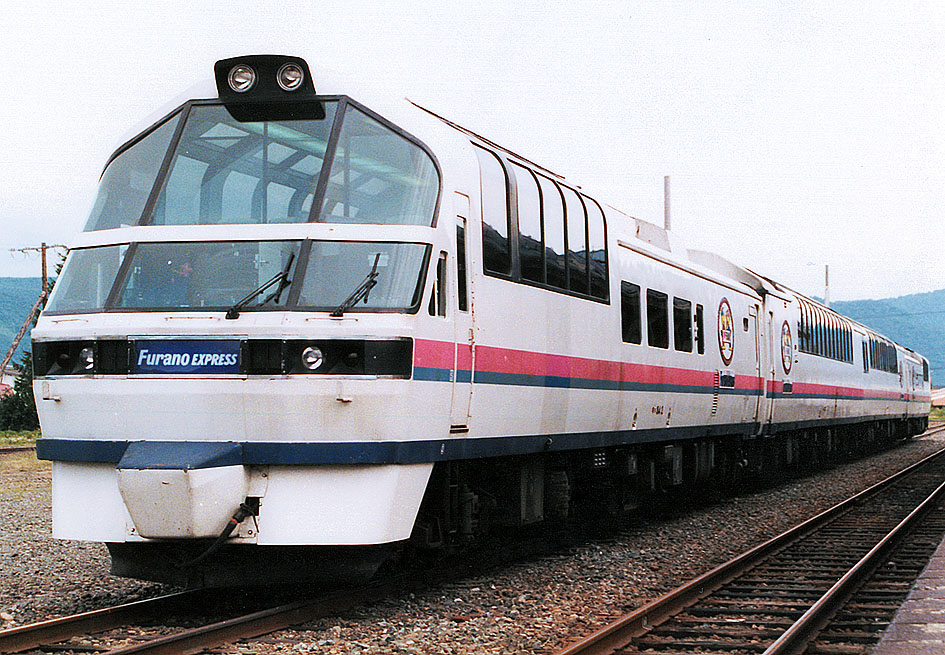
フラノエクスプレス

1985年にキハ56系を種車に改造され就役したアルファコンチネンタルエクスプレスが好評であったことから、観光地として注目を集めていた富良野エリアにも高品質なサービスを提供した上で乗り心地と速度向上を狙った車両が要求され富良野プリンスホテルとタイアップを行い登場したジョイフルトレインである。
1986年12月12日付でキハ84 1・2 キハ83 1の3両が苗穂工場で落成。改造内容は台枠ならびに機器類のみ再利用し、車両構体は新たに製造したものである。このうちキハ84形は運転席のある走行用DMH17H形エンジン2基搭載車で展望席はハイデッカー、一般席は平屋とし、キハ83形は走行用エンジン1基と三相交流440 V 容量125kVAのDM63形発電機を駆動するDMH17H-G形エンジンを搭載する全室ハイデッカー構造の中間車である。またキハ183系との連結を可能とするため制御回路の電圧を交流100 Vから直流24 Vに変更した。当初は函館運転所配置のまま同月20日より札幌 - 富良野間を団体専用列車扱いの臨時列車として運行を開始した。 
- 札幌0803（8041D フラノエクスプレス）1006富良野1647（8042D フラノエクスプレス）1844札幌

| キハ80 501 |  | ANAビッグスニーカートレイン |
| キハ80 501 |  | ANAビッグスニーカートレイン |

分割民営化後の1987年5月27日付で走行用機関を2基搭載し、ソファーを配置したラウンジを設置するキハ80 501が落成。以後は4両編成とされたが、同年6月1日から10月31日まではタイアップ先を全日本空輸に変更し、ANAビッグスニーカートレインとして運転された。
- 正面愛称表示をANAに変更し、白色塗装にかかる帯色も全日空機と同様にトリトンブルーとよばれる青系濃淡2色とされた[25]。

また同年には本系列としては2度目となる第30回ブルーリボン賞を受賞した。
1988年3月には苗穂運転所へ転属。さらに1990年1月からは需要増に対応してキハ184-11へ制御回路仕様変更ならびに幌高さや外板塗色を同編成に合わせる改造を施工し増結。5両編成で運用されたが、同年中に増結運用を終了し一般仕様に復元された。以後は4両編成で運用されたが、1998年11月1日に運行された「ラストラン・フラノ」をもって運用を終了。2004年9月27日付で廃車となった。
| フラノエクスプレス・ANAビッグスニーカートレイン | フラノエクスプレス・ANAビッグスニーカートレイン | フラノエクスプレス・ANAビッグスニーカートレイン | フラノエクスプレス・ANAビッグスニーカートレイン | フラノエクスプレス・ANAビッグスニーカートレイン |
| ----------------------------------------------- | ----------------------------------------------- | ----------------------------------------------- | ----------------------------------------------- | ----------------------------------------------- |
| 運転区間                                        | ← 札幌新千歳空港・富良野 →                      | ← 札幌新千歳空港・富良野 →                      | ← 札幌新千歳空港・富良野 →                      | ← 札幌新千歳空港・富良野 →                      |
| 号車                                            | 1                                               | 2                                               | 3                                               | 4                                               |
| 車両番号 （種車）                               | キハ84 1 （キハ80 164）                         | キハ80 501 （キハ82 110）                       | キハ83 1 （キハ82 109）                         | キハ84 2 （キハ80 165）                         |
| 改造施工                                        | 苗穂工場                                        | 苗穂工場                                        | 苗穂工場                                        | 苗穂工場                                        |
| 落成日                                          | 1986.12.12                                      | 1987.05.27                                      | 1986.12.12                                      | 1986.12.12                                      |
| 廃車日                                          | 2004.09.27                                      | 2004.09.27                                      | 2004.09.27                                      | 2004.09.27                                      |

#### トマムサホロエクスプレス

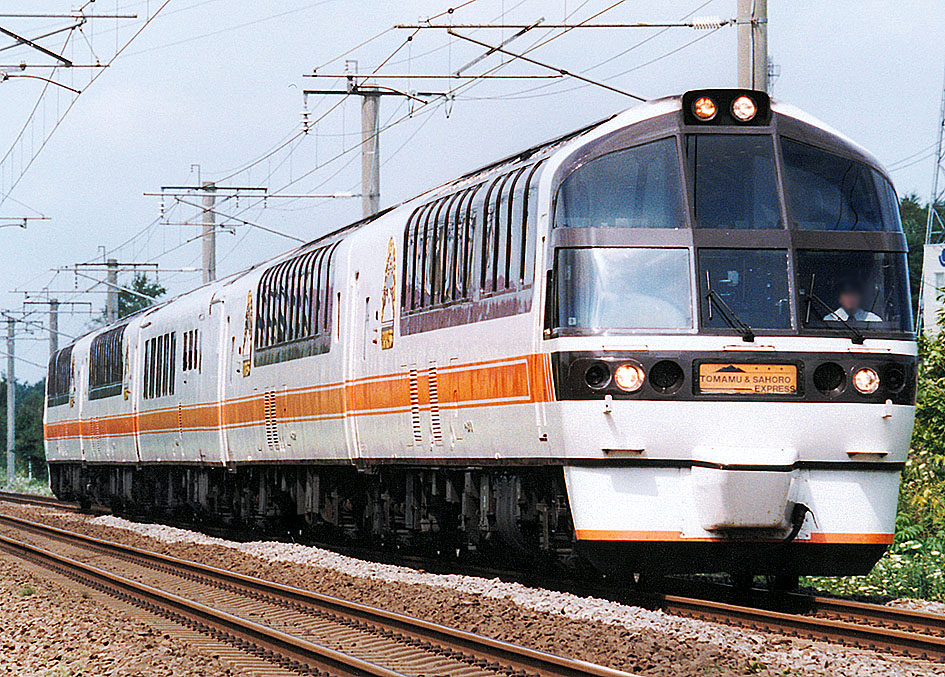
トマムサホロエクスプレス

アルファコンチネンタルエクスプレスに引き続きアルファリゾート・トマム（現・星野リゾート トマム）とサホロリゾート向けジョイフルトレイン第二弾として、1987年12月10日付でキハ84 101・102 キハ83 101の3両が苗穂工場による改造施工で落成。翌1988年3月に函館運輸区から苗穂運転所に転属した直後にキハ83 102・キシ80 501が落成し、5両編成化された。
| フラノエクスプレス用キハ84 2(左)トマムサホロエクスプレス用キハ84 102(右)後位側客室に差異   |  | フラノエクスプレス用キハ84 2(左)トマムサホロエクスプレス用キハ84 102(右)後位側客室に差異 |
| フラノエクスプレス用キハ84 2(左) トマムサホロエクスプレス用キハ84 102(右) 後位側客室に差異 |  |                                                                                          |

基本設計はフラノエクスプレスと共通であるが、新たに製造された車両構体はフルハイデッカーとし、キハ84形では平屋建とした後位側客室を廃止。キハ83形は搭載される発電ユニットをキハ183系と共通のDMF13HS-G形エンジンと三相交流440 V 容量180kVAのDM82形発電機のセットに変更したことから、100番台に区分された。またキシ80 501は平屋構造であるが、車体断面形状は座席車と揃え、塗装も基本的に同一であるが、窓周りも白くする処理を実施。車内は食堂部をアール・デコ調デザインとし、ダイニングセットを4人・2人x5列としたため食堂定員は30名となった。
| JTBパノラマクスプレス |  | マウントレイク大沼 |
| JTBパノラマクスプレス |  | マウントレイク大沼 |

運用面では3両で落成直後の1987年12月27日より札幌 - トマム間で運転開始。5両編成化された1988年夏シーズンより新得まで運転区間を延長。さらにシーズンによってはJTBとのタイアップによるJTBパノラマエクスプレスやフラノエクスプレスを補完する形でラベンダーエクスプレスとして運用された。その後はスキー人口の減少に伴う利用者減により1998年に1988年改造のキハ83 102・キシ80 501を編成から除外。1999年シーズンより函館ベースでマウントレイク大沼ならびに江差線（現・道南いさりび鉄道）へ乗入するナイトクルーズ漁火に転用するも2002年8月を最後に運用終了。再びトマムサホロエクスプレス塗装に復元し、同年9月14日 - 10月14日の毎週末に道内各地でさよなら運転を行いすべての営業運転を終了。 以後は保留車となり座席車は2004年に、キシ80 501は2007年に老朽廃車となった。
| トマムサホロエクスプレス・JTBパノラマエクスプレス・ラベンダーエクスプレス （マウントレイク大沼・ナイトクルーズ漁火） | トマムサホロエクスプレス・JTBパノラマエクスプレス・ラベンダーエクスプレス （マウントレイク大沼・ナイトクルーズ漁火） | トマムサホロエクスプレス・JTBパノラマエクスプレス・ラベンダーエクスプレス （マウントレイク大沼・ナイトクルーズ漁火） | トマムサホロエクスプレス・JTBパノラマエクスプレス・ラベンダーエクスプレス （マウントレイク大沼・ナイトクルーズ漁火） | トマムサホロエクスプレス・JTBパノラマエクスプレス・ラベンダーエクスプレス （マウントレイク大沼・ナイトクルーズ漁火） | トマムサホロエクスプレス・JTBパノラマエクスプレス・ラベンダーエクスプレス （マウントレイク大沼・ナイトクルーズ漁火） |
| --- | --- | --- | --- | --- | --- |
| 運転区間 | ← 札幌・南千歳（森・大沼公園・木古内）（函館）富良野・新千歳空港・トマム・新得 →                                     | ← 札幌・南千歳（森・大沼公園・木古内）（函館）富良野・新千歳空港・トマム・新得 →                                     | ← 札幌・南千歳（森・大沼公園・木古内）（函館）富良野・新千歳空港・トマム・新得 →                                     | ← 札幌・南千歳（森・大沼公園・木古内）（函館）富良野・新千歳空港・トマム・新得 →                                     | ← 札幌・南千歳（森・大沼公園・木古内）（函館）富良野・新千歳空港・トマム・新得 →                                     |
| 号車 | 1 | 2 | 3 | 4 | 5 |
| 車両番号 （種車） | キハ84 101 （キハ80 160）                                                                                            | キハ83 102 （キハ82 80）                                                                                             | キシ80 501 （キシ80 29）                                                                                             | キハ83 101 （キハ82 86）                                                                                             | キハ84 102 （キハ80 166）                                                                                            |
| 改造施工 | 苗穂工場 | 苗穂工場 | 苗穂工場 | 苗穂工場 | 苗穂工場 |
| 落成日 | 1987.12.10 | 1988.05.31 | 1988.03.30 | 1987.12.10 | 1987.12.10 |
| 廃車日 | 2004.03.24 | 2004.03.24 | 2007.06.06 | 2004.03.24 | 2004.03.24 |

#### リゾートライナー

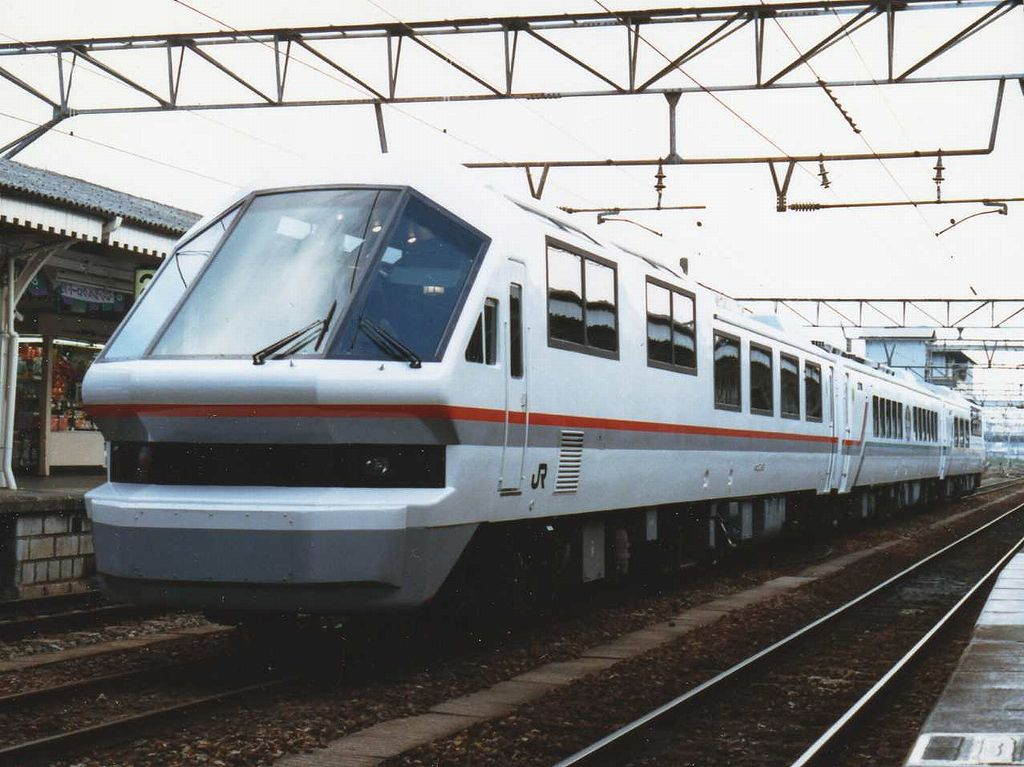
リゾートライナー

1988年7月29日付でJR東海名古屋工場の改造施工で落成した3両編成で、改造前から引き続き名古屋運輸区配置とされ同年8月16日より営業運転が開始された。
目的リゾート別に合わせた改造を施工するJR北海道のジョイフルトレインとはコンセプトが異なり、その都度ダイヤ設定される臨時列車や団体専用列車への充当を前提とした特別車両という位置付けのため全車グリーン車扱いとされた。また一部運用では急行型のキハ58系・キハ65形と併結して運用された。
- このため制御回路用ジャンパ連結器はKE53形2基への換装も施工された。

車体は先頭車のハイデッカー部分は新たに製造されたものを種車の構体に接合する工法としており、キロ80 57からの車籍復活と改造を同時に実施した中間車のキロ80 701では屋根上水タンクのほかにAU12形分散式冷房装置もそのまま流用。さらにキハ80 96が種車のキロ80 801はキロ80形廃車発生品の屋根上水タンクを搭載する。また形式は走行用機関2基搭載車が80形、走行用機関1基ならびに発電ユニット搭載車が82形。運転台の有無は先頭車が801、中間車が701の番号区分で対応した。
1991年頃から走行用機関に不調が発生したことから、以後の運用では快速「みえ」用のキハ58形+キハ65形2両もしくはいずれか単独を併結して運用に充当されたが、波動運用対応で残存していた本系列一般車もすべての運用が終了した1995年3月に廃車となった。
| リゾートライナー  | リゾートライナー               | リゾートライナー               | リゾートライナー               |
| ----------------- | ------------------------------ | ------------------------------ | ------------------------------ |
| 運転区間          | ← 紀伊勝浦・岐阜名古屋・富山 → | ← 紀伊勝浦・岐阜名古屋・富山 → | ← 紀伊勝浦・岐阜名古屋・富山 → |
| 号車              | 1                              | 2                              | 3                              |
| 車両番号 （種車） | キロ82 801 （キハ82 99）       | キロ80 701 （キロ80 57）       | キロ80 801 （キハ80 96）       |
| 改造施工          | 名古屋工場                     | 名古屋工場                     | 名古屋工場                     |
| 落成日            | 1988.07.29                     | 1988.07.29                     | 1988.07.29                     |
| 廃車日            | 1995.03.07                     | 1995.03.12                     | 1995.03.12                     |

## 運用
「はつかり」の客車列車から置換えを目的とし、1960年にキハ81系26両を尾久客車区へ新製配置させ同年12月10日から運転開始。続いて1961年10月1日ダイヤ改正での特急増発に対応して改良型となるキハ82系を函館運転所に23両、尾久客車区に34両、向日町運転区に78両新製配置。それぞれ函館発着「おおぞら」、上野発着列車、京都・大阪発着列車に充当した。
編成面ではキハ81系を充当した9両編成の「はつかり」を除き、キハ82系充当列車ではキロ80形・キシ80形を1両ずつ組み込んだ6両による基本編成とした。1963年以降は、一部運用を除きキハ82系ではキハ80形を1両増結した基本編成7両化を実施。本措置はキハ81系充当の「はつかり」にも行われ10両化されたほか、運転線区ならびに配置基地の拡大や列車毎の需要に対して、キロ80形2両組込基本編成や複数の付属編成が組成されたほか、食堂車不連結編成を組成しての列車充当も開始されるなど運用区間は四国を除く全国へ拡大し、最終的には北海道では3ヶ所、本州では東日本4ヶ所・東海1ヶ所・西日本3ヶ所、九州では1ヶ所の計12車両基地に配置された。
キハ80系配置車両基地一覧
| \| 車両基地名称 \| 管轄鉄道管理局 \| 配置期間 \| 配置期間 \| 配置形態 \| 配置形態 \| 配置形態 \| 配置形態 \| 検修担当 車両工場 \| 民営化時 承継会社 \| \| 車両基地名称 \| 管轄鉄道管理局 \| 開始 \| 終了 \| 新製 \| 転入 \| 転出 \| 廃車 \| 検修担当 車両工場 \| 民営化時 承継会社 \| \| ------------------- \| --------------- \| -------- \| -------- \| -------- \| -------- \| -------- \| -------- \| ----------------- \| ----------------- \| \| 札幌運転所 \| 北海道総局→札幌 \| 1972.03 \| 1983.06 \| \| ● \| ● \| ● \| 苗穂 \| 北海道 \| \| 苗穂運転所 \| 鉄道事業本部 \| 1988.03 \| 2007.06 \| \| ● \| \| ● \| 苗穂 \| 北海道 \| \| 函館運転所 \| 青函船舶 \| 1961.07 \| 1988.03 \| ● \| ● \| ● \| ● \| 五稜郭 \| 北海道 \| \| 秋田機関区 \| 秋田 \| 1969.10 \| 1972.10 \| \| ● \| ● \| \| 土崎 \| 東日本 \| \| 盛岡客車区 \| 盛岡 \| 1964.09 \| 1965.09 \| ● \| ● \| ● \| \| 盛岡 \| 東日本 \| \| 山形機関区 \| 仙台 \| 1965.07 \| 1968.09 \| ● \| \| ● \| \| 郡山 \| 東日本 \| \| 尾久客車区 \| 東京→東京北 \| 1960.09 \| 1970.03 \| ● \| ● \| ● \| \| 大宮 \| 東日本 \| \| 名古屋機関区 \| 名古屋 \| 1975.03 \| 2009.03 \| \| ● \| \| ● \| 名古屋 \| 東海 \| \| 金沢運転所 \| 金沢 \| 1965.10 \| 1975.03 \| \| ● \| ● \| \| 松任 \| 西日本 \| \| 向日町運転区[注 66] \| 大阪 \| 1961.06 \| 1986.03 \| ● \| ● \| ● \| ● \| 高砂→鷹取 \| 西日本 \| \| 和歌山機関区[注 35] \| 天王寺 \| 1965.01 \| 1979.10 \| ● \| ● \| ● \| ● \| 名古屋 \| 西日本 \| \| 鹿児島運転所 \| 鹿児島 \| 1967.10 \| 1981.11 \| \| ● \| ● \| ● \| 鹿児島 \| 九州 \| |                 |          |          |          |          |          |          |                   |                   |
| 備考 - 配置期間の太字：分割民営化後 - 車両基地・管理局・車両工場は当時の名称 現組織名称はリンク先参照 - 北海道総局→札幌鉄道管理局への組織分離は1976年11月実施 - 東京鉄道管理局→東京北鉄道管理局への組織分離は1969年4月1日実施 - キハ81形は尾久客車区→秋田機関区→和歌山機関区の転配順で配置 - キロ80形は苗穂運転所への配置経歴なし - キサシ80形は尾久客車区・函館運転所のみ配置（いずれもキシ80形900番台へ改造） - キシ80形は山形機関区・名古屋機関区への配置経歴なし - 函館・名古屋配置車は分割民営化後も同車両基地へ承継配置 - 苗穂運転所はJR北海道承継後に函館配置車の転入による配置 |                 |          |          |          |          |          |          |                   |                   |
| 車両基地名称 | 管轄鉄道管理局  | 配置期間 | 配置期間 | 配置形態 | 配置形態 | 配置形態 | 配置形態 | 検修担当 車両工場 | 民営化時 承継会社 |
| 車両基地名称 | 管轄鉄道管理局  | 開始     | 終了     | 新製     | 転入     | 転出     | 廃車     | 検修担当 車両工場 | 民営化時 承継会社 |
| 札幌運転所 | 北海道総局→札幌 | 1972.03  | 1983.06  |          | ●        | ●        | ●        | 苗穂              | 北海道            |
| 苗穂運転所 | 鉄道事業本部    | 1988.03  | 2007.06  |          | ●        |          | ●        | 苗穂              | 北海道            |
| 函館運転所 | 青函船舶        | 1961.07  | 1988.03  | ●        | ●        | ●        | ●        | 五稜郭            | 北海道            |
| 秋田機関区 | 秋田            | 1969.10  | 1972.10  |          | ●        | ●        |          | 土崎              | 東日本            |
| 盛岡客車区 | 盛岡            | 1964.09  | 1965.09  | ●        | ●        | ●        |          | 盛岡              | 東日本            |
| 山形機関区 | 仙台            | 1965.07  | 1968.09  | ●        |          | ●        |          | 郡山              | 東日本            |
| 尾久客車区 | 東京→東京北     | 1960.09  | 1970.03  | ●        | ●        | ●        |          | 大宮              | 東日本            |
| 名古屋機関区 | 名古屋          | 1975.03  | 2009.03  |          | ●        |          | ●        | 名古屋            | 東海              |
| 金沢運転所 | 金沢            | 1965.10  | 1975.03  |          | ●        | ●        |          | 松任              | 西日本            |
| 向日町運転区 | 大阪            | 1961.06  | 1986.03  | ●        | ●        | ●        | ●        | 高砂→鷹取         | 西日本            |
| 和歌山機関区 | 天王寺          | 1965.01  | 1979.10  | ●        | ●        | ●        | ●        | 名古屋            | 西日本            |
| 鹿児島運転所 | 鹿児島          | 1967.10  | 1981.11  |          | ●        | ●        | ●        | 鹿児島            | 九州              |

本項では、最初に充当された「はつかり」、1961年10月1日ダイヤ改正で設定された列車、配置された車両基地ならびに充当列車、国鉄からの分割民営化後にわけて解説を行う。

### 「はつかり」への就役
1960年9月15日付でキハ81系先行製造車9両編成1本が落成し尾久客車区（現・尾久車両センター）に配置された。
| 1960年9月15日落成先行製造車編成 | 1960年9月15日落成先行製造車編成 | 1960年9月15日落成先行製造車編成 | 1960年9月15日落成先行製造車編成 | 1960年9月15日落成先行製造車編成 | 1960年9月15日落成先行製造車編成 | 1960年9月15日落成先行製造車編成 | 1960年9月15日落成先行製造車編成 | 1960年9月15日落成先行製造車編成 | 1960年9月15日落成先行製造車編成 |
| ------------------------------- | ------------------------------- | ------------------------------- | ------------------------------- | ------------------------------- | ------------------------------- | ------------------------------- | ------------------------------- | ------------------------------- | ------------------------------- |
|                                 | ← 上野青森 →                    |                                 |                                 |                                 |                                 |                                 |                                 |                                 |                                 |
| 号車                            | 1                               | 2                               | 3                               | 4                               | 5                               | 6                               | 7                               | 8                               | 9                               |
| 車両番号                        | キハ81 4                        | キロ80 1                        | キロ80 3                        | キサシ80 1                      | キハ80 10                       | キハ80 7                        | キハ80 4                        | キハ80 1                        | キハ81 1                        |
| 製造会社                        | 帝國車輛                        | 新潟鐵工所                      | 日立製作所                      | 川崎車輛                        | 日本車輌                        | 東急車輛                        | 汽車製造                        | 富士重工業                      | 近畿車輛                        |

同日には川越線で、同月18日から23日にかけて営業運転と同様に常磐線・東北本線でPR映画の撮影が行われた。同年10月14日にはお披露目を兼ねてアジア鉄道首脳者会議 (ARC=Asian Railways Conference) 参加者らを乗車させた特別列車に充当させ東京 - 日光間を往復し、国鉄の意図通り注目を集めた。さらに同月31日から11月18日にかけて残り17両が落成。同年12月10日から上野 - 青森間「はつかり」に就役した。
- 運転開始時は客車列車時代と同一の所要時間となるダイヤ設定であったが、上述した故障続発により客車による代走となったケースもあった。

1961年3月1日ダイヤ改正で初の気動車ダイヤが組まれ45分短縮。同年10月1日ダイヤ改正では下り18分・上り15分短縮し10時間30分を切るダイヤ設定となり、客車時代と比較して約1時間短縮する大幅なスピードアップが図られ、1966年10月1日ダイヤ改正では下りがそれまでの最短となる10時間23分運転となったほか、1963年4月20日からはキハ80形1両を増結し10両編成化。キハ82系グループとして製造されたキハ80形・キロ80形も「はつかり」編成に組成された。
「はつかり」編成 運転時刻
| \| 1960年12月10日 - 1963年4月19日 \| 1960年12月10日 - 1963年4月19日 \| 1960年12月10日 - 1963年4月19日 \| 1960年12月10日 - 1963年4月19日 \| 1960年12月10日 - 1963年4月19日 \| 1960年12月10日 - 1963年4月19日 \| 1960年12月10日 - 1963年4月19日 \| 1960年12月10日 - 1963年4月19日 \| 1960年12月10日 - 1963年4月19日 \| 1960年12月10日 - 1963年4月19日 \| \| ------------------------------ \| ------------------------------ \| ------------------------------ \| ------------------------------ \| ------------------------------ \| ------------------------------ \| ------------------------------ \| ------------------------------ \| ------------------------------ \| ------------------------------ \| \| ← 上野青森 → \| \| \| \| \| \| \| \| \| \| \| 1 \| 2 \| 3 \| 4 \| 5 \| 6 \| 7 \| 8 \| 9 \| \| \| キハ 81 \| キロ 80 \| キロ 80 \| キサシ 80 \| キハ 80 \| キハ 80 \| キハ 80 \| キハ 80 \| キハ 81 \| \| \| 1963年4月20日 - 1968年9月9日 \| \| \| \| \| \| \| \| \| \| \| ← 上野青森 → \| \| \| \| \| \| \| \| \| \| \| 1 \| 2 \| 3 \| 4 \| 5 \| 6 \| 7 \| 8 \| 9 \| 10 \| \| キハ 81 \| キロ 80 \| キロ 80 \| キサシ 80 \| キハ 80 \| キハ 80 \| キハ 80 \| キハ 80 \| キハ 80 \| キハ 81 \| |         |         |           |         |         |         |         |         |         |
| 運転時刻 - 1960年12月10日運転開始時：上野1230（1D はつかり）2358青森0500（2D はつかり）1630上野 - 1961年3月1日ダイヤ改正：上野1315（1D はつかり）2358青森0500（2D はつかり）1545上野 - 1961年10月1日ダイヤ改正：上野1330（1D はつかり）2355青森0505（2D はつかり）1535上野 - 1965年10月1日ダイヤ改正：上野1315（1D はつかり）2340青森0435（2D はつかり）1515上野 - 1966年10月1日ダイヤ改正：上野1315（1D はつかり）2339青森0440（2D はつかり）1515上野 |         |         |           |         |         |         |         |         |         |
| 1960年12月10日 - 1963年4月19日 |         |         |           |         |         |         |         |         |         |
| ← 上野青森 → |         |         |           |         |         |         |         |         |         |
| 1 | 2       | 3       | 4         | 5       | 6       | 7       | 8       | 9       |         |
| キハ 81 | キロ 80 | キロ 80 | キサシ 80 | キハ 80 | キハ 80 | キハ 80 | キハ 80 | キハ 81 |         |
| 1963年4月20日 - 1968年9月9日 |         |         |           |         |         |         |         |         |         |
| ← 上野青森 → |         |         |           |         |         |         |         |         |         |
| 1 | 2       | 3       | 4         | 5       | 6       | 7       | 8       | 9       | 10      |
| キハ 81 | キロ 80 | キロ 80 | キサシ 80 | キハ 80 | キハ 80 | キハ 80 | キハ 80 | キハ 80 | キハ 81 |

東北本線全線電化完成で青森運転所（→青森車両センター→現・盛岡車両センター青森派出所）へ新製配置された583系電車への置換えによる運用移管ならびに同線経由となる1968年10月1日ダイヤ改正を前に常磐線経由のダイヤ設定はそのままで本系列の改造予定車スケジュール確保ならびに転配を理由に電車化前倒しを行い、同年9月9日から上野発下りは9001M、翌10日から青森発上りは9002Mでの運転となった。本系列運転最終となる9月8日の上野発下り1Dならびに翌9日青森発上り2Dの充当編成は、前後ヘッドマークに紅白の花による縁取りが施され、8日の尾久客車区→上野ならびに9日の上野→尾久客車区の回送運転で先頭車両に「ディーゼル特急ご苦労さんでした」のプレートを掲出し、到着後は同区で記念式典が行われた。
なお「はつかり」充当用1960年製造車は、キサシ80 1が運転終了直後の1968年9月9日付で函館運転所へ、キハ80形では同月10日付で5・6が、17日付で3・4が向日町運転所へ転出。キロ80形は1・2が大宮工場でキハ82 901・キハ80 901へ改造竣工後に向日町転出となったほか、引き続き尾久配置とされ「つばさ」1往復に充当。同年12月9日付でキサシ80 2・3は高砂工場でキシ80 901・902へ改造施工された。

### 1961年10月ダイヤ改正
この改正では、日本全国に9往復しかなかった国鉄特急列車を一気に26往復まで増発させることになり、改良形のキハ82系を増備。函館運転所へ15両、尾久客車区へ34両、向日町運転区へ78両が配置された。ダイヤは設定されたものの、「ひばり」に充当予定の7両は1962年（昭和37年）4月7日の落成となり、同月27日から運転を開始した。「みどり」は就役した本系列の信頼性が未知数であり、万一トラブルが起きた場合でも代替用の予備車両を即座に用意できる態勢を作り、故障率の低さを確認した上で同年12月からの運転となったが、それでも完璧にトラブルを排除するまでには至らなかった。
- 当時開設されたばかりで本系列による特急列車運行を多数担当した向日町運転区では、初代区長に就任した山之内秀一郎がトラブル対策での部品不足を補うため運転開始前の「みどり」用予備車を補修部品取りに利用したことを著書で明らかにしたほか[41]、ダイヤ改正初日の下り「まつかぜ」では最後尾6号車のキハ82 40が車軸発熱トラブルのため福知山で緊急解結となり40分遅れで発車。5号車キハ80とキシ80のサービス電源が不足したため食堂の営業を止め、5号車の乗客を収容した上で15分遅延して松江に到着。折り返しの上り列車では1号車に組成されていたキハ82 27を転車台で方向転換させた上で京都方先頭に、最後尾に米子機関区（→米子運転所→現・後藤総合車両所運用検修センター）所属のキハ28 7を連結して運転。豊岡で応急修理が完了したキハ82 40と車両交換を行った[42]。
- 奥羽本線福島 - 米沢間に介在する急勾配区間の板谷峠を通過する「つばさ」では、低速での自力登坂走行は可能であったものの、液体変速機作動油（トルクコンバータフルード）のオーバーヒートを防止する安全策として補助機関車を連結した[注 75]。補機運用は、福島機関区（現・福島総合運輸区）が担当。当初はEF16形、1965年（昭和40年）10月からはEF64形、交流電化へ転換後の1968年（昭和43年）9月22日以降はEF71形が充当され、1964年（昭和39年）10月1日ダイヤ改正で新設された上野 - 山形間の「やまばと」でも本措置が採られた。

本改正で新設された本系列による特急列車は、定員を1等48人・2等248人・食堂定員32人としたキハ82形2両・キハ80形2両・キロ80形1両・キシ80形1両で構成される6両編成とし、2方面発着を行う「白鳥」「かもめ」は2編成併結で運転された。
「おおぞら」 函館 - 旭川間 1往復
- 函館・室蘭・千歳線経由

- 同区間で運転されていた急行「大雪」の格上げにより、北海道初の特急列車として設定。青函連絡船夜行便を介し、「はつかり」「白鳥」と接続。函館 - 札幌間は、従来最速の気動車急行「すずらん」より30分短縮の4時間30分、上野 - 札幌間も21時間台となり、大幅なスピードアップを実現した。

- 函館0455（1D おおぞら）1125旭川1730（2D おおぞら）2400函館

- 翌1962年10月1日ダイヤ改正で食堂車を含む基本編成6両を函館本線滝川で分割し、根室本線経由で釧路まで区間延長。付属編成は旭川発着となった。これ以後の詳細は#函館運転所（函ハコ）の項目を参照。

「白鳥」 大阪 - 青森・上野 各1往復
- 大阪 - 直江津間併結 東海道・北陸・信越・羽越・奥羽本線/信越・高崎・東北本線

- 国鉄内部では青森編成=「青森白鳥」・上野編成=「信越白鳥」と呼称し、同一愛称ながら別列車という見解を示した。また、両編成とも冬期は豪雪地帯を通過するために遅延が発生しやすく、大阪行ではいずれかの編成に大幅な遅延が発生した場合は直江津での併結は行わずにそれぞれ単独運転を行うマニュアルが運転開始時から設定された。
- 向日町運転区所属車が充当された青森編成は、関西地区 - 青森の「同日着」を初めて可能にした列車で、全区間1052.9 kmは当時の最長距離昼行列車でもある。
- 当初は尾久客車区所属車、1963年（昭和38年）4月20日以降は向日町所属車が充当された上野編成は、北陸本線では関西 - 北陸間旅客用の増結車、東京からは北陸への最速列車という2つの役割を持っていた。また、信越本線横川 - 軽井沢間は碓氷峠の急勾配区間のため自力での単独通過は不可能であり、この区間ではアプト式時代はED42形を、1963年（昭和38年）の粘着運転化後はEF63形を補機として連結した上で、本系列も横軽対策施工車限定での運転となり、所要時間を15分短縮。
- 1962年（昭和37年）6月10日には北陸トンネルが開通。運転距離を7.1 ㎞、所要時間を青森・上野行きで10分、大阪行きで5分短縮。
- 1965年（昭和40年）10月1日ダイヤ改正で上野編成は金沢を境に「雷鳥」と「はくたか」に系統分割、ならびに青森編成の新潟駅立ち寄りを開始。1972年（昭和47年）10月2日ダイヤ改正で羽越本線電化完成により485系電車化。

「白鳥」主要駅時刻（1962年6月10日改正）
| \| 行先 \| 列車番号 \| 大阪 \| 米原 \| 金沢 \| 直江津 \| 鶴岡 \| 秋田 \| 青森 \| 長野 \| 高崎 \| 上野 \| \| ---- \| -------- \| ---- \| --------- \| --------- \| --------- \| --------- \| --------- \| ---- \| --------- \| --------- \| ---- \| \| 青森 \| 2001D \| 0815 \| 0935 0937 \| 1212 1216 \| 1506 1509 \| 1903 1904 \| 2059 2102 \| 2350 \| \| \| \| \| 上野 \| 2004D \| 0815 \| 0935 0937 \| 1212 1216 \| ↓ 1510 \| \| \| \| 1636 1638 \| 1915 1917 \| 2035 \| \| 大阪 \| 2003D \| 2107 \| 1946 1948 \| 1716 1718 \| 1354 ↓ \| \| \| \| 1235 1237 \| 1006 1008 \| 0850 \| \| 大阪 \| 2002D \| 2107 \| 1946 1948 \| 1716 1718 \| 1401 1407 \| 1005 1006 \| 0807 0810 \| 0520 \| \| \| \| |          |      |           |           |           |           |           |      |           |           |      |
| 備考 - 2003D・2004D：上野 - 直江津間列車番号 - ↓：分割併合 |          |      |           |           |           |           |           |      |           |           |      |
| 行先 | 列車番号 | 大阪 | 米原      | 金沢      | 直江津    | 鶴岡      | 秋田      | 青森 | 長野      | 高崎      | 上野 |
| 青森 | 2001D    | 0815 | 0935 0937 | 1212 1216 | 1506 1509 | 1903 1904 | 2059 2102 | 2350 |           |           |      |
| 上野 | 2004D    | 0815 | 0935 0937 | 1212 1216 | ↓ 1510    |           |           |      | 1636 1638 | 1915 1917 | 2035 |
| 大阪 | 2003D    | 2107 | 1946 1948 | 1716 1718 | 1354 ↓    |           |           |      | 1235 1237 | 1006 1008 | 0850 |
| 大阪 | 2002D    | 2107 | 1946 1948 | 1716 1718 | 1401 1407 | 1005 1006 | 0807 0810 | 0520 |           |           |      |

「白鳥」編成の推移
| \| 1961年10月1日 - 1963年4月19日 \| 1961年10月1日 - 1963年4月19日 \| 1961年10月1日 - 1963年4月19日 \| 1961年10月1日 - 1963年4月19日 \| 1961年10月1日 - 1963年4月19日 \| 1961年10月1日 - 1963年4月19日 \| 1961年10月1日 - 1963年4月19日 \| 1961年10月1日 - 1963年4月19日 \| 1961年10月1日 - 1963年4月19日 \| 1961年10月1日 - 1963年4月19日 \| 1961年10月1日 - 1963年4月19日 \| 1961年10月1日 - 1963年4月19日 \| 1961年10月1日 - 1963年4月19日 \| 1961年10月1日 - 1963年4月19日 \| \| ---------------------------------------------------------------------------------------------------------- \| ----------------------------- \| ----------------------------- \| ----------------------------- \| ----------------------------- \| ----------------------------- \| ----------------------------- \| ----------------------------- \| ----------------------------- \| ----------------------------- \| ----------------------------- \| ----------------------------- \| ----------------------------- \| ----------------------------- \| \| ← 大阪・上野直江津 → \| ← 大阪・上野直江津 → \| ← 大阪・上野直江津 → \| ← 大阪・上野直江津 → \| ← 大阪・上野直江津 → \| ← 大阪・上野直江津 → \| ← 大阪青森 → \| ← 大阪青森 → \| ← 大阪青森 → \| ← 大阪青森 → \| ← 大阪青森 → \| ← 大阪青森 → \| \| \| \| 1 \| 2 \| 3 \| 4 \| 5 \| 6 \| 7 \| 8 \| 9 \| 10 \| 11 \| 12 \| \| \| \| キハ 82 \| キロ 80 \| キシ 80 \| キハ 80 \| キハ 80 \| キハ 82 \| キハ 82 \| キハ 80 \| キハ 80 \| キシ 80 \| キロ 80 \| キハ 82 \| \| \| \| 車両所属 尾久客車区 \| 車両所属 尾久客車区 \| 車両所属 尾久客車区 \| 車両所属 尾久客車区 \| 車両所属 尾久客車区 \| 車両所属 尾久客車区 \| 車両所属 向日町運転区[注 66] \| 車両所属 向日町運転区[注 66] \| 車両所属 向日町運転区[注 66] \| 車両所属 向日町運転区[注 66] \| 車両所属 向日町運転区[注 66] \| 車両所属 向日町運転区[注 66] \| \| \| \| 食堂車担当 日本食堂上野営業所 \| 食堂車担当 日本食堂上野営業所 \| 食堂車担当 日本食堂上野営業所 \| 食堂車担当 日本食堂上野営業所 \| 食堂車担当 日本食堂上野営業所 \| 食堂車担当 日本食堂上野営業所 \| 食堂車担当 日本食堂青森支店 \| 食堂車担当 日本食堂青森支店 \| 食堂車担当 日本食堂青森支店 \| 食堂車担当 日本食堂青森支店 \| 食堂車担当 日本食堂青森支店 \| 食堂車担当 日本食堂青森支店 \| \| \| \| 1963年4月20日 - 1963年9月30日 \| \| \| \| \| \| \| \| \| \| \| \| \| \| \| ← 大阪・上野直江津 → \| ← 大阪・上野直江津 → \| ← 大阪・上野直江津 → \| ← 大阪・上野直江津 → \| ← 大阪・上野直江津 → \| ← 大阪・上野直江津 → \| ← 大阪・上野直江津 → \| ← 大阪青森 → \| ← 大阪青森 → \| ← 大阪青森 → \| ← 大阪青森 → \| ← 大阪青森 → \| ← 大阪青森 → \| \| \| 1 \| 2 \| 3 \| 4 \| 5 \| 6 \| 7 \| 8 \| 9 \| 10 \| 11 \| 12 \| 13 \| \| \| キハ 82 \| キハ 80 \| キハ 80 \| キハ 80 \| キシ 80 \| キロ 80 \| キハ 82 \| キハ 82 \| キハ 80 \| キハ 80 \| キシ 80 \| キロ 80 \| キハ 82 \| \| \| 上野編成7両化ならびに運用を向日町運転区へ移管 \| \| \| \| \| \| \| \| \| \| \| \| \| \| \| 1963年10月1日 - 1965年9月30日 \| \| \| \| \| \| \| \| \| \| \| \| \| \| \| ← 大阪・上野直江津 → \| ← 大阪・上野直江津 → \| ← 大阪・上野直江津 → \| ← 大阪・上野直江津 → \| ← 大阪・上野直江津 → \| ← 大阪・上野直江津 → \| ← 大阪・上野直江津 → \| ← 大阪青森 → \| ← 大阪青森 → \| ← 大阪青森 → \| ← 大阪青森 → \| ← 大阪青森 → \| ← 大阪青森 → \| ← 大阪青森 → \| \| 1 \| 2 \| 3 \| 4 \| 5 \| 6 \| 7 \| 8 \| 9 \| 10 \| 11 \| 12 \| 13 \| 14 \| \| キハ 82 \| キハ 80 \| キハ 80 \| キハ 80 \| キシ 80 \| キロ 80 \| キハ 82 \| キハ 82 \| キハ 80 \| キハ 80 \| キハ 80 \| キシ 80 \| キロ 80 \| キハ 82 \| \| 青森編成7両化 \| \| \| \| \| \| \| \| \| \| \| \| \| \| \| 1965年10月1日 - 1970年3月31日 \| \| \| \| \| \| \| \| \| \| \| \| \| \| \| ← 大阪新潟 → \| ← 大阪新潟 → \| ← 大阪新潟 → \| ← 大阪新潟 → \| ← 大阪・青森新潟 → \| ← 大阪・青森新潟 → \| ← 大阪・青森新潟 → \| ← 大阪・青森新潟 → \| ← 大阪・青森新潟 → \| ← 大阪・青森新潟 → \| ← 大阪・青森新潟 → \| ← 大阪・青森新潟 → \| ← 大阪・青森新潟 → \| ← 大阪・青森新潟 → \| \| 1 \| 2 \| 3 \| 4 \| 5 \| 6 \| 7 \| 8 \| 9 \| 10 \| 11 \| 12 \| 13 \| 14 \| \| キハ 82 \| キハ 80 \| キハ 80 \| キハ 80 \| キハ 82 \| キハ 80 \| キハ 80 \| キハ 80 \| キハ 82 \| キハ 80 \| キシ 80 \| キロ 80 \| キロ 80 \| キハ 82 \| \| 上野編成を「はくたか」に分離 新津 - 新発田間を信越本線・白新線経由に変更して新潟立寄ならびに転回車連結開始 \| \| \| \| \| \| \| \| \| \| \| \| \| \| \| 1970年4月1日 - 1971年4月25日 \| \| \| \| \| \| \| \| \| \| \| \| \| \| \| ← 大阪・青森新潟 → \| \| \| \| \| \| \| \| \| \| \| \| \| \| \| 1 \| 2 \| 3 \| 4 \| 5 \| 6 \| 7 \| 8 \| 9 \| 10 \| 11 \| 12 \| 13 \| \| \| キハ 82 \| キハ 80 \| キハ 80 \| キハ 80 \| キハ 82 \| キハ 80 \| キハ 82 \| キハ 80 \| キハ 80 \| キシ 80 \| キロ 80 \| キロ 80 \| キハ 82 \| \| \| 1 - 4号車の新潟転回を廃止し全編成全区間運転 5 - 13号車は「やくも」と共通運用 \| \| \| \| \| \| \| \| \| \| \| \| \| \| \| 1971年4月26日 - 1972年9月30日 \| \| \| \| \| \| \| \| \| \| \| \| \| \| \| ← 大阪・青森新潟 → \| \| \| \| \| \| \| \| \| \| \| \| \| \| \| 1 \| 2 \| 3 \| 4 \| 5 \| 6 \| 7 \| 8 \| 9 \| 10 \| 11 \| 12 \| 13 \| \| \| キハ 82 \| キハ 80 \| キハ 80 \| キハ 80 \| キハ 82 \| キハ 80 \| キハ 80 \| キシ 80 \| キロ 80 \| キロ 80 \| キハ 82 \| キハ 80 \| キハ 82 \| \| \| 5・6号車を12・13号車に組成変更 1972年3月14日まで「やくも」と共通運用 \| \| \| \| \| \| \| \| \| \| \| \| \| \| |                               |                               |                               |                               |                               |                             |                             |                             |                             |                             |                             |                    |                    |
| 備考 - 上野編成：上野 - 直江津逆編成ならびに1963年10月以降は横軽対策施工車限定 - 青森編成：1965年10月1日以降は新潟 - 青森逆編成 - 運転開始時の青森編成組成が上野編成と逆向きとなるのは向日町 - 大阪間の出入を北方貨物線から塚本駅構内のデルタ線を経由するため。本措置は向日町配置の本系列で運用される大阪・新大阪発着列車で「白鳥」のみ485系電車化されるまで行われた。 |                               |                               |                               |                               |                               |                             |                             |                             |                             |                             |                             |                    |                    |
| 1961年10月1日 - 1963年4月19日 |                               |                               |                               |                               |                               |                             |                             |                             |                             |                             |                             |                    |                    |
| ← 大阪・上野直江津 → | ← 大阪・上野直江津 →          | ← 大阪・上野直江津 →          | ← 大阪・上野直江津 →          | ← 大阪・上野直江津 →          | ← 大阪・上野直江津 →          | ← 大阪青森 →                | ← 大阪青森 →                | ← 大阪青森 →                | ← 大阪青森 →                | ← 大阪青森 →                | ← 大阪青森 →                |                    |                    |
| 1 | 2                             | 3                             | 4                             | 5                             | 6                             | 7                           | 8                           | 9                           | 10                          | 11                          | 12                          |                    |                    |
| キハ 82 | キロ 80                       | キシ 80                       | キハ 80                       | キハ 80                       | キハ 82                       | キハ 82                     | キハ 80                     | キハ 80                     | キシ 80                     | キロ 80                     | キハ 82                     |                    |                    |
| 車両所属 尾久客車区 | 車両所属 尾久客車区           | 車両所属 尾久客車区           | 車両所属 尾久客車区           | 車両所属 尾久客車区           | 車両所属 尾久客車区           | 車両所属 向日町運転区       | 車両所属 向日町運転区       | 車両所属 向日町運転区       | 車両所属 向日町運転区       | 車両所属 向日町運転区       | 車両所属 向日町運転区       |                    |                    |
| 食堂車担当 日本食堂上野営業所 | 食堂車担当 日本食堂上野営業所 | 食堂車担当 日本食堂上野営業所 | 食堂車担当 日本食堂上野営業所 | 食堂車担当 日本食堂上野営業所 | 食堂車担当 日本食堂上野営業所 | 食堂車担当 日本食堂青森支店 | 食堂車担当 日本食堂青森支店 | 食堂車担当 日本食堂青森支店 | 食堂車担当 日本食堂青森支店 | 食堂車担当 日本食堂青森支店 | 食堂車担当 日本食堂青森支店 |                    |                    |
| 1963年4月20日 - 1963年9月30日 |                               |                               |                               |                               |                               |                             |                             |                             |                             |                             |                             |                    |                    |
| ← 大阪・上野直江津 → | ← 大阪・上野直江津 →          | ← 大阪・上野直江津 →          | ← 大阪・上野直江津 →          | ← 大阪・上野直江津 →          | ← 大阪・上野直江津 →          | ← 大阪・上野直江津 →        | ← 大阪青森 →                | ← 大阪青森 →                | ← 大阪青森 →                | ← 大阪青森 →                | ← 大阪青森 →                | ← 大阪青森 →       |                    |
| 1 | 2                             | 3                             | 4                             | 5                             | 6                             | 7                           | 8                           | 9                           | 10                          | 11                          | 12                          | 13                 |                    |
| キハ 82 | キハ 80                       | キハ 80                       | キハ 80                       | キシ 80                       | キロ 80                       | キハ 82                     | キハ 82                     | キハ 80                     | キハ 80                     | キシ 80                     | キロ 80                     | キハ 82            |                    |
| 上野編成7両化ならびに運用を向日町運転区へ移管 |                               |                               |                               |                               |                               |                             |                             |                             |                             |                             |                             |                    |                    |
| 1963年10月1日 - 1965年9月30日 |                               |                               |                               |                               |                               |                             |                             |                             |                             |                             |                             |                    |                    |
| ← 大阪・上野直江津 → | ← 大阪・上野直江津 →          | ← 大阪・上野直江津 →          | ← 大阪・上野直江津 →          | ← 大阪・上野直江津 →          | ← 大阪・上野直江津 →          | ← 大阪・上野直江津 →        | ← 大阪青森 →                | ← 大阪青森 →                | ← 大阪青森 →                | ← 大阪青森 →                | ← 大阪青森 →                | ← 大阪青森 →       | ← 大阪青森 →       |
| 1 | 2                             | 3                             | 4                             | 5                             | 6                             | 7                           | 8                           | 9                           | 10                          | 11                          | 12                          | 13                 | 14                 |
| キハ 82 | キハ 80                       | キハ 80                       | キハ 80                       | キシ 80                       | キロ 80                       | キハ 82                     | キハ 82                     | キハ 80                     | キハ 80                     | キハ 80                     | キシ 80                     | キロ 80            | キハ 82            |
| 青森編成7両化 |                               |                               |                               |                               |                               |                             |                             |                             |                             |                             |                             |                    |                    |
| 1965年10月1日 - 1970年3月31日 |                               |                               |                               |                               |                               |                             |                             |                             |                             |                             |                             |                    |                    |
| ← 大阪新潟 → | ← 大阪新潟 →                  | ← 大阪新潟 →                  | ← 大阪新潟 →                  | ← 大阪・青森新潟 →            | ← 大阪・青森新潟 →            | ← 大阪・青森新潟 →          | ← 大阪・青森新潟 →          | ← 大阪・青森新潟 →          | ← 大阪・青森新潟 →          | ← 大阪・青森新潟 →          | ← 大阪・青森新潟 →          | ← 大阪・青森新潟 → | ← 大阪・青森新潟 → |
| 1 | 2                             | 3                             | 4                             | 5                             | 6                             | 7                           | 8                           | 9                           | 10                          | 11                          | 12                          | 13                 | 14                 |
| キハ 82 | キハ 80                       | キハ 80                       | キハ 80                       | キハ 82                       | キハ 80                       | キハ 80                     | キハ 80                     | キハ 82                     | キハ 80                     | キシ 80                     | キロ 80                     | キロ 80            | キハ 82            |
| 上野編成を「はくたか」に分離 新津 - 新発田間を信越本線・白新線経由に変更して新潟立寄ならびに転回車連結開始 |                               |                               |                               |                               |                               |                             |                             |                             |                             |                             |                             |                    |                    |
| 1970年4月1日 - 1971年4月25日 |                               |                               |                               |                               |                               |                             |                             |                             |                             |                             |                             |                    |                    |
| ← 大阪・青森新潟 → |                               |                               |                               |                               |                               |                             |                             |                             |                             |                             |                             |                    |                    |
| 1 | 2                             | 3                             | 4                             | 5                             | 6                             | 7                           | 8                           | 9                           | 10                          | 11                          | 12                          | 13                 |                    |
| キハ 82 | キハ 80                       | キハ 80                       | キハ 80                       | キハ 82                       | キハ 80                       | キハ 82                     | キハ 80                     | キハ 80                     | キシ 80                     | キロ 80                     | キロ 80                     | キハ 82            |                    |
| 1 - 4号車の新潟転回を廃止し全編成全区間運転 5 - 13号車は「やくも」と共通運用 |                               |                               |                               |                               |                               |                             |                             |                             |                             |                             |                             |                    |                    |
| 1971年4月26日 - 1972年9月30日 |                               |                               |                               |                               |                               |                             |                             |                             |                             |                             |                             |                    |                    |
| ← 大阪・青森新潟 → |                               |                               |                               |                               |                               |                             |                             |                             |                             |                             |                             |                    |                    |
| 1 | 2                             | 3                             | 4                             | 5                             | 6                             | 7                           | 8                           | 9                           | 10                          | 11                          | 12                          | 13                 |                    |
| キハ 82 | キハ 80                       | キハ 80                       | キハ 80                       | キハ 82                       | キハ 80                       | キハ 80                     | キシ 80                     | キロ 80                     | キロ 80                     | キハ 82                     | キハ 80                     | キハ 82            |                    |
| 5・6号車を12・13号車に組成変更 1972年3月14日まで「やくも」と共通運用 |                               |                               |                               |                               |                               |                             |                             |                             |                             |                             |                             |                    |                    |

「つばさ」 上野 - 秋田間 1往復
- 東北・奥羽本線経由

- 上述した「白鳥」青森編成と秋田で接続しており、両列車を乗り継ぐ場合特急料金も通し計算となり、上野 - 青森間を奥羽本線経由で乗継乗車が可能。
- 「白鳥」「つばさ」の上り列車は秋田発が同時の8時10分で、羽越・奥羽本線が単線で平行する1 kmほどの区間では2本の本系列が並走する状況を見ることができた。

- 上野1230（5D つばさ）2100秋田0810（6D つばさ）1640上野

- 1965年10月1日ダイヤ改正で2往復へ増発。1970年2月にキハ181系へ置換え。

「ひばり」上野 - 仙台間 1往復
- 東北本線経由

- 車両落成を待って1962年4月27日から当初は毎日運転の臨時列車扱いで運転開始。運転区間は上野 - 黒磯間が直流、黒磯 - 仙台間が交流電化されていたが、交直流両用特急電車は開発途上でさらには東海道新幹線開業による余剰となる151系電車に交直流化改造を施工する計画も存在したため本系列での充当となった。

- 上野1630（1003D ひばり）2123仙台0730（1004D ひばり）1225上野

- 1963年12月5日にダイヤはそのままで列車番号を3D・4Dへ変更し定期列車化。1964年10月1日ダイヤ改正で列車番号を「やまばと」に譲り7D・8Dへ変更。1965年10月1日ダイヤ改正で483系電車化され仙台運転所へ運用移管。

「まつかぜ」 京都 - 松江間 1往復
- 東海道・福知山・山陰本線経由

- 従来ローカル線同然と見なされていた山陰本線に初めて運行された特急。京都・大阪両方の乗客を獲得する観点から京都 - 福知山間ではあえて東海道本線・福知山線経由と60 km以上の迂回ルートを経由する将来の発展性を考えた設定がなされた。国鉄当局は当初乗客が定着するか危惧していたが、乗車率は良好で1964年3月25日ダイヤ改正で運転区間を博多まで延長した。

- 京都0730（7D まつかぜ）1405松江1500（8D まつかぜ）2135京都

- 1985年3月14日ダイヤ改正でキハ181系へ置換えで本系列の充当を終了。

「かもめ」 京都 - 長崎・宮崎間 各1往復
- 京都 - 小倉間併結 東海道・山陽・鹿児島・長崎本線/日豊本線経由

- 従来の京都 - 博多間客車特急から置換えし、運転区間変更と延長を実施。宮崎編成は大阪から当日中の到着を初めて可能にした。
- 1965年10月1日ダイヤ改正以降数度の運転区間変更を経て、1975年3月10日ダイヤ改正で山陽新幹線博多開業により廃止。

「かもめ」主要駅時刻
| \| 行先 \| 列車番号 \| 京都 \| 岡山 \| 下関 \| 小倉 \| 博多 \| 諫早 \| 長崎 \| 大分 \| 延岡 \| 宮崎 \| \| ---- \| -------- \| ---- \| --------- \| --------- \| --------- \| --------- \| --------- \| ---- \| --------- \| --------- \| ---- \| \| 長崎 \| 1D \| 0800 \| 1051 1054 \| 1617 1618 \| 1632 1635 \| 1730 1733 \| 1932 1933 \| 2005 \| \| \| \| \| 宮崎 \| 2001D \| 0800 \| 1051 1054 \| 1617 1618 \| ↓ 1638 \| \| \| \| 1844 1846 \| 2048 2049 \| 2200 \| \| 京都 \| 2002D \| 2200 \| 1905 1908 \| 1340 1341 \| 1319 ↓ \| \| \| \| 1113 1115 \| 0912 0913 \| 0800 \| \| 京都 \| 2D \| 2200 \| 1905 1908 \| 1340 1341 \| 1321 1326 \| 1222 1225 \| 1021 1022 \| 0950 \| \| \| \| |          |      |           |           |           |           |           |      |           |           |      |
| 備考 - 2001D・2002D：小倉 - 宮崎間列車番号 - ↓：分割併合 |          |      |           |           |           |           |           |      |           |           |      |
| 行先 | 列車番号 | 京都 | 岡山      | 下関      | 小倉      | 博多      | 諫早      | 長崎 | 大分      | 延岡      | 宮崎 |
| 長崎 | 1D       | 0800 | 1051 1054 | 1617 1618 | 1632 1635 | 1730 1733 | 1932 1933 | 2005 |           |           |      |
| 宮崎 | 2001D    | 0800 | 1051 1054 | 1617 1618 | ↓ 1638    |           |           |      | 1844 1846 | 2048 2049 | 2200 |
| 京都 | 2002D    | 2200 | 1905 1908 | 1340 1341 | 1319 ↓    |           |           |      | 1113 1115 | 0912 0913 | 0800 |
| 京都 | 2D       | 2200 | 1905 1908 | 1340 1341 | 1321 1326 | 1222 1225 | 1021 1022 | 0950 |           |           |      |

「みどり」 大阪 - 博多間 1往復
- 東海道・山陽・鹿児島本線経由

- 車両の信頼性確保確認を待って同年12月15日から運転開始。

- 大阪1340（3D みどり）2235博多0725（4D みどり）1620大阪

- 1964年10月1日ダイヤ改正で「つばめ」「はと」運転開始に伴い基本編成は熊本まで、付属編成は日豊本線大分まで運転区間を延長。1965年10月1日ダイヤ改正で基本編成は大分行、付属編成は佐世保行に区間変更。1967年の大分電化により基本編成は単独で583系電車に置換えならびに佐世保編成は宮崎発着の「いそかぜ」に併結運転となり改称。

「へいわ」 大阪 - 広島間 1往復
- 東海道・山陽本線経由

- 山陽本線広島電化完成に伴う翌1962年6月10日ダイヤ改正で、東京 - 大阪間電車特急「つばめ」1往復を大阪 - 広島間延長する形で発展的廃止。

- 大阪1800（5D へいわ）2240広島0730（6D へいわ）1210大阪

「かもめ」を除いては全て新設列車であり、「つばさ」「ひばり」「白鳥」上野編成以外は、いずれも東京都に直通しない特急列車であった。本系列が地方路線近代化の旗手となったことを象徴する事実である。

#### 食堂車2両付特急
「白鳥」と「かもめ」は、貫通型を採用したキハ82形の分割併合機能を活かした2つの目的地を持つ2階建て列車で、以下の理由からそれぞれの編成に1両ずつ食堂車が連結された。
- 当初は食堂車のキシ80形のみ両渡り構造としており、制御回線を同車でクロスさせていたために片渡り構造の座席車のみでの編成組成が原則不可であったこと[注 82][注 49]。
- 編成が分割されている区間で双方の編成とも単独走行距離が長大である。
- 食堂車スタッフの乗務面や食材の搭載・仕込みの手間などを考慮すると途中駅から区間営業をするのが困難。

この結果「白鳥」大阪 - 直江津（両編成日本食堂。担当営業所はいずれも不明）、「かもめ」京都 - 小倉（担当業者は長崎編成都ホテル。宮崎編成日本食堂。なお、日本食堂の担当営業所は不明）併結区間では編成内食堂車が2両同時に営業するスタイルを採用した。
- 1編成内供食車2両連結同時営業は、全室食堂車+半室形ビュフェ[注 84]もしくは半室形ビュフェ2両[注 85]のケースでは多数存在するが、全室形食堂車2両を営業列車で定期運行した事例は、日本の鉄道史上では本系列のみの実績である。

「かもめ」食堂車2両組込編成・調理接客担当業者
| \| ← 長崎京都 → \| ← 長崎京都 → \| ← 長崎京都 → \| ← 長崎京都 → \| ← 長崎京都 → \| ← 長崎京都 → \| ← 宮崎京都 → \| ← 宮崎京都 → \| ← 宮崎京都 → \| ← 宮崎京都 → \| ← 宮崎京都 → \| ← 宮崎京都 → \| \| 1 \| 2 \| 3 \| 4 \| 5 \| 6 \| 7 \| 8 \| 9 \| 10 \| 11 \| 12 \| \| キハ 82 \| キロ 80 \| キシ 80 \| キハ 80 \| キハ 80 \| キハ 82 \| キハ 82 \| キロ 80 \| キシ 80 \| キハ 80 \| キハ 80 \| キハ 82 \| \| 長崎編成・都ホテル \| 長崎編成・都ホテル \| 長崎編成・都ホテル \| 長崎編成・都ホテル \| 長崎編成・都ホテル \| 長崎編成・都ホテル \| 宮崎編成・日本食堂 \| 宮崎編成・日本食堂 \| 宮崎編成・日本食堂 \| 宮崎編成・日本食堂 \| 宮崎編成・日本食堂 \| 宮崎編成・日本食堂 \| |                    |                    |                    |                    |                    |                    |                    |                    |                    |                    |                    |
| 備考 - 1963年10月1日から長崎・宮崎編成ともキハ80形1両増車。 |                    |                    |                    |                    |                    |                    |                    |                    |                    |                    |                    |
| ← 長崎京都 → | ← 長崎京都 →       | ← 長崎京都 →       | ← 長崎京都 →       | ← 長崎京都 →       | ← 長崎京都 →       | ← 宮崎京都 →       | ← 宮崎京都 →       | ← 宮崎京都 →       | ← 宮崎京都 →       | ← 宮崎京都 →       | ← 宮崎京都 →       |
| 1 | 2                  | 3                  | 4                  | 5                  | 6                  | 7                  | 8                  | 9                  | 10                 | 11                 | 12                 |
| キハ 82 | キロ 80            | キシ 80            | キハ 80            | キハ 80            | キハ 82            | キハ 82            | キロ 80            | キシ 80            | キハ 80            | キハ 80            | キハ 82            |
| 長崎編成・都ホテル | 長崎編成・都ホテル | 長崎編成・都ホテル | 長崎編成・都ホテル | 長崎編成・都ホテル | 長崎編成・都ホテル | 宮崎編成・日本食堂 | 宮崎編成・日本食堂 | 宮崎編成・日本食堂 | 宮崎編成・日本食堂 | 宮崎編成・日本食堂 | 宮崎編成・日本食堂 |

食堂車2両付特急では双方の編成連結部分が閉塞状態ではない貫通状態であったことのほか、編成ごとの担当業者ならびにメニュー相違が当該列車をよく利用する客に知られていたこともあり、気分や好みでの使い分けや味の比較を行ったというエピソードも残っている。
1963年12月5日からは上野 - 秋田間「つばさ」に盛岡発着編成併結運転が開始され上野 - 福島間は食堂車2両連結となった。
これら3列車はいずれも1965年10月1日ダイヤ改正で「つばさ」「白鳥」は運転系統の分割、「かもめ」は宮崎編成を「いそかぜ」として分離独立させた上で鹿児島本線経由西鹿児島発着に変更、長崎編成からキシ80形を減車したため食堂車2両連結特急の運行は1961年 - 1965年の4年間で終了した。
なお本措置終了後に向日町運転所が担当する2階建て列車では、下り方にキシ80形組込7両基本編成を組込むと3号車が食堂車となり組成位置が偏ることから、6両付属編成を下り方連結として食堂車を9号車になる変更を実施した。同様の措置は1979年夏ダイヤ以降に函館 - 釧路・旭川間で運転されていた「おおぞら」2号・3号でも採られた。

### 特急網形成後の各車両基地と充当列車
前述の改正による大増発は、従来主要幹線のみに限定して運転されていた特急列車を地方路線に拡充する成果を挙げた。その結果として日本全国に特急列車網を形成した。
以下、国鉄時代に配置された車両基地と充当された列車について名称は当時の呼称で解説を行う。

#### 札幌運転所（札サウ）
1972年3月15日ダイヤ改正で函館運転所から10両、向日町運転所から7両の転入により配置開始。当初は7両編成x2本で「北斗」2往復の基本編成運用に充当された。
さらに同年10月2日ダイヤ改正では向日町からキシ80 4、秋田機関区から9両が転入し、札幌 - 網走間「オホーツク」1往復にも充当。
1973年10月1日ダイヤ改正では「北斗」が1往復増の3往復化を実施。これに対応して増発分はキシ80形不連結とした上での運転となり、向日町からキシ80形不連結の6両編成1本が転入した。
- 「北斗」「オホーツク」運用（キシ80形組込）

- 札幌0737（22D 北斗1）1155函館1425（7D 北斗2）1832札幌
- 札幌1025（8D 北斗2）1445函館1615（21D 北斗3）2028札幌
- 札幌0700（1031D オホーツク）1243網走1615（1032D オホーツク）2200札幌

- 「北斗」運用（キシ80形不連結）

- 札幌1700（32D 北斗3）2125函館0740（31D 北斗1）1158札幌

1974年4月に向日町運転所からキシ80 8を含む5両が転入し、同月25日から「北斗」1往復もキシ80形連結となり食堂車不連結編成が解消。7両編成x5本と予備車のキハ82形2両とキハ80形1両の総配置38両で上述4運用は共通運用となった。
1981年10月1日ダイヤ改正で「北斗」運用は函館運転所へ再移管。「オホーツク」は2往復化されたが、1982年10月までにキハ183系へ置換えとなり、定期運用を終了した。
なお同所には総計54両が配置されたが、定期運用終了後の1982年に余剰車のうち12両が函館再転出となったほかは、6両が事故で、36両が老朽化で廃車となり、1983年6月に配置が消滅した。
札幌運転所所属車両転出入履歴一覧
| \| 転入 \| 転入 \| 転入 \| 転入 \| 転入 \| 転入 \| 転入 \| 転入 \| \| 年月 \| 前所属 \| キハ82 \| キハ80 \| キロ80 \| キシ80 \| 備考 \| \| \| ---------- \| ------ \| ----------------- \| ------------------------ \| ------ \| ------ \| ----------------------- \| ---- \| \| 1972年3月 \| 函館 \| 47・87 \| 76 - 81・87 \| 62 \| \| 「北斗」2往復運用移管 \| \| \| 1972年3月 \| 向日町 \| 1・45・51 \| \| 9・18 \| 5・12 \| 「北斗」2往復運用移管 \| \| \| 1972年4月 \| 向日町 \| \| \| \| 4 \| 「北斗」2往復運用移管 \| \| \| 1972年9月 \| 秋田 \| 24・901・902 \| 7 - 10 \| 42 \| 2 \| 「オホーツク」1往復充当 \| \| \| 1973年9月 \| 向日町 \| 70・71 \| 55・56・75 \| 50 \| \| 「北斗」3往復化 \| \| \| 1974年4月 \| 向日町 \| 14・19 \| 20・34 \| \| 8 \| 全運用共通化 \| \| \| 1981年9月 \| 函館 \| 56 - 60 \| 89・90・93 - 95 106・107 \| 34・35 \| 27・28 \| 「オホーツク」2往復化 \| \| \| 1982年3月 \| 函館 \| \| 16・29 \| 15 \| \| 検査期限切れ廃車補充 \| \| \| 転出 \| \| \| \| \| \| \| \| \| 年月 \| 転出先 \| キハ82 \| キハ80 \| キロ80 \| キシ80 \| 備考 \| \| \| 1982年10月 \| 函館 \| 14・19 51・58・87 \| 75・89 90・94・106 \| 62 \| 27 \| 検査期限切れ廃車補充 \| \| |        |                   |                          |        |        |                         |
| 備考 - 転出車12両を除き他の配置車は同所所属で廃車 |        |                   |                          |        |        |                         |
| 転入 |        |                   |                          |        |        |                         |
| 年月 | 前所属 | キハ82            | キハ80                   | キロ80 | キシ80 | 備考                    |
| 1972年3月 | 函館   | 47・87            | 76 - 81・87              | 62     |        | 「北斗」2往復運用移管   |
| 1972年3月 | 向日町 | 1・45・51         |                          | 9・18  | 5・12  | 「北斗」2往復運用移管   |
| 1972年4月 | 向日町 |                   |                          |        | 4      | 「北斗」2往復運用移管   |
| 1972年9月 | 秋田   | 24・901・902      | 7 - 10                   | 42     | 2      | 「オホーツク」1往復充当 |
| 1973年9月 | 向日町 | 70・71            | 55・56・75               | 50     |        | 「北斗」3往復化         |
| 1974年4月 | 向日町 | 14・19            | 20・34                   |        | 8      | 全運用共通化            |
| 1981年9月 | 函館   | 56 - 60           | 89・90・93 - 95 106・107 | 34・35 | 27・28 | 「オホーツク」2往復化   |
| 1982年3月 | 函館   |                   | 16・29                   | 15     |        | 検査期限切れ廃車補充    |
| 転出 |        |                   |                          |        |        |                         |
| 年月 | 転出先 | キハ82            | キハ80                   | キロ80 | キシ80 | 備考                    |
| 1982年10月 | 函館   | 14・19 51・58・87 | 75・89 90・94・106       | 62     | 27     | 検査期限切れ廃車補充    |

#### 函館運転所（函ハコ）
函館を中心とした北海道内特急網の基幹車両基地として、1961年10月1日ダイヤ改正による大増発時にはキハ82系15両が新製配置され、後述する「おおぞら」から運用開始。配置終了まで以下の列車に充当された。
「おおぞら」（1961年10月 - 1982年9月 1985年3月 - 1986年10月）
1961年10月1日ダイヤ改正で本州 - 北海道間の最速連絡となる「はつかり（1D）」「白鳥（2001D）」 - 「青函連絡船1便」 - 「おおぞら（1D）」の通称1便連絡（上りは2D→2便→2D/2002Dの2便連絡）として函館 - 旭川間で運転開始。基本編成はキロ80形・キシ80形組込の6両、付属編成は4両で札幌転回とされた。
1962年10月1日ダイヤ改正で基本編成を根室本線経由釧路発着とし、滝川で分割併合を行うキロ80形組込の5両付属編成を旭川発着に変更。
「おおぞら」編成（1962年）
| \| ← 函館・釧路札幌 → \| ← 函館・釧路札幌 → \| ← 函館・釧路札幌 → \| ← 函館・釧路札幌 → \| ← 函館・釧路札幌 → \| ← 函館・釧路札幌 → \| ← 函館・旭川札幌 → \| ← 函館・旭川札幌 → \| ← 函館・旭川札幌 → \| ← 函館・旭川札幌 → \| ← 函館・旭川札幌 → \| \| 1 \| 2 \| 3 \| 4 \| 5 \| 6 \| 7 \| 8 \| 9 \| 10 \| 11 \| \| キハ 82 \| キロ 80 \| キシ 80 \| キハ 80 \| キハ 80 \| キハ 82 \| キハ 82 \| キロ 80 \| キハ 80 \| キハ 80 \| キハ 82 \| \| 釧路発着基本編成 \| 釧路発着基本編成 \| 釧路発着基本編成 \| 釧路発着基本編成 \| 釧路発着基本編成 \| 釧路発着基本編成 \| 旭川発着付属編成 \| 旭川発着付属編成 \| 旭川発着付属編成 \| 旭川発着付属編成 \| 旭川発着付属編成 \| |                    |                    |                    |                    |                    |                    |                    |                    |                    |                    |
| 備考 - 札幌 - 釧路・旭川間逆編成 |                    |                    |                    |                    |                    |                    |                    |                    |                    |                    |
| ← 函館・釧路札幌 → | ← 函館・釧路札幌 → | ← 函館・釧路札幌 → | ← 函館・釧路札幌 → | ← 函館・釧路札幌 → | ← 函館・釧路札幌 → | ← 函館・旭川札幌 → | ← 函館・旭川札幌 → | ← 函館・旭川札幌 → | ← 函館・旭川札幌 → | ← 函館・旭川札幌 → |
| 1 | 2                  | 3                  | 4                  | 5                  | 6                  | 7                  | 8                  | 9                  | 10                 | 11                 |
| キハ 82 | キロ 80            | キシ 80            | キハ 80            | キハ 80            | キハ 82            | キハ 82            | キロ 80            | キハ 80            | キハ 80            | キハ 82            |
| 釧路発着基本編成 | 釧路発着基本編成   | 釧路発着基本編成   | 釧路発着基本編成   | 釧路発着基本編成   | 釧路発着基本編成   | 旭川発着付属編成   | 旭川発着付属編成   | 旭川発着付属編成   | 旭川発着付属編成   | 旭川発着付属編成   |

「おおぞら」停車駅時刻
| \| 行先 \| 列車番号 \| 函館 \| 東室蘭 \| 苫小牧 \| 札幌 \| 岩見沢 \| 滝川 \| 旭川 \| 帯広 \| 釧路 \| \| ---- \| -------- \| ---- \| --------- \| ------ \| --------- \| ------ \| --------- \| ---- \| --------- \| ---- \| \| 釧路 \| 2001D \| 0455 \| 0740 0742 \| 0824 \| 0925 0928 \| 1000 \| 1034 1037 \| \| 1356 1358 \| 1551 \| \| 旭川 \| 1D \| 0455 \| 0740 0742 \| 0824 \| 0925 0928 \| 1000 \| ↓ 1040 \| 1128 \| \| \| \| 函館 \| 2D \| 2400 \| 2111 2113 \| 2029 \| 1927 1930 \| 1855 \| 1814 ↓ \| 1725 \| \| \| \| 函館 \| 2002D \| 2400 \| 2111 2113 \| 2029 \| 1927 1930 \| 1855 \| 1818 1824 \| \| 1458 1500 \| 1300 \| |          |      |           |        |           |        |           |      |           |      |
| 備考 - 2001D・2002D：滝川 - 釧路間列車番号 - ↓：分割併合 - このほか洞爺・登別が季節により臨時停車 |          |      |           |        |           |        |           |      |           |      |
| 行先 | 列車番号 | 函館 | 東室蘭    | 苫小牧 | 札幌      | 岩見沢 | 滝川      | 旭川 | 帯広      | 釧路 |
| 釧路 | 2001D    | 0455 | 0740 0742 | 0824   | 0925 0928 | 1000   | 1034 1037 |      | 1356 1358 | 1551 |
| 旭川 | 1D       | 0455 | 0740 0742 | 0824   | 0925 0928 | 1000   | ↓ 1040    | 1128 |           |      |
| 函館 | 2D       | 2400 | 2111 2113 | 2029   | 1927 1930 | 1855   | 1814 ↓    | 1725 |           |      |
| 函館 | 2002D    | 2400 | 2111 2113 | 2029   | 1927 1930 | 1855   | 1818 1824 |      | 1458 1500 | 1300 |

1967年10月1日ダイヤ改正で旭川編成を「北斗」に発展的解消し、付属編成は札幌転回に変更。1970年10月1日ダイヤ改正で「おおとり」釧路発着編成を単独運転とし2往復化。1972年3月15日ダイヤ改正で3往復化し、うち1往復は付属編成を滝川で分割併合を行う旭川発着とした。
1980年10月1日ダイヤ改正から新たに札幌発着1往復にも充当が開始された一方で、旭川発着列車を廃止。さらにキハ183系への置換えを開始。1981年10月1日ダイヤ改正で石勝線経由に変更の上、函館発着1往復を除き札幌発着とし、「おおぞら」全体でも1往復を除きキハ183系化。残った1往復も1982年9月11日にキハ183系化を完了した。
1985年3月14日ダイヤ改正で帯広発着2往復が増発され、そのうち1往復が後述する「北海」と共通運用で充当されたが、1986年11月1日ダイヤ改正でキハ183系へ置換え。
「おおとり」（1964年10月 - 1986年10月）
1964年10月1日ダイヤ改正で運転開始された函館 - 網走・釧路間の列車である。分割併合は滝川で行われ、キシ80形組込の基本編成が網走発着、付属編成が釧路発着とされたが、1965年10月1日ダイヤ改正で基本編成と付属編成の発着を逆転させた。
1970年10月1日ダイヤ改正で釧路発着編成を「おおぞら」に発展的解消。網走発着編成のみでの運転となったが、食堂車は不連結。1972年3月15日ダイヤ改正で食堂車連結の7両編成となり、1980年10月1日ダイヤ改正で北見転回の3両付属編成を増結。1981年10月1日ダイヤ改正で付属編成からキハ80形1両が減車。1985年3月14日ダイヤ改正で基本編成のキロ80形とキシ80形の組成位置を逆転させたが、1986年11月1日ダイヤ改正でキハ183系へ置換え。
- 函館1140（15D おおとり）2153網走0858（16D おおとり）1924

「北斗」（1965年10月 - 1986年10月）
1965年10月1日ダイヤ改正から運転開始した室蘭本線・千歳線（通称：海線）経由の函館 - 旭川間特急列車である。1968年10月1日ダイヤ改正で独自の9両編成を組成する札幌発着の1往復を増発し2往復化。1969年10月1日ダイヤ改正で札幌発着列車を「エルム」に分離し旭川発着2往復に増発されたが、車両転配の遅れから下り2号・上り1号の1往復は1970年2月28日まではキハ56形・キロ26形200番台限定による7両編成での代走となった。
1971年7月1日ダイヤ改正で旭川発着列車を札幌発着に短縮した上で「エルム」を吸収して3往復運転となったが、1972年3月15日ダイヤ改正で1往復を旭川発着にした上で「おおぞら」へ発展的解消。残存した2往復は基本編成を札幌運転所へ移管。以後は1981年9月30日まで定期運用は付属編成のみとし、予定臨時列車では「おおぞら」旭川編成の間合いで充当されるのみに留まった。
1981年10月1日ダイヤ改正で「おおぞら」の系統分離1往復を含む4往復の運用を札幌運転所から再移管されたが、1983年6月1日からキハ183系置換えを開始。1985年3月14日ダイヤ改正で残存した7号・4号の1往復（6007D 6004D）を毎日運転の季節列車扱いとしたが、1986年10月31日をもって運用終了。
「北海」（1967年3月 - 1986年10月）
1967年3月1日ダイヤ改正から運転開始した函館本線倶知安小樽（通称：山線）経由の函館 - 旭川間特急列車である。1981年10月1日ダイヤ改正で運転区間を札幌まで短縮し、キハ183系で1往復増発。1985年3月14日ダイヤ改正で付属編成の連結中止ならびに基本編成からキシ80形を除外し6両に短縮。帯広発着「おおぞら」1往復と共通運用が組まれたが、1986年10月31日をもって廃止された。
- 函館0440（11D 北海1）0909札幌0943（33D おおぞら3）1302帯広1445（38D おおぞら8）1804札幌1921（12D 北海4）2355函館

「エルム」（1969年10月 - 1971年6月）
1968年10月1日ダイヤ改正で運転開始された「北斗」札幌発着列車を1969年10月1日ダイヤ改正で改称。1971年7月1日ダイヤ改正で旭川発着「北斗」2往復が札幌発着に短縮されたことから、列車名を「北斗」に統一し消滅。
本列車は運転終了まで専用9両編成を組成した。
- 函館1625（21D エルム）2053札幌0735（22D エルム）1200函館

「オリンピア2号」（1972年1月29日 - 2月13日）
1972年札幌オリンピック開催に併せて函館 - 札幌間で運転された臨時列車。「おおぞら」「北斗」「北海」用7両編成を充当。公式ロゴマークの入った専用ヘッドマークを装着し下りは海線経由、上りは山線経由で運転された。
- 函館0925（8025D オリンピア2）1356札幌2110（8026D オリンピア2）0230函館

「オホーツク」（1985年3月 - 1986年10月）
1985年3月14日ダイヤ改正で急行「大雪」を格上げした1往復の2号・5号に「おおとり」の間合いで充当。1986年11月1日ダイヤ改正でキハ183系化ならびに札幌運転所へ運用移管。
- 網走0620（22D オホーツク2）1216札幌1710（25D オホーツク5）2307網走

本所の編成組成上の特徴として編成長大化した際に編成中間に食堂車が組成されるように配慮されたことから、「北斗」運用開始時から本来は札幌方普通車組成側の次位に連結する付属編成をキロ80形が連結される函館方に連結したほか、「おおぞら」運用では札幌方へ基本編成に増結する形で全区間で運用される付属編成も存在した。
「おおぞら」下り1号・上り2号編成組成（1970年10月2日 - 1980年8月30日）
| \| ← 函館・釧路札幌 → \| \| \| \| \| \| \| \| \| \| \| \| \| \| 1 \| 2 \| 3 \| 4 \| 5 \| 6 \| 7 \| 8 \| 9 \| 10 \| 11 \| 12 \| 13 \| \| キハ 82 \| キハ 80 \| キハ 80 \| キハ 82 \| キロ 80 \| キシ 80 \| キハ 80 \| キハ 80 \| キハ 80 \| キハ 82 \| キロ 80 \| キハ 80 \| キハ 82 \| \| 付属編成A \| 付属編成A \| 付属編成A \| 基本編成 \| 基本編成 \| 基本編成 \| 基本編成 \| 基本編成 \| 基本編成 \| 基本編成 \| 付属編成B \| 付属編成B \| 付属編成B \| |           |           |          |          |          |          |          |          |          |           |           |           |
| 備考 - 基本編成+付属編成B：函館 - 釧路 - 付属編成A：函館 - 札幌 - 札幌 - 釧路間逆編成 - 1972年3月15日以降は下り1号・上り3号 - 1978年10月2日以降は1号・6号 |           |           |          |          |          |          |          |          |          |           |           |           |
| ← 函館・釧路札幌 → |           |           |          |          |          |          |          |          |          |           |           |           |
| 1 | 2         | 3         | 4        | 5        | 6        | 7        | 8        | 9        | 10       | 11        | 12        | 13        |
| キハ 82 | キハ 80   | キハ 80   | キハ 82  | キロ 80  | キシ 80  | キハ 80  | キハ 80  | キハ 80  | キハ 82  | キロ 80   | キハ 80   | キハ 82   |
| 付属編成A | 付属編成A | 付属編成A | 基本編成 | 基本編成 | 基本編成 | 基本編成 | 基本編成 | 基本編成 | 基本編成 | 付属編成B | 付属編成B | 付属編成B |

このほか「おおとり」釧路編成を「おおぞら」に分割させた1970年10月1日ダイヤ改正で設定された下り2号・上り1号では後述する函館方3両付属+札幌方7両基本の編成組成としたほか、1972年3月15日ダイヤ改正で復活した旭川発着編成を併結する下り2号・上り1号では、当所は函館方に釧路発着7両基本編成を、札幌方に旭川発着6両付属編成を連結する13両編成とされたが、食堂車の組成位置が函館方3号車に偏ってしまうことから1979年夏ダイヤからは、連結位置を逆にする措置が採られた。
「おおぞら」下り2号・上り1号編成組成（1972年3月15日 - 1980年9月30日）
| \| 1972年3月15日 - 1979年6月30日 \| 1972年3月15日 - 1979年6月30日 \| 1972年3月15日 - 1979年6月30日 \| 1972年3月15日 - 1979年6月30日 \| 1972年3月15日 - 1979年6月30日 \| 1972年3月15日 - 1979年6月30日 \| 1972年3月15日 - 1979年6月30日 \| 1972年3月15日 - 1979年6月30日 \| 1972年3月15日 - 1979年6月30日 \| 1972年3月15日 - 1979年6月30日 \| 1972年3月15日 - 1979年6月30日 \| 1972年3月15日 - 1979年6月30日 \| 1972年3月15日 - 1979年6月30日 \| \| ----------------------------- \| ----------------------------- \| ----------------------------- \| ----------------------------- \| ----------------------------- \| ----------------------------- \| ----------------------------- \| ----------------------------- \| ----------------------------- \| ----------------------------- \| ----------------------------- \| ----------------------------- \| ----------------------------- \| \| 1 \| 2 \| 3 \| 4 \| 5 \| 6 \| 7 \| 8 \| 9 \| 10 \| 11 \| 12 \| 13 \| \| キハ 82 \| キロ 80 \| キシ 80 \| キハ 80 \| キハ 80 \| キハ 80 \| キハ 82 \| キハ 82 \| キロ 80 \| キハ 80 \| キハ 80 \| キハ 80 \| キハ 82 \| \| ← 函館・釧路札幌 → \| ← 函館・釧路札幌 → \| ← 函館・釧路札幌 → \| ← 函館・釧路札幌 → \| ← 函館・釧路札幌 → \| ← 函館・釧路札幌 → \| ← 函館・釧路札幌 → \| ← 函館・旭川札幌 → \| ← 函館・旭川札幌 → \| ← 函館・旭川札幌 → \| ← 函館・旭川札幌 → \| ← 函館・旭川札幌 → \| ← 函館・旭川札幌 → \| \| 1979年7月1日 - 1980年9月30日 \| \| \| \| \| \| \| \| \| \| \| \| \| \| 1 \| 2 \| 3 \| 4 \| 5 \| 6 \| 7 \| 8 \| 9 \| 10 \| 11 \| 12 \| 13 \| \| キハ 82 \| キロ 80 \| キハ 80 \| キハ 80 \| キハ 80 \| キハ 82 \| キハ 82 \| キロ 80 \| キシ 80 \| キハ 80 \| キハ 80 \| キハ 80 \| キハ 82 \| \| ← 函館・旭川札幌 → \| ← 函館・旭川札幌 → \| ← 函館・旭川札幌 → \| ← 函館・旭川札幌 → \| ← 函館・旭川札幌 → \| ← 函館・旭川札幌 → \| ← 函館・釧路札幌 → \| ← 函館・釧路札幌 → \| ← 函館・釧路札幌 → \| ← 函館・釧路札幌 → \| ← 函館・釧路札幌 → \| ← 函館・釧路札幌 → \| ← 函館・釧路札幌 → \| |                    |                    |                    |                    |                    |                    |                    |                    |                    |                    |                    |                    |
| 備考 - 札幌 - 釧路・旭川間逆編成 - 1978年10月2日以降は3号・2号 |                    |                    |                    |                    |                    |                    |                    |                    |                    |                    |                    |                    |
| 1972年3月15日 - 1979年6月30日 |                    |                    |                    |                    |                    |                    |                    |                    |                    |                    |                    |                    |
| 1 | 2                  | 3                  | 4                  | 5                  | 6                  | 7                  | 8                  | 9                  | 10                 | 11                 | 12                 | 13                 |
| キハ 82 | キロ 80            | キシ 80            | キハ 80            | キハ 80            | キハ 80            | キハ 82            | キハ 82            | キロ 80            | キハ 80            | キハ 80            | キハ 80            | キハ 82            |
| ← 函館・釧路札幌 → | ← 函館・釧路札幌 → | ← 函館・釧路札幌 → | ← 函館・釧路札幌 → | ← 函館・釧路札幌 → | ← 函館・釧路札幌 → | ← 函館・釧路札幌 → | ← 函館・旭川札幌 → | ← 函館・旭川札幌 → | ← 函館・旭川札幌 → | ← 函館・旭川札幌 → | ← 函館・旭川札幌 → | ← 函館・旭川札幌 → |
| 1979年7月1日 - 1980年9月30日 |                    |                    |                    |                    |                    |                    |                    |                    |                    |                    |                    |                    |
| 1 | 2                  | 3                  | 4                  | 5                  | 6                  | 7                  | 8                  | 9                  | 10                 | 11                 | 12                 | 13                 |
| キハ 82 | キロ 80            | キハ 80            | キハ 80            | キハ 80            | キハ 82            | キハ 82            | キロ 80            | キシ 80            | キハ 80            | キハ 80            | キハ 80            | キハ 82            |
| ← 函館・旭川札幌 → | ← 函館・旭川札幌 → | ← 函館・旭川札幌 → | ← 函館・旭川札幌 → | ← 函館・旭川札幌 → | ← 函館・旭川札幌 → | ← 函館・釧路札幌 → | ← 函館・釧路札幌 → | ← 函館・釧路札幌 → | ← 函館・釧路札幌 → | ← 函館・釧路札幌 → | ← 函館・釧路札幌 → | ← 函館・釧路札幌 → |

また1968年10月1日ダイヤ改正で設定された札幌発着「北斗」下り2号・上り1号では、「エルム」に改称される1969年10月1日ダイヤ改正まで尾久客車区から転入したキサシ80 1を組成する9両限定編成とし、キロ80形とキサシ80形は編成の中間に組成されたほか、キハ82形は両端のみとされた。さらに「エルム」改称後もこの専用9両編成はキシ80形組込に変更した上で「北斗」統一まで運転された
「北斗」下り2号・上り1号編成（1968年10月1日 - 1969年9月30日）
「エルム」編成（1969年10月1日 - 1971年6月30日）
| \| 1968年10月1日 - 1969年9月30日「北斗」下り2号・上り1号 \| 1968年10月1日 - 1969年9月30日「北斗」下り2号・上り1号 \| 1968年10月1日 - 1969年9月30日「北斗」下り2号・上り1号 \| 1968年10月1日 - 1969年9月30日「北斗」下り2号・上り1号 \| 1968年10月1日 - 1969年9月30日「北斗」下り2号・上り1号 \| 1968年10月1日 - 1969年9月30日「北斗」下り2号・上り1号 \| 1968年10月1日 - 1969年9月30日「北斗」下り2号・上り1号 \| 1968年10月1日 - 1969年9月30日「北斗」下り2号・上り1号 \| 1968年10月1日 - 1969年9月30日「北斗」下り2号・上り1号 \| \| ----------------------------------------------------- \| ----------------------------------------------------- \| ----------------------------------------------------- \| ----------------------------------------------------- \| ----------------------------------------------------- \| ----------------------------------------------------- \| ----------------------------------------------------- \| ----------------------------------------------------- \| ----------------------------------------------------- \| \| ← 函館札幌 → \| \| \| \| \| \| \| \| \| \| 1 \| 2 \| 3 \| 4 \| 5 \| 6 \| 7 \| 8 \| 9 \| \| キハ 82 \| キハ 80 \| キハ 80 \| キロ 80 \| キサシ 80 1 \| キハ 80 \| キハ 80 \| キハ 80 \| キハ 82 \| \| 1969年10月1日 - 1971年6月30日「エルム」 \| \| \| \| \| \| \| \| \| \| ← 函館札幌 → \| \| \| \| \| \| \| \| \| \| 1 \| 2 \| 3 \| 4 \| 5 \| 6 \| 7 \| 8 \| 9 \| \| キハ 82 \| キハ 80 \| キハ 82 \| キロ 80 \| キシ 80 \| キハ 80 \| キハ 80 \| キハ 80 \| キハ 82 \| |         |         |         |             |         |         |         |         |
| 備考 - サービス電源供給用発電機はキハ82形・キサシ80 1に搭載 - 検査等でキサシ80 1を連結できない際は以下の編成となる - キサシ80 1をカットした8両編成で運転 - 5号車キシ80形 6号車キハ82形に組成変更して運転 - 1969年10月1日以降の「エルム」と同編成を組成して運転 |         |         |         |             |         |         |         |         |
| 1968年10月1日 - 1969年9月30日「北斗」下り2号・上り1号 |         |         |         |             |         |         |         |         |
| ← 函館札幌 → |         |         |         |             |         |         |         |         |
| 1 | 2       | 3       | 4       | 5           | 6       | 7       | 8       | 9       |
| キハ 82 | キハ 80 | キハ 80 | キロ 80 | キサシ 80 1 | キハ 80 | キハ 80 | キハ 80 | キハ 82 |
| 1969年10月1日 - 1971年6月30日「エルム」 |         |         |         |             |         |         |         |         |
| ← 函館札幌 → |         |         |         |             |         |         |         |         |
| 1 | 2       | 3       | 4       | 5           | 6       | 7       | 8       | 9       |
| キハ 82 | キハ 80 | キハ 82 | キロ 80 | キシ 80     | キハ 80 | キハ 80 | キハ 80 | キハ 82 |

「おおぞら」での最大13両組成や基本・付属とも複数パターンが存在した同所の運用は、1980年10月1日ダイヤ改正でキロ80形・キシ80形を編成中間部に組成するスタイルを保ちつつ全列車の編成組成を函館方3両付属+札幌方7両の最大10両編成までに統一した。
函館運転所編成組成（1980年10月1日ダイヤ改正）
| \| ← 函館・釧路・遠軽札幌・網走 → \| \| \| \| \| \| \| \| \| \| \| 1 \| 2 \| 3 \| 4 \| 5 \| 6 \| 7 \| 8 \| 9 \| 10 \| \| キハ 82 \| キハ 80 \| キハ 80 \| キハ 82 \| キロ 80 \| キシ 80 \| キハ 80 \| キハ 80 \| キハ 80 \| キハ 82 \| \| 付属編成 \| 付属編成 \| 付属編成 \| 基本編成 \| 基本編成 \| 基本編成 \| 基本編成 \| 基本編成 \| 基本編成 \| 基本編成 \| |          |          |          |          |          |          |          |          |          |
| 備考 - 基本編成：「おおぞら」「おおとり」「北海」に充当 - 付属編成：「おおぞら」「北海」のほか以下の列車に充当 - 「おおとり」函館 - 北見 - 札幌運転所担当の「北斗」基本編成と併結運用 - 「おおぞら」「おおとり」は札幌 - 釧路・遠軽逆編成 - 1981年10月1日ダイヤ改正以降は付属編成のキハ80形1両を減車                                                              |          |          |          |          |          |          |          |          |          |
| ← 函館・釧路・遠軽札幌・網走 → |          |          |          |          |          |          |          |          |          |
| 1 | 2        | 3        | 4        | 5        | 6        | 7        | 8        | 9        | 10       |
| キハ 82 | キハ 80  | キハ 80  | キハ 82  | キロ 80  | キシ 80  | キハ 80  | キハ 80  | キハ 80  | キハ 82  |
| 付属編成 | 付属編成 | 付属編成 | 基本編成 | 基本編成 | 基本編成 | 基本編成 | 基本編成 | 基本編成 | 基本編成 |

1981年からはキハ183系への置換えを段階的に行い、1985年3月14日ダイヤ改正では以下の編成短縮を実施した。
函館運転所編成組成（1985年3月14日ダイヤ改正）
| \| ← 函館・帯広・遠軽札幌・網走 → \| \| \| \| \| \| \| \| \| \| 「おおとり」「オホーツク」2号・5号編成 \| \| \| \| \| \| \| \| \| \| 1 \| 2 \| 3 \| 4 \| 5 \| 6 \| 7 \| 8 \| 9 \| \| キハ 82 \| キハ 80 \| キハ 82 \| キシ 80 \| キロ 80 \| キハ 80 \| キハ 80 \| キハ 80 \| キハ 82 \| \| 付属編成 \| 付属編成 \| 基本編成 \| 基本編成 \| 基本編成 \| 基本編成 \| 基本編成 \| 基本編成 \| 基本編成 \| \| 「北海」1号・4号「おおぞら」3号・8号編成 \| \| \| \| \| \| \| \| \| \| 1 \| 2 \| 3 \| 4 \| 5 \| 6 \| \| \| \| \| キハ 82 \| キロ 80 \| キハ 80 \| キハ 80 \| キハ 80 \| キハ 82 \| \| \| \| \| 「北斗」4号・7号編成 \| \| \| \| \| \| \| \| \| \| 1 \| 2 \| 3 \| 4 \| 5 \| \| \| \| \| \| キハ 82 \| キロ 80 \| キハ 80 \| キハ 80 \| キハ 82 \| \| \| \| \| |          |          |          |          |          |          |          |          |
| 備考 - 「おおとり」付属編成は函館 - 北見 連結 「オホーツク」2号・5号は不連結 - 「おおとり」「オホーツク」2号・5号は札幌 - 遠軽逆編成 - 「北斗」4号・7号は毎日運転の季節列車設定 |          |          |          |          |          |          |          |          |
| ← 函館・帯広・遠軽札幌・網走 → |          |          |          |          |          |          |          |          |
| 「おおとり」「オホーツク」2号・5号編成 |          |          |          |          |          |          |          |          |
| 1 | 2        | 3        | 4        | 5        | 6        | 7        | 8        | 9        |
| キハ 82 | キハ 80  | キハ 82  | キシ 80  | キロ 80  | キハ 80  | キハ 80  | キハ 80  | キハ 82  |
| 付属編成 | 付属編成 | 基本編成 | 基本編成 | 基本編成 | 基本編成 | 基本編成 | 基本編成 | 基本編成 |
| 「北海」1号・4号「おおぞら」3号・8号編成 |          |          |          |          |          |          |          |          |
| 1 | 2        | 3        | 4        | 5        | 6        |          |          |          |
| キハ 82 | キロ 80  | キハ 80  | キハ 80  | キハ 80  | キハ 82  |          |          |          |
| 「北斗」4号・7号編成 |          |          |          |          |          |          |          |          |
| 1 | 2        | 3        | 4        | 5        |          |          |          |          |
| キハ 82 | キロ 80  | キハ 80  | キハ 80  | キハ 82  |          |          |          |          |

しかし、上述5列車の定期運用は1986年11月1日ダイヤ改正ですべて終了。残存車両のうち4両が名古屋機関区へ転出、キハ82形6両とキハ80形6両は座席をキハ183系500番台同様のリクライニングシートに交換するなどのアコモデーション改善工事を施工。また3両が12月に「フラノエクスプレス」へ改造落成し、当所所属のまま運用に充当された。分割民営化時後に「フラノエクスプレス」とアコモ施工車が臨時「北斗」に充当されたが、1987年5月に1両が「フラノエクスプレス」へ、12月に3両が「トマムサホロエクスプレス」へ改造施工。1988年3月に全車苗穂運転所へ転出となり、本系列配置基地としての幕を閉じた。
函館運転所所属車両転出入履歴一覧
| \| 新製 \| 新製 \| 新製 \| 新製 \| 新製 \| 新製 \| 新製 \| 新製 \| \| 年月 \| 年月 \| キハ82 \| キハ80 \| キロ80 \| キシ80 \| 備考 \| \| \| --------------- \| --------------- \| ------------------- \| ----------------------------- \| -------------- \| ---------------- \| ---------------------- \| ---- \| \| 1961年7月 - 9月 \| 1961年7月 - 9月 \| 6・7・12 13・16・17 \| 25・26・28・29 \| 6・15・17 \| 1・10 \| 「おおぞら」充当 \| \| \| 1962年9月 \| 1962年9月 \| \| 57・58 \| \| \| 「おおぞら」旭川編成 \| \| \| 1964年2月 \| 1964年2月 \| \| 80・81 \| \| \| 「おおぞら」釧路編成 \| \| \| 1964年7月 - 8月 \| 1964年7月 - 8月 \| 56 - 64 \| 86 - 95・105・106 \| 33 - 37 \| 27 - 29 \| 「おおとり」充当 \| \| \| 1965年7月 - 8月 \| 1965年7月 - 8月 \| 78 - 81・100 - 103 \| 144 - 154 \| 48・49 \| 35・36 \| 「北斗」充当 \| \| \| 1967年1月 \| 1967年1月 \| 108 - 110 \| 164 - 166 \| 61・62 \| 37 \| 「北海」充当 \| \| \| 転入 \| \| \| \| \| \| \| \| \| 年月 \| 前所属 \| キハ82 \| キハ80 \| キロ80 \| キシ80(キサシ80) \| 備考 \| \| \| 1962年8月 \| 向日町 \| 29・43 \| 36・47 \| 25 \| 13 \| 「おおぞら」釧路延長 \| \| \| 1968年9月 \| 山形 \| 86・87 \| 155 - 161 \| 51・52 \| \| 「北斗」増発 \| \| \| 1968年9月 \| 尾久 \| \| \| \| (1) \| 「北斗」増発 \| \| \| 1970年2月 \| 尾久 \| 46 - 50 \| 16 - 18・24 76 - 79 107 - 109 \| 7 \| 23・31 \| 「北斗」増発 \| \| \| 1970年9月 \| 鹿児島 \| 33・37 \| 39 - 41・53 \| \| \| 「おおぞら」増発 \| \| \| 1972年10月 \| 秋田 \| \| 1・2・5 \| \| \| 「おおぞら」旭川編成用 \| \| \| 1972年10月 \| 向日町 \| 69 \| \| \| \| 「おおぞら」旭川編成用 \| \| \| 1974年4月 \| 向日町 \| 10 \| 32 \| \| 7 \| 予備車増強 \| \| \| 1974年12月 \| 向日町 \| \| \| 12 \| \| 予備車増強 \| \| \| 1982年10月 \| 札幌 \| 14・19 51・58・87 \| 75・89 90・94・106 \| 62 \| 27 \| 検査期限切れ廃車補充 \| \| \| 1985年5月 \| 向日町 \| 95 \| 121・123・128 \| \| 26・34 \| 検査期限切れ廃車補充 \| \| \| 転出 \| \| \| \| \| \| \| \| \| 年月 \| 転出先 \| キハ82 \| キハ80 \| キロ80 \| キシ80 \| 備考 \| \| \| 1972年3月 \| 札幌 \| 47・87 \| 76 - 81・87 \| 62 \| \| 「北斗」2往復運用移管 \| \| \| 1981年9月 \| 札幌 \| 56 - 60 \| 89・90・93 - 95 106・107 \| 34・35 \| 27・28 \| 「オホーツク」2往復化 \| \| \| 1982年3月 \| 札幌 \| \| 16・29 \| 15 \| \| 検査期限切れ廃車補充 \| \| \| 1986年11月 \| 名古屋 \| \| \| 48・51・61・62 \| \| 検査期限切れ廃車補充 \| \| |                 |                     |                               |                |                  |                        |
| 備考 - 1967年新製車は本系列最終製造車 - キサシ80 1：1969年12月27日五稜郭工場でキシ80 903へ改造 - 1986年12月12日付で以下の車両を苗穂工場でフラノエクスプレスに改造 - キハ80 164・165→キハ84 1・2 - キハ82 110→キハ83 1 - 1987年4月1日の分割民営化後は#JR北海道を参照のこと |                 |                     |                               |                |                  |                        |
| 新製 |                 |                     |                               |                |                  |                        |
| 年月 | 年月            | キハ82              | キハ80                        | キロ80         | キシ80           | 備考                   |
| 1961年7月 - 9月 | 1961年7月 - 9月 | 6・7・12 13・16・17 | 25・26・28・29                | 6・15・17      | 1・10            | 「おおぞら」充当       |
| 1962年9月 | 1962年9月       |                     | 57・58                        |                |                  | 「おおぞら」旭川編成   |
| 1964年2月 | 1964年2月       |                     | 80・81                        |                |                  | 「おおぞら」釧路編成   |
| 1964年7月 - 8月 | 1964年7月 - 8月 | 56 - 64             | 86 - 95・105・106             | 33 - 37        | 27 - 29          | 「おおとり」充当       |
| 1965年7月 - 8月 | 1965年7月 - 8月 | 78 - 81・100 - 103  | 144 - 154                     | 48・49         | 35・36           | 「北斗」充当           |
| 1967年1月 | 1967年1月       | 108 - 110           | 164 - 166                     | 61・62         | 37               | 「北海」充当           |
| 転入 |                 |                     |                               |                |                  |                        |
| 年月 | 前所属          | キハ82              | キハ80                        | キロ80         | キシ80(キサシ80) | 備考                   |
| 1962年8月 | 向日町          | 29・43              | 36・47                        | 25             | 13               | 「おおぞら」釧路延長   |
| 1968年9月 | 山形            | 86・87              | 155 - 161                     | 51・52         |                  | 「北斗」増発           |
| 1968年9月 | 尾久            |                     |                               |                | (1)              | 「北斗」増発           |
| 1970年2月 | 尾久            | 46 - 50             | 16 - 18・24 76 - 79 107 - 109 | 7              | 23・31           | 「北斗」増発           |
| 1970年9月 | 鹿児島          | 33・37              | 39 - 41・53                   |                |                  | 「おおぞら」増発       |
| 1972年10月 | 秋田            |                     | 1・2・5                       |                |                  | 「おおぞら」旭川編成用 |
| 1972年10月 | 向日町          | 69                  |                               |                |                  | 「おおぞら」旭川編成用 |
| 1974年4月 | 向日町          | 10                  | 32                            |                | 7                | 予備車増強             |
| 1974年12月 | 向日町          |                     |                               | 12             |                  | 予備車増強             |
| 1982年10月 | 札幌            | 14・19 51・58・87   | 75・89 90・94・106            | 62             | 27               | 検査期限切れ廃車補充   |
| 1985年5月 | 向日町          | 95                  | 121・123・128                 |                | 26・34           | 検査期限切れ廃車補充   |
| 転出 |                 |                     |                               |                |                  |                        |
| 年月 | 転出先          | キハ82              | キハ80                        | キロ80         | キシ80           | 備考                   |
| 1972年3月 | 札幌            | 47・87              | 76 - 81・87                   | 62             |                  | 「北斗」2往復運用移管  |
| 1981年9月 | 札幌            | 56 - 60             | 89・90・93 - 95 106・107      | 34・35         | 27・28           | 「オホーツク」2往復化  |
| 1982年3月 | 札幌            |                     | 16・29                        | 15             |                  | 検査期限切れ廃車補充   |
| 1986年11月 | 名古屋          |                     |                               | 48・51・61・62 |                  | 検査期限切れ廃車補充   |

#### 秋田機関区（秋アキ）
1969年10月1日ダイヤ改正で上野 - 秋田間を高崎線・上越線・信越本線・羽越本線経由で運転する「いなほ」と共通運用となる毎日運転の季節列車扱いで常磐線上野 - 平（現・いわき）間「ひたち」運転開始により配置された。
配置当初の20両は、「はくたか」485系電車化で余剰となり金沢運転所から転入したキシ80 2を除き尾久客車区から転入の1960年製造車で先頭車はキハ81形6両のためキハ82形の配置がなく、キサシ80形から改造されたキシ80 901・902も含まれているのが特徴である。1970年には2月にキロ80 5がキハ82 902へ改造され鹿児島運転所へ転出し、代替にキロ80 42が尾久から転入したほか、10月1日ダイヤ改正で「ひたち」を定期列車化。1971年4月20日からは上り「ひたち」を東京着に改めた。
1972年3月15日ダイヤ改正で編成を7両→9両としたために和歌山機関区からキハ82 902が、向日町運転所からキハ82 24・901とキハ80 5・901が転入。このためキロ80形改造の普通車全車が本区に集結した。
秋田機関区「いなほ」「ひたち」編成組成
| \| ← 東京・上野秋田・平 → \| \| \| \| \| \| \| \| \| \| 1969年10月1日 - 1972年3月14日 \| \| \| \| \| \| \| \| \| \| 1 \| 2 \| 3 \| 4 \| 5 \| 6 \| 7 \| \| \| \| キハ 81 \| キロ 80 \| キシ 80 \| キハ 80 \| キハ 80 \| キハ 80 \| キハ 81 \| \| \| \| 1972年3月15日 - 1972年9月26日 \| \| \| \| \| \| \| \| \| \| 1 \| 2 \| 3 \| 4 \| 5 \| 6 \| 7 \| 8 \| 9 \| \| キハ 81 \| キハ 80 \| キハ 82 \| キロ 80 \| キシ 80 \| キハ 80 \| キハ 80 \| キハ 80 \| キハ 81 \| |         |         |         |         |         |         |         |         |
| 備考 - 1972年3月15日以降は以下の変更を実施 - 3号車キハ82形は東京・上野向き - 運用1：秋田0935（2012D いなほ）1739上野1810（11D ひたち）2053平 - 運用2：平0644（11D ひたち）0934東京…上野1430（2011D いなほ）2230秋田 |         |         |         |         |         |         |         |         |
| ← 東京・上野秋田・平 → |         |         |         |         |         |         |         |         |
| 1969年10月1日 - 1972年3月14日 |         |         |         |         |         |         |         |         |
| 1 | 2       | 3       | 4       | 5       | 6       | 7       |         |         |
| キハ 81 | キロ 80 | キシ 80 | キハ 80 | キハ 80 | キハ 80 | キハ 81 |         |         |
| 1972年3月15日 - 1972年9月26日 |         |         |         |         |         |         |         |         |
| 1 | 2       | 3       | 4       | 5       | 6       | 7       | 8       | 9       |
| キハ 81 | キハ 80 | キハ 82 | キロ 80 | キシ 80 | キハ 80 | キハ 80 | キハ 80 | キハ 81 |

1972年10月2日ダイヤ改正で羽越本線が全線電化されたことから、「いなほ」は青森運転所（→青森車両センター→現・盛岡車両センター青森派出所）、「ひたち」は仙台運転所（→仙台電車区→現・仙台車両センター）への運用移管ならびに485系電車化となり、全車他の車両基地へ転出した。
秋田機関区所属車両転出入履歴一覧
| \| 転入 \| 転入 \| 転入 \| 転入 \| 転入 \| 転入 \| 転入 \| 転入 \| \| 年月 \| 前所属 \| キハ81 \| キハ82 \| キハ80 \| キロ80 \| キシ80 \| 備考 \| \| ---------- \| ------ \| ------ \| ------------ \| ------------ \| ------ \| -------- \| -------------------------- \| \| 1969年10月 \| 金沢 \| \| \| \| \| 2 \| 「いなほ」「ひたち」充当用 \| \| 1969年10月 \| 尾久 \| 1 - 6 \| \| 1・2・7 - 12 \| 3 - 5 \| 901・902 \| 「いなほ」「ひたち」充当用 \| \| 1970年2月 \| 尾久 \| \| \| \| 42 \| \| キロ80 5転出代替 \| \| 1972年3月 \| 向日町 \| \| 24・901 \| 5・901 \| \| \| 「いなほ」「ひたち」9両化 \| \| 1972年3月 \| 和歌山 \| \| 902[注 100] \| \| \| \| 「いなほ」「ひたち」9両化 \| \| 転出 \| \| \| \| \| \| \| \| \| 年月 \| 転出先 \| キハ81 \| キハ82 \| キハ80 \| キロ80 \| キシ80 \| 備考 \| \| 1970年2月 \| 鹿児島 \| \| \| \| 5 \| \| キハ82 902へ改造[注 100] \| \| 1972年10月 \| 札幌 \| \| 24・901・902 \| 7 - 10 \| 42 \| 2 \| 「オホーツク」転用 \| \| 1972年10月 \| 函館 \| \| \| 1・2・5 \| \| \| 「おおぞら」旭川編成転用 \| \| 1972年10月 \| 向日町 \| \| \| \| \| 901・902 \| 予備車増強 \| \| 1972年10月 \| 和歌山 \| 1 - 6 \| \| 11・12 \| 3・4 \| \| 「くろしお」増発転用 \| \| 1972年10月 \| 鹿児島 \| \| \| 901 \| \| \| 「にちりん」付属編成転用 \| |        |        |              |              |        |          |                            |
| 備考 - キロ80 5：キハ82 902へ改造竣工と同時に転出 |        |        |              |              |        |          |                            |
| 転入 |        |        |              |              |        |          |                            |
| 年月 | 前所属 | キハ81 | キハ82       | キハ80       | キロ80 | キシ80   | 備考                       |
| 1969年10月 | 金沢   |        |              |              |        | 2        | 「いなほ」「ひたち」充当用 |
| 1969年10月 | 尾久   | 1 - 6  |              | 1・2・7 - 12 | 3 - 5  | 901・902 | 「いなほ」「ひたち」充当用 |
| 1970年2月 | 尾久   |        |              |              | 42     |          | キロ80 5転出代替           |
| 1972年3月 | 向日町 |        | 24・901      | 5・901       |        |          | 「いなほ」「ひたち」9両化  |
| 1972年3月 | 和歌山 |        | 902          |              |        |          | 「いなほ」「ひたち」9両化  |
| 転出 |        |        |              |              |        |          |                            |
| 年月 | 転出先 | キハ81 | キハ82       | キハ80       | キロ80 | キシ80   | 備考                       |
| 1970年2月 | 鹿児島 |        |              |              | 5      |          | キハ82 902へ改造           |
| 1972年10月 | 札幌   |        | 24・901・902 | 7 - 10       | 42     | 2        | 「オホーツク」転用         |
| 1972年10月 | 函館   |        |              | 1・2・5      |        |          | 「おおぞら」旭川編成転用   |
| 1972年10月 | 向日町 |        |              |              |        | 901・902 | 予備車増強                 |
| 1972年10月 | 和歌山 | 1 - 6  |              | 11・12       | 3・4   |          | 「くろしお」増発転用       |
| 1972年10月 | 鹿児島 |        |              | 901          |        |          | 「にちりん」付属編成転用   |

#### 盛岡客車区（盛モカ）
前年の1963年からキシ80形組込6両編成で運転されていた「つばさ」盛岡編成は、1964年10月1日ダイヤ改正でキハ80形1両増結の7両化および隔日で尾久客車区との運用となったことから、増結名義で新製されたキハ80 111・112ならびに尾久から転入の13両で配置が開始された。同年12月にはさらに7両が尾久から転入したことから隔日運用は終了し、盛岡編成は当区配置車の20両のみで運用された。
| \| 盛岡客車区配置車一覧 \| 盛岡客車区配置車一覧 \| 盛岡客車区配置車一覧 \| 盛岡客車区配置車一覧 \| 盛岡客車区配置車一覧 \| 盛岡客車区配置車一覧 \| \| 内訳/形式 \| キハ82 \| キハ80 \| キロ80 \| キシ80 \| 備考 \| \| -------------------- \| -------------------- \| -------------------- \| -------------------- \| -------------------- \| --------------------------- \| \| 新製車 \| \| 111・112 \| \| \| 1964.09.01付新製 \| \| 第一次尾久転入車 \| 10・11・15・25 \| 30・31・34 \| 10・12 \| 4・5 \| 1964.09.22・23・10.01付転入 \| \| 第二次尾久転入車 \| 14・24 \| 20・21・35 \| 16 \| 11 \| 1964.12.01付転入 \| |                |            |        |        |                             |
| 備考 - 運用 - 盛岡0905（2006D）1257福島1303（6D）1650上野1230（6D）1611福島1616（2006D）2000盛岡 - 「つばさ」盛岡編成は秋田編成の上野方に連結 |                |            |        |        |                             |
| 盛岡客車区配置車一覧 |                |            |        |        |                             |
| 内訳/形式 | キハ82         | キハ80     | キロ80 | キシ80 | 備考                        |
| 新製車 |                | 111・112   |        |        | 1964.09.01付新製            |
| 第一次尾久転入車 | 10・11・15・25 | 30・31・34 | 10・12 | 4・5   | 1964.09.22・23・10.01付転入 |
| 第二次尾久転入車 | 14・24         | 20・21・35 | 16     | 11     | 1964.12.01付転入            |

1965年10月1日ダイヤ改正で盛岡電化が完成し、盛岡編成は仙台運転所へ新製配置された483系電車化され「やまびこ」に発展的解消。全車向日町運転所へ転出した。

#### 山形機関区（仙カタ）
1964年10月1日ダイヤ改正で上野 - 山形間で運転開始された「やまばと」は、1965年10月1日ダイヤ改正で会津若松発着編成を併結して運転することになり、尾久からの運用移管が行われたことから6両編成x2本と予備車5両の計17両が新製配置された。
2日間で山形編成と会津若松編成が交互に行き来する運用のため本系列では初の食堂車不連結列車となりキシ80形の配置はない。
1968年10月1日ダイヤ改正による奥羽本線山形電化ならびに磐越西線喜多方電化で仙台運転所所属485系9両編成で電車化ならびに分離運転実施により配置が終了。6両が向日町運転所へ、11両が函館運転所へ転出した。
「やまばと」編成
| \| ← 上野(会津若松発)山形 → \| ← 上野(会津若松発)山形 → \| ← 上野(会津若松発)山形 → \| ← 上野(会津若松発)山形 → \| ← 上野(会津若松発)山形 → \| ← 上野(会津若松発)山形 → \| ← 上野（山形発）会津若松 → \| ← 上野（山形発）会津若松 → \| ← 上野（山形発）会津若松 → \| ← 上野（山形発）会津若松 → \| ← 上野（山形発）会津若松 → \| ← 上野（山形発）会津若松 → \| \| 1 \| 2 \| 3 \| 4 \| 5 \| 6 \| 7 \| 8 \| 9 \| 10 \| 11 \| 12 \| \| キハ 82 \| キロ 80 \| キハ 80 \| キハ 80 \| キハ 80 \| キハ 82 \| キハ 82 \| キロ 80 \| キハ 80 \| キハ 80 \| キハ 80 \| キハ 82 \| |                          |                          |                          |                          |                          |                            |                            |                            |                            |                            |                            |
| 備考 - 運用1：山形0835（8D）1410上野1500（7D→2007D）1914会津若松 - 運用2：会津若松0945（2008D→8D）1410上野1500（7D）2029山形 - 上り・下り列車共に先頭側が会津若松発着となる。 |                          |                          |                          |                          |                          |                            |                            |                            |                            |                            |                            |
| ← 上野(会津若松発)山形 → | ← 上野(会津若松発)山形 → | ← 上野(会津若松発)山形 → | ← 上野(会津若松発)山形 → | ← 上野(会津若松発)山形 → | ← 上野(会津若松発)山形 → | ← 上野（山形発）会津若松 → | ← 上野（山形発）会津若松 → | ← 上野（山形発）会津若松 → | ← 上野（山形発）会津若松 → | ← 上野（山形発）会津若松 → | ← 上野（山形発）会津若松 → |
| 1 | 2                        | 3                        | 4                        | 5                        | 6                        | 7                          | 8                          | 9                          | 10                         | 11                         | 12                         |
| キハ 82 | キロ 80                  | キハ 80                  | キハ 80                  | キハ 80                  | キハ 82                  | キハ 82                    | キロ 80                    | キハ 80                    | キハ 80                    | キハ 80                    | キハ 82                    |

山形機関区所属車両履歴一覧
| \| 新製 \| 新製 \| 新製 \| 新製 \| 新製 \| 新製 \| 新製 \| \| 年月 \| 年月 \| キハ82 \| キハ80 \| キロ80 \| 備考 \| \| \| --------------- \| --------------- \| ------- \| --------- \| ------- \| ---------------------------------- \| ---- \| \| 1965年7月 - 8月 \| 1965年7月 - 8月 \| 82 - 87 \| 155 - 162 \| 50 - 52 \| 「やまばと」山形・会津若松編成充当 \| \| \| 転出 \| \| \| \| \| \| \| \| 年月 \| 転出先 \| キハ82 \| キハ80 \| キロ80 \| 備考 \| \| \| 1968年9月 \| 函館 \| 86・87 \| 155 - 161 \| 51・52 \| 「北斗」増発 \| \| \| 1968年9月 \| 向日町 \| 82 - 85 \| 162 \| 50 \| 「まつかぜ」付属編成増強 \| \| |                 |         |           |         |                                    |
| 備考 - 他車両基地からの転入車ならびにキシ80形配置無 |                 |         |           |         |                                    |
| 新製 |                 |         |           |         |                                    |
| 年月 | 年月            | キハ82  | キハ80    | キロ80  | 備考                               |
| 1965年7月 - 8月 | 1965年7月 - 8月 | 82 - 87 | 155 - 162 | 50 - 52 | 「やまばと」山形・会津若松編成充当 |
| 転出 |                 |         |           |         |                                    |
| 年月 | 転出先          | キハ82  | キハ80    | キロ80  | 備考                               |
| 1968年9月 | 函館            | 86・87  | 155 - 161 | 51・52  | 「北斗」増発                       |
| 1968年9月 | 向日町          | 82 - 85 | 162       | 50      | 「まつかぜ」付属編成増強           |

#### 尾久客車区（東オク→北オク）
1960年にキハ81系が配置された車両基地で、同年12月より「はつかり」で運用開始。1961年10月1日ダイヤ改正にはキハ82系も新製配置され、「つばさ」「白鳥」への充当も開始された。また同区への配置車両は1969年に金沢運転所から転入した15両を除きすべて新製車であるほか、組成された編成はすべて食堂車込の基本編成のみで運用された特徴がある。
上野発着列車を担当したが、「はつかり」「つばさ」を除いた以下の列車は1965年までに他の車両基地へ運用移管された。
- 「白鳥」上野編成：1961年10月 - 1963年4月→向日町運転所へ充当車転出ならびに移管
- 「ひばり」：1962年3月 - 1965年9月→483系電車化の上で仙台運転所へ移管
- 「つばさ」盛岡編成：1963年12月 - 1964年12月→盛岡客車区へ充当車転出ならびに移管
- 「やまばと」：1964年10月 - 1965年9月→山形機関区へ新製車を配置し移管

1965年10月1日ダイヤ改正では「ひばり」483系電車化ならびに山形客車区へ「やまばと」運用移管による余剰車と予備車からキハ82系7両編成x2本を組成して「つばさ」1往復を増発し2往復化。「はつかり」は引き続きキハ81形・キサシ80形組込10両編成で限定運用された。
1968年10月1日ダイヤ改正を前にした同年9月9日で「はつかり」は583系電車化により運用を青森運転所へ移管。余剰車のうちキサシ80形は1が函館へ転出、2・3がキシ80形900番台へ改造。「はつかり」編成2本は食堂車をキシ80形へ差し替え、キロ80形を2両→1両、キハ80形を2両減車した上で7両編成化し、「つばさ」1往復運用に転用。このため「つばさ」運用に充当されていたキハ82形組込編成4本中2本が余剰となり、キロ80形普通車化改造施工車2両ならびに1960年製造のキハ80形4両を含む24両が向日町へ転出。「つばさ」は上下1号がキハ82形組込の、上下2号がキハ81形組込の編成で運用された。
1968年10月1日ダイヤ改正での「つばさ」編成・運用
| ← 東京・上野秋田 →                                       |         |         |         |         |         |         |
| キハ 82                                                  | キロ 80 | キシ 80 | キハ 80 | キハ 80 | キハ 80 | キハ 82 |
| 東京0730（1D つばさ1）1551秋田0820（2D つばさ1）1640上野 |         |         |         |         |         |         |
| キハ 81                                                  | キロ 80 | キシ 80 | キハ 80 | キハ 80 | キハ 80 | キハ 81 |
| 上野1215（3D つばさ2）2030秋田1235（4D つばさ2）2107東京 |         |         |         |         |         |         |

1969年10月1日ダイヤ改正で「いなほ」「ひたち」運転開始に伴いキハ81形6両を含む初期車19両が秋田機関区へ転出。「つばさ」はキハ181系へ置換えが予定されていたが、車両落成の遅れから485系電車化で捻出された「はくたか」充当車15両が金沢運転所から転入し、2往復ともキハ82系7両編成による運転継続となった。1970年2月に遅れていたキハ181系の落成により置換えを実施。「つばさ」は下り2号→上り1号運用が10日 - 11日で、下り1号→上り2号運用が17日 - 18日で本系列による運用が終了。車両も同年3月までに函館・秋田・向日町・和歌山・鹿児島へ転出した。
尾久客車区所属車両転出入履歴一覧
| \| 新製 \| 新製 \| 新製 \| 新製 \| 新製 \| 新製 \| 新製 \| 新製 \| \| 年月 \| 年月 \| キハ82(キハ81) \| キハ80 \| キロ80 \| キシ80(キサシ80) \| 備考 \| \| \| ----------------- \| ----------------- \| ---------------------------- \| ------------------------------ \| ------------------- \| ---------------- \| ---------------------------------- \| ---- \| \| 1960年9月 - 11月 \| 1960年9月 - 11月 \| （1 - 6） \| 1 - 12 \| 1 - 5 \| （1 - 3） \| 「はつかり」充当 \| \| \| 1961年7月 - 9月 \| 1961年7月 - 9月 \| 1 - 5・10・11 14・15・24・25 \| 13・14・17 - 21 30・31・34・35 \| 7・8・10 12・16・18 \| 2 - 5・11・12 \| 「白鳥」上野編成 「つばさ」充当 \| \| \| 1962年4月 \| 1962年4月 \| 44・45 \| 54 - 56 \| 28 \| 22 \| 「ひばり」充当 \| \| \| 1963年3月 \| 1963年3月 \| \| 59 - 61 \| \| \| 「はつかり」10両化 「つばさ」7両化 \| \| \| 1963年7月 \| 1963年7月 \| 46 \| \| \| \| 「つばさ」盛岡編成 6両充当 \| \| \| 1963年10月 - 11月 \| 1963年10月 - 11月 \| 47 - 51 \| 74 - 79 \| 29・30 \| 23・24 \| 「つばさ」盛岡編成 6両充当 \| \| \| 1964年8月 - 9月 \| 1964年8月 - 9月 \| 69 - 71 \| 107 - 110 \| 41・42 \| 30・31 \| 「やまばと」充当 \| \| \| 転入 \| \| \| \| \| \| \| \| \| 年月 \| 前所属 \| キハ82 \| キハ80 \| キロ80 \| キシ80 \| 備考 \| \| \| 1969年10月 \| 金沢 \| 1 - 3・8 \| 13 - 18・24 \| 7・8 \| 3・6 \| 「つばさ」1往復転用 \| \| \| 転出 \| \| \| \| \| \| \| \| \| 年月 \| 転出先 \| キハ82(キハ81) \| キハ80 \| キロ80 \| キシ80(キサシ80) \| 備考 \| \| \| 1963年4月 \| 向日町 \| 1 - 5 \| 13・14・17 - 19 \| 7・8 \| 2・3 \| 「白鳥」上野編成 運用移管 \| \| \| 1964年9月 \| 盛岡 \| 10・11・15・25 \| 30・31・34 \| 10・12 \| 4・5 \| 「つばさ」盛岡編成 運用移管 \| \| \| 1964年12月 \| 盛岡 \| 14・24 \| 20・21・35 \| 16 \| 11 \| 「つばさ」盛岡編成 運用移管 \| \| \| 1968年9月 \| 函館 \| \| \| \| (1) \| 「北斗」増発 \| \| \| 1968年9月 \| 向日町 \| 44・45・69 - 71 \| 3 - 6・54 - 56 59 - 61・74・75 \| 29・30 \| \| 転出車振替 \| \| \| 1968年12月 \| 向日町 \| 901 \| 901 \| \| 12・22 \| 転出車振替 \| \| \| 1969年10月 \| 秋田 \| （1 - 6） \| 1・2・7 - 12 \| 3 - 5 \| 901・902 \| 「いなほ」「ひたち」充当 \| \| \| 1970年3月 \| 秋田 \| \| \| 42 \| \| キロ80 5転出代替 \| \| \| 1970年3月 \| 向日町 \| 1・51 \| \| 8・18・41 \| \| 「やくも」増車 \| \| \| 1970年3月 \| 和歌山 \| 2・3・8 \| 13 - 15 \| \| 3・6・24・30 \| 「くろしお」増発 \| \| \| 1970年3月 \| 鹿児島 \| \| 110 \| \| \| 「有明」付属編成 \| \| \| 1970年3月 \| 函館 \| 46 - 50 \| 16 - 18・24 76 - 79・107 - 109 \| 7 \| 23・31 \| 「北斗」増発 \| \| |                   |                              |                                |                     |                  |                                    |
| 備考 - キハ82 901：キロ80 1から改造竣工と同時に転出 - キハ80 901：キロ80 2から改造竣工と同時に転出 - キシ80 901・902：キサシ80 2・3から改造 |                   |                              |                                |                     |                  |                                    |
| 新製 |                   |                              |                                |                     |                  |                                    |
| 年月 | 年月              | キハ82(キハ81)               | キハ80                         | キロ80              | キシ80(キサシ80) | 備考                               |
| 1960年9月 - 11月 | 1960年9月 - 11月  | （1 - 6）                    | 1 - 12                         | 1 - 5               | （1 - 3）        | 「はつかり」充当                   |
| 1961年7月 - 9月 | 1961年7月 - 9月   | 1 - 5・10・11 14・15・24・25 | 13・14・17 - 21 30・31・34・35 | 7・8・10 12・16・18 | 2 - 5・11・12    | 「白鳥」上野編成 「つばさ」充当    |
| 1962年4月 | 1962年4月         | 44・45                       | 54 - 56                        | 28                  | 22               | 「ひばり」充当                     |
| 1963年3月 | 1963年3月         |                              | 59 - 61                        |                     |                  | 「はつかり」10両化 「つばさ」7両化 |
| 1963年7月 | 1963年7月         | 46                           |                                |                     |                  | 「つばさ」盛岡編成 6両充当         |
| 1963年10月 - 11月 | 1963年10月 - 11月 | 47 - 51                      | 74 - 79                        | 29・30              | 23・24           | 「つばさ」盛岡編成 6両充当         |
| 1964年8月 - 9月 | 1964年8月 - 9月   | 69 - 71                      | 107 - 110                      | 41・42              | 30・31           | 「やまばと」充当                   |
| 転入 |                   |                              |                                |                     |                  |                                    |
| 年月 | 前所属            | キハ82                       | キハ80                         | キロ80              | キシ80           | 備考                               |
| 1969年10月 | 金沢              | 1 - 3・8                     | 13 - 18・24                    | 7・8                | 3・6             | 「つばさ」1往復転用                |
| 転出 |                   |                              |                                |                     |                  |                                    |
| 年月 | 転出先            | キハ82(キハ81)               | キハ80                         | キロ80              | キシ80(キサシ80) | 備考                               |
| 1963年4月 | 向日町            | 1 - 5                        | 13・14・17 - 19                | 7・8                | 2・3             | 「白鳥」上野編成 運用移管          |
| 1964年9月 | 盛岡              | 10・11・15・25               | 30・31・34                     | 10・12              | 4・5             | 「つばさ」盛岡編成 運用移管        |
| 1964年12月 | 盛岡              | 14・24                       | 20・21・35                     | 16                  | 11               | 「つばさ」盛岡編成 運用移管        |
| 1968年9月 | 函館              |                              |                                |                     | (1)              | 「北斗」増発                       |
| 1968年9月 | 向日町            | 44・45・69 - 71              | 3 - 6・54 - 56 59 - 61・74・75 | 29・30              |                  | 転出車振替                         |
| 1968年12月 | 向日町            | 901                          | 901                            |                     | 12・22           | 転出車振替                         |
| 1969年10月 | 秋田              | （1 - 6）                    | 1・2・7 - 12                   | 3 - 5               | 901・902         | 「いなほ」「ひたち」充当           |
| 1970年3月 | 秋田              |                              |                                | 42                  |                  | キロ80 5転出代替                   |
| 1970年3月 | 向日町            | 1・51                        |                                | 8・18・41           |                  | 「やくも」増車                     |
| 1970年3月 | 和歌山            | 2・3・8                      | 13 - 15                        |                     | 3・6・24・30     | 「くろしお」増発                   |
| 1970年3月 | 鹿児島            |                              | 110                            |                     |                  | 「有明」付属編成                   |
| 1970年3月 | 函館              | 46 - 50                      | 16 - 18・24 76 - 79・107 - 109 | 7                   | 23・31           | 「北斗」増発                       |

#### 名古屋機関区（名ナコ）
1975年3月10日ダイヤ改正で名古屋 - 金沢間「ひだ」1往復運用移管による金沢運転所からの転入により配置基地となった。当初は6両編成x1本と予備車4両の計10両という少数配置であったが、1976年10月1日ダイヤ改正では「おき」キハ181系化の余剰車12両が向日町運転所から転入し「ひだ」2往復を名古屋 - 高山間に増発し、7両編成化を実施。
1978年10月2日ダイヤ改正では、紀勢本線の新宮駅まで電化されたことにより「くろしお」が381系電車へ置換えられたため、余剰車36両が和歌山機関区から転入。系統分割された非電化区間となる名古屋 - 紀伊勝浦間に「南紀」3往復を設定し充当。また「ひだ」は1往復増発され4往復となった。
1980年10月1日ダイヤ改正で運用が終了した鹿児島運転所から16両が転入したものの同数の老朽車が廃車。1982年にも向日町から余剰車9両が転入し老朽車5両を廃車。同年11月15日ダイヤ改正で6両編成へ統一したことから「ひだ」と「南紀」は共通運用となった。
以後は民営化まで定期運用を終了した函館・向日町から状態が良好な後期製造車で老朽化した初期車を置換える転配を行い、1985年3月14日ダイヤ改正で「ひだ」の金沢発着1往復を飛騨古川発着に変更した上で5両編成へ、「南紀」は4両編成へ短縮。1986年から一部車両で普通車座席を117系電車や185系電車と同様の転換クロスシートに交換などの特別保全工事を施工。1987年4月1日の民営化時点で50両が東海旅客鉄道（JR東海）へ継承され、引き続き「ひだ」4往復「南紀」5往復で運用された。
なお当区配置車はすべて他車両基地からの転入車でキシ80形配置ならびに転出経歴がなく、国鉄時代ならびに民営化後も同区で廃車されるという特徴がある。
名古屋機関区所属車両転入履歴一覧
| \| 転入 \| 転入 \| 転入 \| 転入 \| 転入 \| 転入 \| 転入 \| \| 年月 \| 前所属 \| キハ82 \| キハ80 \| キロ80 \| 備考 \| \| \| ---------- \| ------ \| ------------------------------ \| -------------------------------------------- \| ---------------------- \| --------------------------------- \| ---- \| \| 1975年3月 \| 金沢 \| 4・5・9・18 \| 19・22・23・27 \| 9・11 \| 「ひだ」運用移管 \| \| \| 1976年10月 \| 向日町 \| 20・21・42 \| 21・30・35 62・63・66・67 \| 38・39 \| 「ひだ」3往復化 \| \| \| 1978年10月 \| 和歌山 \| 65・72 - 77 82・84・88・89・99 \| 51・60・61・64・69 102 - 104・113 - 118・142 \| 43 - 47・53 55・59・60 \| 「ひだ」4往復化 「南紀」3往復充当 \| \| \| 1980年10月 \| 鹿児島 \| 30・31・35・40 \| 96 - 101・110 119・120・125 - 127 \| \| 老朽車置換え \| \| \| 1982年7月 \| 向日町 \| 83・85・90 91・93・94 \| 136・138・162 \| \| 老朽車置換え \| \| \| 1985年4月 \| 向日町 \| 96 - 98・105 \| 133 \| 56 \| 老朽車置換え \| \| \| 1985年9月 \| 向日町 \| \| 129 \| 57・58 \| 老朽車置換え \| \| \| 1986年11月 \| 函館 \| \| 48・51・61・62 \| \| 老朽車置換え \| \| |        |                                |                                              |                        |                                   |
| 備考 - JR化以降の承継車ならびに経緯は#JR東海を参照のこと |        |                                |                                              |                        |                                   |
| 転入 |        |                                |                                              |                        |                                   |
| 年月 | 前所属 | キハ82                         | キハ80                                       | キロ80                 | 備考                              |
| 1975年3月 | 金沢   | 4・5・9・18                    | 19・22・23・27                               | 9・11                  | 「ひだ」運用移管                  |
| 1976年10月 | 向日町 | 20・21・42                     | 21・30・35 62・63・66・67                    | 38・39                 | 「ひだ」3往復化                   |
| 1978年10月 | 和歌山 | 65・72 - 77 82・84・88・89・99 | 51・60・61・64・69 102 - 104・113 - 118・142 | 43 - 47・53 55・59・60 | 「ひだ」4往復化 「南紀」3往復充当 |
| 1980年10月 | 鹿児島 | 30・31・35・40                 | 96 - 101・110 119・120・125 - 127            |                        | 老朽車置換え                      |
| 1982年7月 | 向日町 | 83・85・90 91・93・94          | 136・138・162                                |                        | 老朽車置換え                      |
| 1985年4月 | 向日町 | 96 - 98・105                   | 133                                          | 56                     | 老朽車置換え                      |
| 1985年9月 | 向日町 |                                | 129                                          | 57・58                 | 老朽車置換え                      |
| 1986年11月 | 函館   |                                | 48・51・61・62                               |                        | 老朽車置換え                      |

#### 金沢運転所（金サワ）
1965年10月1日ダイヤ改正で「白鳥」上野編成は金沢を境に系統分離が行われ、大阪 - 金沢間は481系電車による「雷鳥」、上野 - 金沢間は本系列による「はくたか」となり、運転区間に信越本線が含まれていたことから横軽対策施工済7両編成x2本と予備車6両の計20両が向日町運転所から転入により配置された。1967年10月1日ダイヤ改正からは繁忙期に間合い運用で「臨時雷鳥」にも充当された。
- 「臨時雷鳥」運転時は、夜間滞留を尾久・向日町で行い所属基地となる金沢で夜を越せない珍しい運用スタイルとなる[注 116]。

「はくたか「臨時雷鳥」編成・運用
| ← 上野・金沢（大阪）（金沢）直江津 →                                                                                              |         |         |         |         |         |         |
| キハ 82 | キロ 80 | キシ 80 | キハ 80 | キハ 80 | キハ 80 | キハ 82 |
| 金沢1300（1002D はくたか）2100上野0740（1001D はくたか）1530金沢 金沢1710（9002D 臨時雷鳥）2104大阪0810（9001D 臨時雷鳥）1158金沢 |         |         |         |         |         |         |

1968年10月1日ダイヤ改正では高山本線特急「ひだ」の運用も担当。食堂車不連結の6両編成で組成されたため向日町運転所から6両編成x1本が転入した。
「ひだ」編成・運用
| ← 金沢・岐阜富山・名古屋 →                                 |         |         |         |         |         |
| キハ 82                                                    | キロ 80 | キハ 80 | キハ 80 | キハ 80 | キハ 82 |
| 金沢0645（1012D ひだ）1157名古屋1510（1011D ひだ）2018金沢 |         |         |         |         |         |

1969年10月1日ダイヤ改正では北陸本線糸魚川 - 直江津電化完成により「はくたか」が向日町運転所所属485系で電車化されたため1両が秋田機関区へ、15両が尾久客車区へ転出。以降は6両編成x1本と予備車4両で「ひだ」のみの運用となり、1975年3月10日ダイヤ改正で名古屋機関区に運用移管となり全車転出で配置終了となった。
金沢運転所所属車両転出入履歴一覧
| \| 転入 \| 転入 \| 転入 \| 転入 \| 転入 \| 転入 \| 転入 \| 転入 \| \| 年月 \| 前所属 \| キハ82 \| キハ80 \| キロ80 \| キシ80 \| 備考 \| \| \| ---------- \| ------ \| ----------- \| -------------- \| ------ \| ------- \| ------------------------ \| ---- \| \| 1965年10月 \| 向日町 \| 1 - 5・8 \| 13 - 19・22 \| 7 - 9 \| 2・3・6 \| 「はくたか」充当用 \| \| \| 1968年10月 \| 向日町 \| 9・18 \| 23・24・27 \| 11 \| \| 「ひだ」充当用 \| \| \| 転出 \| \| \| \| \| \| \| \| \| 年月 \| 転出先 \| キハ82 \| キハ80 \| キロ80 \| キシ80 \| 備考 \| \| \| 1969年10月 \| 尾久 \| 1 - 3・8 \| 13 - 18・24 \| 7・8 \| 3・6 \| 「つばさ」1往復転用 \| \| \| 1969年10月 \| 秋田 \| \| \| \| 2 \| 「いなほ」「ひたち」転用 \| \| \| 1975年3月 \| 名古屋 \| 4・5・9・18 \| 19・22・23・27 \| 9・11 \| \| 「ひだ」運用移管 \| \| |        |             |                |        |         |                          |
| 備考 - 1965年10月転入車は横軽対策施工車 |        |             |                |        |         |                          |
| 転入 |        |             |                |        |         |                          |
| 年月 | 前所属 | キハ82      | キハ80         | キロ80 | キシ80  | 備考                     |
| 1965年10月 | 向日町 | 1 - 5・8    | 13 - 19・22    | 7 - 9  | 2・3・6 | 「はくたか」充当用       |
| 1968年10月 | 向日町 | 9・18       | 23・24・27     | 11     |         | 「ひだ」充当用           |
| 転出 |        |             |                |        |         |                          |
| 年月 | 転出先 | キハ82      | キハ80         | キロ80 | キシ80  | 備考                     |
| 1969年10月 | 尾久   | 1 - 3・8    | 13 - 18・24    | 7・8   | 3・6    | 「つばさ」1往復転用      |
| 1969年10月 | 秋田   |             |                |        | 2       | 「いなほ」「ひたち」転用 |
| 1975年3月 | 名古屋 | 4・5・9・18 | 19・22・23・27 | 9・11  |         | 「ひだ」運用移管         |

#### 向日町運転区（大ムコ）
1961年10月1日ダイヤ改正による大増発に際し「白鳥」青森編成「かもめ」「みどり」「へいわ」「まつかぜ」を、さらに同年12月15日から運転開始された「みどり」を担当することになりキロ80形・キシ80形組込6両編成x13本計78両が新製配置された。当所の特徴として新製配置車両が多く1961年 - 1965年に本系列の4割強となる166両が本所への新製配置で、1967年のピーク時には172両が配置された。また国鉄時代に本系列が配置されたすべての車両基地との間で転出入経歴がある。
運用面では主に京都・大阪・新大阪発着となる日本海縦貫線・山陽本線 - 九州・山陰本線関連の特急列車に充当されたことから、北は青森から南は九州地区までの広域運用が組まれた。また基本編成も通常の6両・7両以外にキロ80形2両組込「白鳥」「やくも」専用編成を組成したほか、付属編成も上り方のみキハ82形で組成される2・3・4両とキロ80形組込6両の複数パターンが存在し、1970年には150両で以下の運用に充当された。
1970年10月1日ダイヤ改正での向日町運転所編成別運用一覧
| \| ← 西鹿児島・宮崎・長崎・早岐・博多・浜田・米子（新潟）（青森・大阪）佐世保・大阪・新大阪・京都 → \| \| \| \| \| \| \| \| \| \| \| \| \| \| 「白鳥」「やくも」充当車（55両） \| \| \| \| \| \| \| \| \| \| \| \| \| \| キハ 82 \| キロ 80 \| キロ 80 \| キシ 80 \| キハ 80 \| キハ 80 \| キハ 82 \| キハ 80 \| キハ 82 \| キハ 80 \| キハ 80 \| キハ 80 \| キハ 82 \| \| 基本編成 \| 基本編成 \| 基本編成 \| 基本編成 \| 基本編成 \| 基本編成 \| 基本編成 \| 付属編成A \| 付属編成A \| 付属編成B \| 付属編成B \| 付属編成B \| 付属編成B \| \| 基本編成：5本組成4本充当 付属編成A：4本組成4本充当 付属編成B：3本組成2本「白鳥」のみ充当 \| \| \| \| \| \| \| \| \| \| \| \| \| \| 「かもめ」「日向」「なは」充当車（65両） \| \| \| \| \| \| \| \| \| \| \| \| \| \| キハ 82 \| キロ 80 \| キハ 80 \| キハ 80 \| キハ 80 \| キハ 82 \| キハ 82 \| キロ 80 \| キシ 80 \| キハ 80 \| キハ 80 \| キハ 80 \| キハ 82 \| \| 付属編成 \| 付属編成 \| 付属編成 \| 付属編成 \| 付属編成 \| 付属編成 \| 基本編成 \| 基本編成 \| 基本編成 \| 基本編成 \| 基本編成 \| 基本編成 \| 基本編成 \| \| 付属編成：5本組成4本「かもめ」佐世保発着・「日向」充当 基本編成：5本組成4本「かもめ」長崎発着・「なは」充当 \| \| \| \| \| \| \| \| \| \| \| \| \| \| 「まつかぜ」充当車（30両） \| \| \| \| \| \| \| \| \| \| \| \| \| \| キハ 82 \| キロ 80 \| キシ 80 \| キハ 80 \| キハ 80 \| キハ 82 \| キハ 80 \| キハ 80 \| キハ 82 \| キハ 80 \| キハ 80 \| キハ 82 \| \| \| 基本編成 \| 基本編成 \| 基本編成 \| 基本編成 \| 基本編成 \| 基本編成 \| 付属編成 \| 付属編成 \| 付属編成 \| 付属編成 \| 付属編成 \| 付属編成 \| \| \| 基本編成：3本組成2本博多発着充当 付属編成：2本組成2本米子転回充当 \| \| \| \| \| \| \| \| \| \| \| \| \| |          |          |          |          |          |          |           |           |           |           |           |           |
| 備考 - 「白鳥」：全編成大阪 - 青森 - 「やくも」：付属編成Aは米子転回 - 予備車なしの編成は他の非充当編成から該当車を差し換えて充当 |          |          |          |          |          |          |           |           |           |           |           |           |
| ← 西鹿児島・宮崎・長崎・早岐・博多・浜田・米子（新潟）（青森・大阪）佐世保・大阪・新大阪・京都 → |          |          |          |          |          |          |           |           |           |           |           |           |
| 「白鳥」「やくも」充当車（55両） |          |          |          |          |          |          |           |           |           |           |           |           |
| キハ 82 | キロ 80  | キロ 80  | キシ 80  | キハ 80  | キハ 80  | キハ 82  | キハ 80   | キハ 82   | キハ 80   | キハ 80   | キハ 80   | キハ 82   |
| 基本編成 | 基本編成 | 基本編成 | 基本編成 | 基本編成 | 基本編成 | 基本編成 | 付属編成A | 付属編成A | 付属編成B | 付属編成B | 付属編成B | 付属編成B |
| 基本編成：5本組成4本充当 付属編成A：4本組成4本充当 付属編成B：3本組成2本「白鳥」のみ充当 |          |          |          |          |          |          |           |           |           |           |           |           |
| 「かもめ」「日向」「なは」充当車（65両） |          |          |          |          |          |          |           |           |           |           |           |           |
| キハ 82 | キロ 80  | キハ 80  | キハ 80  | キハ 80  | キハ 82  | キハ 82  | キロ 80   | キシ 80   | キハ 80   | キハ 80   | キハ 80   | キハ 82   |
| 付属編成 | 付属編成 | 付属編成 | 付属編成 | 付属編成 | 付属編成 | 基本編成 | 基本編成  | 基本編成  | 基本編成  | 基本編成  | 基本編成  | 基本編成  |
| 付属編成：5本組成4本「かもめ」佐世保発着・「日向」充当 基本編成：5本組成4本「かもめ」長崎発着・「なは」充当 |          |          |          |          |          |          |           |           |           |           |           |           |
| 「まつかぜ」充当車（30両） |          |          |          |          |          |          |           |           |           |           |           |           |
| キハ 82 | キロ 80  | キシ 80  | キハ 80  | キハ 80  | キハ 82  | キハ 80  | キハ 80   | キハ 82   | キハ 80   | キハ 80   | キハ 82   |           |
| 基本編成 | 基本編成 | 基本編成 | 基本編成 | 基本編成 | 基本編成 | 付属編成 | 付属編成  | 付属編成  | 付属編成  | 付属編成  | 付属編成  |           |
| 基本編成：3本組成2本博多発着充当 付属編成：2本組成2本米子転回充当 |          |          |          |          |          |          |           |           |           |           |           |           |

1971年4月26日から「白鳥」「やくも」は2両付属編成の連結位置を変更。さらに同年9月15日から「まつかぜ」と共通運用化を実施した。
| \| ← 博多・浜田・米子（新潟）（青森・大阪）大阪・新大阪・京都 → \| \| \| \| \| \| \| \| \| \| \| \| \| \| 「白鳥」 \| \| \| \| \| \| \| \| \| \| \| \| \| \| キハ 82 \| キハ 80 \| キハ 82 \| キロ 80 \| キロ 80 \| キシ 80 \| キハ 80 \| キハ 80 \| キハ 82 \| キハ 80 \| キハ 80 \| キハ 80 \| キハ 82 \| \| 付属編成A \| 付属編成A \| 基本編成 \| 基本編成 \| 基本編成 \| 基本編成 \| 基本編成 \| 基本編成 \| 基本編成 \| 付属編成B \| 付属編成B \| 付属編成B \| 付属編成B \| \| 「やくも」「まつかぜ」 \| \| \| \| \| \| \| \| \| \| \| \| \| \| キハ 82 \| キハ 80 \| キハ 82 \| キロ 80 \| キロ 80 \| キシ 80 \| キハ 80 \| キハ 80 \| キハ 82 \| キハ 80 \| キハ 80 \| キハ 82 \| \| \| 付属編成A \| 付属編成A \| 基本編成 \| 基本編成 \| 基本編成 \| 基本編成 \| 基本編成 \| 基本編成 \| 基本編成 \| 付属編成B \| 付属編成B \| 付属編成B \| \| \| 付属編成A+基本編成：「やくも」大阪・新大阪 - 浜田 「まつかぜ」京都 - 博多 付属編成B：「やくも」「まつかぜ」米子転回 \| \| \| \| \| \| \| \| \| \| \| \| \| |           |          |          |          |          |          |          |          |           |           |           |           |
| 備考 - 「白鳥」：全編成 大阪 - 青森 - 「まつかぜ」：1971年9月15日から変更実施 |           |          |          |          |          |          |          |          |           |           |           |           |
| ← 博多・浜田・米子（新潟）（青森・大阪）大阪・新大阪・京都 → |           |          |          |          |          |          |          |          |           |           |           |           |
| 「白鳥」 |           |          |          |          |          |          |          |          |           |           |           |           |
| キハ 82 | キハ 80   | キハ 82  | キロ 80  | キロ 80  | キシ 80  | キハ 80  | キハ 80  | キハ 82  | キハ 80   | キハ 80   | キハ 80   | キハ 82   |
| 付属編成A | 付属編成A | 基本編成 | 基本編成 | 基本編成 | 基本編成 | 基本編成 | 基本編成 | 基本編成 | 付属編成B | 付属編成B | 付属編成B | 付属編成B |
| 「やくも」「まつかぜ」 |           |          |          |          |          |          |          |          |           |           |           |           |
| キハ 82 | キハ 80   | キハ 82  | キロ 80  | キロ 80  | キシ 80  | キハ 80  | キハ 80  | キハ 82  | キハ 80   | キハ 80   | キハ 82   |           |
| 付属編成A | 付属編成A | 基本編成 | 基本編成 | 基本編成 | 基本編成 | 基本編成 | 基本編成 | 基本編成 | 付属編成B | 付属編成B | 付属編成B |           |
| 付属編成A+基本編成：「やくも」大阪・新大阪 - 浜田 「まつかぜ」京都 - 博多 付属編成B：「やくも」「まつかぜ」米子転回 |           |          |          |          |          |          |          |          |           |           |           |           |

本共通運用は1972年3月14日で終了し、以後「まつかぜ」は「かもめ」「なは」「日向」と共通の基本編成7両+付属編成6両での運用となった。
また、1975年までに電化の進展・山陽新幹線開業・系統整理などにより移管もしくは廃止となった列車を以下に示す。
「へいわ」
1961年10月1日より大阪 - 広島間で運転。山陽本線広島電化により東京 - 大阪間の「つばめ」1往復を田町電車区（→田町車両センター→現・東京総合車両センター田町センター）所属151系電車で区間延長する形での運転となり1962年6月9日で廃止。
「みどり」
1967年10月1日ダイヤ改正で大分編成は運転区間完全電化により南福岡電車区（現・南福岡車両区）へ運用移管し581系電車化。佐世保編成は「いそかぜ」に改称した上で宮崎編成との併結に変更。
「いそかぜ」
「かもめ」宮崎編成を独立させる形で1965年10月1日ダイヤ改正で運転開始。1967年10月1日ダイヤ改正で運転区間を大阪 - 宮崎・佐世保に変更。1968年10月1日ダイヤ改正で両編成とも食堂車不連結とした上で宮崎編成は「日向」に、佐世保編成は併結列車を「かもめ」長崎編成に変更し愛称を「かもめ」に改称し消滅。
なお本系列の近畿圏発九州地区発着列車は、福知山線・山陰本線経由の「まつかぜ」を除き、他の列車は山陽本線経由としており、下表に示す愛称遍歴がある。
| \| ダイヤ改正/発着駅 \| 博多 \| 長崎 \| 佐世保 \| 大分 \| 宮崎 \| 熊本 \| 西鹿児島 \| \| 1961,10.01 \| みどり \| かもめ \| \| \| かもめ \| \| \| \| 1964.03.20 \| みどり まつかぜ \| かもめ \| かもめ \| \| \| \| \| \| ----------------- \| --------------- \| ------ \| -------- \| ------------------- \| -------- \| ------ \| -------- \| \| 1964.10.01 \| まつかぜ \| かもめ \| みどり \| かもめ \| みどり \| \| \| \| 1965.10.01 \| まつかぜ \| かもめ \| みどり \| みどり （いそかぜ） \| いそかぜ \| \| かもめ \| \| 1967.10.01 \| まつかぜ \| かもめ \| いそかぜ \| \| いそかぜ \| かもめ \| \| \| 1968.10.01 \| まつかぜ \| かもめ \| かもめ \| 日向 \| なは \| \| \| \| 1973.10.01 \| まつかぜ \| かもめ \| かもめ \| 日向 \| \| \| \| \| 1974.04.25 \| まつかぜ \| かもめ \| かもめ \| \| \| \| \| \| 1975.03.10 \| まつかぜ \| \| \| \| \| \| \|                                                      |                 |        |          |                     |          |        |          |
| 備考 - 太字：原則6・7両の食堂車組込基本編成を充当 - 「まつかぜ」：1971年9月15日 - 1972年3月14日は2両付属+キロ80形2両組込7両基本で運転 - 「日向」：1973年10月1日 - 1974年4月24日は7両基本+3両付属で運転 - 「いそかぜ」：1968年10月1日ダイヤ改正で愛称消滅 - 1965年10月1日 - 1967年9月30日：付属編成は大分転回 - 宮崎発着編成：「日向」へ改称し「なは」へ改称した「かもめ」西鹿児島発着編成と併結 - 佐世保発着編成：「かもめ」へ改称し同列車長崎発着編成と併結 - 「みどり」熊本発着編成：1965年10月1日ダイヤ改正で481系電車化ならびに「つばめ」へ改称 - 「みどり」大分発着編成：1967年10月1日ダイヤ改正で581系電車化 - 「なは」：1973年10月1日ダイヤ改正で485系電車化 - 「日向」：1974年4月25日ダイヤ改正で485系電車化 - 「かもめ」「みどり」「日向」：1975年3月10日ダイヤ改正で廃止 - 「なは」：1975年3月10日ダイヤ改正で寝台列車化 - 「まつかぜ」：1985年3月14日ダイヤ改正でキハ181系へ置換え米子発着に運転区間短縮 |                 |        |          |                     |          |        |          |
| ダイヤ改正/発着駅 | 博多            | 長崎   | 佐世保   | 大分                | 宮崎     | 熊本   | 西鹿児島 |
| 1961,10.01 | みどり          | かもめ |          |                     | かもめ   |        |          |
| 1964.03.20 | みどり まつかぜ | かもめ | かもめ   |                     |          |        |          |
| 1964.10.01 | まつかぜ        | かもめ | みどり   | かもめ              | みどり   |        |          |
| 1965.10.01 | まつかぜ        | かもめ | みどり   | みどり （いそかぜ） | いそかぜ |        | かもめ   |
| 1967.10.01 | まつかぜ        | かもめ | いそかぜ |                     | いそかぜ | かもめ |          |
| 1968.10.01 | まつかぜ        | かもめ | かもめ   | 日向                | なは     |        |          |
| 1973.10.01 | まつかぜ        | かもめ | かもめ   | 日向                |          |        |          |
| 1974.04.25 | まつかぜ        | かもめ | かもめ   |                     |          |        |          |
| 1975.03.10 | まつかぜ        |        |          |                     |          |        |          |

「やくも」
1965年11月1日ダイヤ改正から新大阪 - 浜田間を福知山線経由で1往復運転開始。「まつかぜ」の補完列車でもあるが、東海道新幹線連絡特急としても設定されたために乗車率が高く、1970年3月1日ダイヤ改正では従来の7両編成からキロ80形2両組込となる「白鳥」用9両編成と共通運用を実施。さらに1971年4月26日から12両編成に増強された。
山陽新幹線岡山暫定開業に伴う1972年3月15日ダイヤ改正で本列車は「まつかぜ」1往復増発に統合され鳥取発着へ変更。愛称は岡山 - 米子・出雲市・益田の新幹線連絡特急へ継承され、車両運用を米子機関区所属のキハ181系へ移管した。
- 新大阪1200（1003D やくも）2022浜田0820（1004D やくも）1632新大阪

「ゆあみ」「はくぎん」
1971年10月9日より運転開始された新大阪・大阪 - 鳥取間で播但線を経由する臨時特急で「日向」「かもめ」佐世保編成用6両編成を充当。秋期は「ゆあみ」、冬期は「はくぎん」の愛称で運転されており、ダイヤはそれぞれ異なる。初の播但線特急であったが、1972年3月15日ダイヤ改正で同区間を運転する定期特急「はまかぜ」が運転開始されたために以後の臨時列車では愛称が「はまかぜ」に集約された。
- 新大阪1135（9005D ゆあみ）1606鳥取1240（9006D ゆあみ）1715新大阪
- 大阪0807（9005D はくぎん）1236鳥取1535（9006D はくぎん）2033新大阪

「白鳥」
1972年10月2日ダイヤ改正で運転区間完全電化により青森運転所（→青森車両センター→現・盛岡車両センター青森派出所）へ運用移管し485系電車化。余剰車は「あさしお」へ転用。
「なは」「日向」
1968年10月1日ダイヤ改正で「かもめ」西鹿児島編成と「いそかぜ」宮崎編成を統合改称して運転開始。1973年10月1日ダイヤ改正で「なは」485系電車化により運転分離。「日向」はキシ80形組込で単独運転となるものの1974年4月25日ダイヤ改正で運転区間完全電化により485系電車化を実施。
「かもめ」
1975年3月10日ダイヤ改正で山陽新幹線博多開業により廃止。
| 「はまかぜ」 |  | 「あさしお」 |
| 「はまかぜ」 |  | 「あさしお」 |

一方で対山陰地方へは非電化区間も多く、本系列による定期列車は1964年3月に運転区間を博多まで延長した「まつかぜ」1往復と浜田発着の「やくも」1往復が運転されていたが、山陽新幹線岡山暫定開業となった1972年3月15日以降は以下の山陰特急を担当した。
「まつかぜ」（福知山線経由）
従来から運転されていた博多発着1往復に加え、1972年3月15日ダイヤ改正で従来の「やくも」を統合する形で京都・大阪 - 鳥取1往復を増発し2往復化。
「はまかぜ」（播但線経由）
1972年3月15日ダイヤ改正で新大阪・大阪 - 倉吉・鳥取2往復を運転開始。食堂車は不連結。
「あさしお」（京都発着山陰本線経由）
1972年3月15日ダイヤ改正で鳥取発着の臨時列車として設定。同年10月2日ダイヤ改正で4往復定期列車化。米子発着ならびに倉吉発着各々1往復ずつ、城崎（現・城崎温泉）発着2往復を設定するが、そのうち1往復は綾部 - 豊岡間を舞鶴線・宮津線経由とした。1975年3月10日ダイヤ改正で食堂車の連結を中止。
「おき」（山陰本線・山口線経由）
1975年3月10日ダイヤ改正で米子発着の「はまかぜ」「あさしお」と共通運用を組む形で鳥取・米子 - 小郡（現・新山口）間で3往復運転開始。
1975年3月10日ダイヤ改正で「かもめ」が廃止されたことから、本所は上述した山陰本線関連4列車のみの運用となった。
1975年3月10日ダイヤ改正での向日町運転所編成別運用一覧
| \| ← 博多・米子・鳥取・倉吉・城崎（小郡）（米子・鳥取）大阪・新大阪・京都 → \| \| \| \| \| \| \| \| \| \| \| 「まつかぜ」博多発着編成（21両） \| \| \| \| \| \| \| \| \| \| \| キハ 82 \| キロ 80 \| キシ 80 \| キハ 80 \| キハ 80 \| キハ 80 \| キハ 82 \| \| \| \| \| 3本組成2本充当 \| \| \| \| \| \| \| \| \| \| \| その他の編成（60両） \| \| \| \| \| \| \| \| \| \| \| キハ 82 \| キロ 80 \| キハ 80 \| キハ 80 \| キハ 80 \| キハ 82 \| キハ 80 \| キハ 80 \| キハ 82 \| \| \| 8本組成6本充当 \| 8本組成6本充当 \| 8本組成6本充当 \| 8本組成6本充当 \| 8本組成6本充当 \| 8本組成6本充当 \| 4本組成3本充当 \| 4本組成3本充当 \| 4本組成3本充当 \| \| \| 「まつかぜ」博多発着鳥取転回編成（1往復）鳥取発着列車基本編成（1往復） 「あさしお」（4往復）「はまかぜ」（2往復）「おき」（3往復）基本編成 \| 「まつかぜ」博多発着鳥取転回編成（1往復）鳥取発着列車基本編成（1往復） 「あさしお」（4往復）「はまかぜ」（2往復）「おき」（3往復）基本編成 \| 「まつかぜ」博多発着鳥取転回編成（1往復）鳥取発着列車基本編成（1往復） 「あさしお」（4往復）「はまかぜ」（2往復）「おき」（3往復）基本編成 \| 「まつかぜ」博多発着鳥取転回編成（1往復）鳥取発着列車基本編成（1往復） 「あさしお」（4往復）「はまかぜ」（2往復）「おき」（3往復）基本編成 \| 「まつかぜ」博多発着鳥取転回編成（1往復）鳥取発着列車基本編成（1往復） 「あさしお」（4往復）「はまかぜ」（2往復）「おき」（3往復）基本編成 \| 「まつかぜ」博多発着鳥取転回編成（1往復）鳥取発着列車基本編成（1往復） 「あさしお」（4往復）「はまかぜ」（2往復）「おき」（3往復）基本編成 \| 「あさしお」（4往復）付属編成 \| 「あさしお」（4往復）付属編成 \| 「あさしお」（4往復）付属編成 \| \| \| 予備車（7両） \| \| \| \| \| \| \| \| \| \| \| キハ 82 \| キハ 82 \| キロ 80 \| キロ 80 \| キシ 80 \| キシ 80 \| キハ 82 \| \| \| \| \| 保留車（8両） \| \| \| \| \| \| \| \| \| \| \| キシ80 9 \| キシ80 11 \| キシ80 14 \| キシ80 15 \| キシ80 16 \| キシ80 25 \| キシ80 901 \| キシ80 902 \| \| \| | | | | | |                               |                               |                               |  |
| 備考 - 「あさしお」舞鶴線宮津線経由列車は綾部 - 西舞鶴・豊岡 - 城崎 逆編成 - キシ80形稼働・予備車：18 - 21・26（18は1976年2月に和歌山機関区へ転出） - キシ80形保留車：1975年4月 - 1976年2月に余剰老朽廃車 | | | | | |                               |                               |                               |  |
| ← 博多・米子・鳥取・倉吉・城崎（小郡）（米子・鳥取）大阪・新大阪・京都 → | | | | | |                               |                               |                               |  |
| 「まつかぜ」博多発着編成（21両） | | | | | |                               |                               |                               |  |
| キハ 82 | キロ 80 | キシ 80 | キハ 80 | キハ 80 | キハ 80 | キハ 82                       |                               |                               |  |
| 3本組成2本充当 | | | | | |                               |                               |                               |  |
| その他の編成（60両） | | | | | |                               |                               |                               |  |
| キハ 82 | キロ 80 | キハ 80 | キハ 80 | キハ 80 | キハ 82 | キハ 80                       | キハ 80                       | キハ 82                       |  |
| 8本組成6本充当 | 8本組成6本充当 | 8本組成6本充当 | 8本組成6本充当 | 8本組成6本充当 | 8本組成6本充当 | 4本組成3本充当                | 4本組成3本充当                | 4本組成3本充当                |  |
| 「まつかぜ」博多発着鳥取転回編成（1往復）鳥取発着列車基本編成（1往復） 「あさしお」（4往復）「はまかぜ」（2往復）「おき」（3往復）基本編成 | 「まつかぜ」博多発着鳥取転回編成（1往復）鳥取発着列車基本編成（1往復） 「あさしお」（4往復）「はまかぜ」（2往復）「おき」（3往復）基本編成 | 「まつかぜ」博多発着鳥取転回編成（1往復）鳥取発着列車基本編成（1往復） 「あさしお」（4往復）「はまかぜ」（2往復）「おき」（3往復）基本編成 | 「まつかぜ」博多発着鳥取転回編成（1往復）鳥取発着列車基本編成（1往復） 「あさしお」（4往復）「はまかぜ」（2往復）「おき」（3往復）基本編成 | 「まつかぜ」博多発着鳥取転回編成（1往復）鳥取発着列車基本編成（1往復） 「あさしお」（4往復）「はまかぜ」（2往復）「おき」（3往復）基本編成 | 「まつかぜ」博多発着鳥取転回編成（1往復）鳥取発着列車基本編成（1往復） 「あさしお」（4往復）「はまかぜ」（2往復）「おき」（3往復）基本編成 | 「あさしお」（4往復）付属編成 | 「あさしお」（4往復）付属編成 | 「あさしお」（4往復）付属編成 |  |
| 予備車（7両） | | | | | |                               |                               |                               |  |
| キハ 82 | キハ 82 | キロ 80 | キロ 80 | キシ 80 | キシ 80 | キハ 82                       |                               |                               |  |
| 保留車（8両） | | | | | |                               |                               |                               |  |
| キシ80 9 | キシ80 11 | キシ80 14 | キシ80 15 | キシ80 16 | キシ80 25 | キシ80 901                    | キシ80 902                    |                               |  |

1976年10月1日から「おき」は「つばさ」485系電車化によるキハ181系捻出車を尾久客車区から小郡機関区（現・下関総合車両所運用検修センター新山口支所）へ転出させ運用移管。余剰車は「ひだ」増発のため名古屋機関区へ12両、老朽車置換えのため和歌山機関区へ10両が転出した。また和歌山機関区との間では1978年10月にキシ80形後期製造車となる30・34の2両が転入し、引換に経年車の19・21を廃車する転配を実施した。
1982年7月1日には、伯備線電化による「やくも」381系電車化で余剰となった充当車の一部が米子機関区から、「おき」モノクラス化などによる編成組成変更での余剰車が小郡機関区から転入したキハ181系へ置換えと一部運用の米子移管を実施。本系列充当列車は大阪・新大阪 - 博多間の「まつかぜ」1往復のみとなり、従来はキシ80形のみに限定されていた余剰老朽廃車が座席車でも開始された。
| ← 博多・米子大阪・新大阪 → |          |          |          |          |          |          |          |          |
| キハ 82 | キロ 80  | キシ 80  | キハ 80  | キハ 80  | キハ 82  | キハ 80  | キハ 80  | キハ 82  |
| 基本編成 | 基本編成 | 基本編成 | 基本編成 | 基本編成 | 基本編成 | 付属編成 | 付属編成 | 付属編成 |
| 6両基本編成x2本充当：大阪0800（5D まつかぜ1）2055博多0812（6D まつかぜ4）2119新大阪 3両付属編成x1本充当：大阪0800（5D まつかぜ1）1334米子1538（6D まつかぜ4）2119新大阪 |          |          |          |          |          |          |          |          |

1985年3月14日ダイヤ改正で最後の定期運用をキハ181系へ置換えて終了。一部車両は函館・名古屋へ転出したが、波動輸送用として残存した車両は検査期限が切れた同年10月から1986年3月までに廃車となり配置が終了した。
向日町運転区所属車両転出入履歴一覧
| \| 新製 \| 新製 \| 新製 \| 新製 \| 新製 \| 新製 \| 新製 \| 新製 \| \| 年月 \| 年月 \| キハ82 \| キハ80 \| キロ80 \| キシ80 \| 備考 \| \| \| --------------- \| --------------- \| --------------------- \| ---------------------------------- \| --------------------- \| ------------- \| ---------------------------------------------------------------- \| ---- \| \| 1961年6月 - 9月 \| 1961年6月 - 9月 \| 8・9 18 - 23 26 - 43 \| 15・16・22 - 24 27・32・33 36 - 53 \| 9・11・13・14 19 - 27 \| 6 - 9 13 - 21 \| 「白鳥」青森編成 「かもめ」「まつかぜ」 「みどり」「へいわ」充当 \| \| \| 1963年3月・7月 \| 1963年3月・7月 \| \| 62 - 73 \| \| \| 基本編成7両化 \| \| \| 1964年2月 \| 1964年2月 \| 52 - 55 \| 82 - 85 \| 31・32 \| 25・26 \| 「まつかぜ」博多延長 \| \| \| 1964年8月 - 9月 \| 1964年8月 - 9月 \| 65 - 68 \| 96 - 104 \| 38 - 40 \| \| 「みどり」熊本・大分延長 \| \| \| 1965年6月 - 8月 \| 1965年6月 - 8月 \| 88 - 99 104 -107 \| 119 - 143・163 \| 53 - 58 \| \| 「いそかぜ」充当 「白鳥」編成変更 \| \| \| 転入 \| \| \| \| \| \| \| \| \| 年月 \| 前所属 \| キハ82 \| キハ80 \| キロ80 \| キシ80 \| 備考 \| \| \| 1963年4月 \| 尾久 \| 1 - 5 \| 13・14・17 - 19 \| 7・8 \| 2・3 \| 「白鳥」上野編成移管 \| \| \| 1965年10月 \| 盛岡 \| 10・11・14 15・24・25 \| 20・21・30・31 34・35・111・112 \| 10・12・16 \| 4・5・11 \| 「やくも」充当 \| \| \| 1968年9月 \| 山形 \| 82 - 85 \| 162 \| 50 \| \| 「まつかぜ」付属編成増強 \| \| \| 1968年9月 \| 尾久 \| 44・45・69 - 71 \| 3 - 6・54 - 56 59 - 61・74・75 \| 29・30 \| \| 転出車振替 \| \| \| 1968年12月 \| 尾久 \| 901 \| 901 \| \| 12・22 \| 転出車振替 \| \| \| 1970年2月 \| 尾久 \| 1・51 \| \| 8・18・41 \| \| 「やくも」増車 \| \| \| 1972年10月 \| 秋田 \| \| \| \| 901・902 \| 予備車増強 \| \| \| 1972年10月 \| 和歌山 \| 42 \| \| \| \| 予備車増強 \| \| \| 1974年4月 \| 鹿児島 \| \| \| \| 14 - 16 \| 予備車増強 \| \| \| 1978年10月 \| 和歌山 \| \| \| \| 30・34 \| 老朽車置換え \| \| \| 転出 \| \| \| \| \| \| \| \| \| 年月 \| 転出先 \| キハ82 \| キハ80 \| キロ80 \| キシ80 \| 備考 \| \| \| 1962年8月 \| 函館 \| 29・43 \| 36・47 \| 25 \| 13 \| 「おおぞら」釧路延長 \| \| \| 1965年10月 \| 金沢 \| 1 - 5・8 \| 13 - 19・22 \| 7 - 9 \| 2・3・6 \| 「はくたか」充当用 \| \| \| 1965年10月 \| 和歌山 \| 99 \| 142 \| \| \| 「くろしお」付属編成 \| \| \| 1967年10月 \| 和歌山 \| 26 - 32 \| 42 - 52 \| 21 - 23 \| \| 「くろしお」増発 \| \| \| 1967年10月 \| 鹿児島 \| 33 - 36 \| 37 - 41 \| 19・20 \| 14・15 \| 「有明」充当 \| \| \| 1968年10月 \| 鹿児島 \| 37 - 41 \| 53・96 - 101 \| 24・26 \| \| 「にちりん」充当 \| \| \| 1968年10月 \| 金沢 \| 9・18 \| 23・24・27 \| 11 \| \| 「ひだ」充当 \| \| \| 1968年10月 \| 和歌山 \| 42・65 \| 102 - 104 \| 27 \| \| 「くろしお」増発 \| \| \| 1968年12月 \| 鹿児島 \| \| \| \| 16・17 \| 「にちりん」用食堂車[注 126] \| \| \| 1970年2月 \| 和歌山 \| \| 60・61 \| \| 22 \| 「くろしお」増強 \| \| \| 1972年3月 \| 秋田 \| 24・901 \| 5・901 \| \| \| 「いなほ」「ひたち」9両化 \| \| \| 1972年3月 \| 札幌 \| 1・45・51 \| \| 9・18 \| 5・12 \| 「北斗」2往復充当 \| \| \| 1972年4月 \| 札幌 \| \| \| \| 4 \| 「北斗」2往復充当 \| \| \| 1973年9月 \| 札幌 \| 70・71 \| 55・56・75 \| 50 \| \| 「北斗」3往復化 \| \| \| 1974年4月 \| 札幌 \| 14・19 \| 20・34 \| \| 8 \| 運用共通化 \| \| \| 1974年4月 \| 函館 \| 69 \| \| \| \| 「おおぞら」旭川編成 \| \| \| 1974年4月 \| 鹿児島 \| \| 119・120・125 - 127 \| 40 \| \| 「おおよど」充当 \| \| \| 1976年10月 \| 和歌山 \| 82・84・88・89 \| 64・69 \| 41・53・55 \| 18 \| 老朽車置換え \| \| \| 1976年10月 \| 名古屋 \| 20・21・42 \| 21・30・35 62・63・66・67 \| 38・39 \| \| 「ひだ」3往復化 \| \| \| 1982年7月 \| 名古屋 \| 83・85・90 91・93・94 \| 136・138・162 \| \| \| 老朽車置換え \| \| \| 1985年4月 \| 名古屋 \| 96 - 98・105 \| 133 \| 56 \| \| 老朽車置換え \| \| \| 1985年5月 \| 函館 \| 95 \| 121・123・128 \| \| 26・34 \| 老朽車置換え \| \| \| 1985年9月 \| 名古屋 \| \| 129 \| 57・58 \| \| 老朽車置換え \| \| |                 |                       |                                    |                       |               |                                                                  |
| 備考 - キハ82 901：キロ80 1から改造竣工と同時に尾久から転入 - キハ80 901：キロ80 2から改造竣工と同時に尾久から転入 |                 |                       |                                    |                       |               |                                                                  |
| 新製 |                 |                       |                                    |                       |               |                                                                  |
| 年月 | 年月            | キハ82                | キハ80                             | キロ80                | キシ80        | 備考                                                             |
| 1961年6月 - 9月 | 1961年6月 - 9月 | 8・9 18 - 23 26 - 43  | 15・16・22 - 24 27・32・33 36 - 53 | 9・11・13・14 19 - 27 | 6 - 9 13 - 21 | 「白鳥」青森編成 「かもめ」「まつかぜ」 「みどり」「へいわ」充当 |
| 1963年3月・7月 | 1963年3月・7月  |                       | 62 - 73                            |                       |               | 基本編成7両化                                                    |
| 1964年2月 | 1964年2月       | 52 - 55               | 82 - 85                            | 31・32                | 25・26        | 「まつかぜ」博多延長                                             |
| 1964年8月 - 9月 | 1964年8月 - 9月 | 65 - 68               | 96 - 104                           | 38 - 40               |               | 「みどり」熊本・大分延長                                         |
| 1965年6月 - 8月 | 1965年6月 - 8月 | 88 - 99 104 -107      | 119 - 143・163                     | 53 - 58               |               | 「いそかぜ」充当 「白鳥」編成変更                                |
| 転入 |                 |                       |                                    |                       |               |                                                                  |
| 年月 | 前所属          | キハ82                | キハ80                             | キロ80                | キシ80        | 備考                                                             |
| 1963年4月 | 尾久            | 1 - 5                 | 13・14・17 - 19                    | 7・8                  | 2・3          | 「白鳥」上野編成移管                                             |
| 1965年10月 | 盛岡            | 10・11・14 15・24・25 | 20・21・30・31 34・35・111・112    | 10・12・16            | 4・5・11      | 「やくも」充当                                                   |
| 1968年9月 | 山形            | 82 - 85               | 162                                | 50                    |               | 「まつかぜ」付属編成増強                                         |
| 1968年9月 | 尾久            | 44・45・69 - 71       | 3 - 6・54 - 56 59 - 61・74・75     | 29・30                |               | 転出車振替                                                       |
| 1968年12月 | 尾久            | 901                   | 901                                |                       | 12・22        | 転出車振替                                                       |
| 1970年2月 | 尾久            | 1・51                 |                                    | 8・18・41             |               | 「やくも」増車                                                   |
| 1972年10月 | 秋田            |                       |                                    |                       | 901・902      | 予備車増強                                                       |
| 1972年10月 | 和歌山          | 42                    |                                    |                       |               | 予備車増強                                                       |
| 1974年4月 | 鹿児島          |                       |                                    |                       | 14 - 16       | 予備車増強                                                       |
| 1978年10月 | 和歌山          |                       |                                    |                       | 30・34        | 老朽車置換え                                                     |
| 転出 |                 |                       |                                    |                       |               |                                                                  |
| 年月 | 転出先          | キハ82                | キハ80                             | キロ80                | キシ80        | 備考                                                             |
| 1962年8月 | 函館            | 29・43                | 36・47                             | 25                    | 13            | 「おおぞら」釧路延長                                             |
| 1965年10月 | 金沢            | 1 - 5・8              | 13 - 19・22                        | 7 - 9                 | 2・3・6       | 「はくたか」充当用                                               |
| 1965年10月 | 和歌山          | 99                    | 142                                |                       |               | 「くろしお」付属編成                                             |
| 1967年10月 | 和歌山          | 26 - 32               | 42 - 52                            | 21 - 23               |               | 「くろしお」増発                                                 |
| 1967年10月 | 鹿児島          | 33 - 36               | 37 - 41                            | 19・20                | 14・15        | 「有明」充当                                                     |
| 1968年10月 | 鹿児島          | 37 - 41               | 53・96 - 101                       | 24・26                |               | 「にちりん」充当                                                 |
| 1968年10月 | 金沢            | 9・18                 | 23・24・27                         | 11                    |               | 「ひだ」充当                                                     |
| 1968年10月 | 和歌山          | 42・65                | 102 - 104                          | 27                    |               | 「くろしお」増発                                                 |
| 1968年12月 | 鹿児島          |                       |                                    |                       | 16・17        | 「にちりん」用食堂車                                             |
| 1970年2月 | 和歌山          |                       | 60・61                             |                       | 22            | 「くろしお」増強                                                 |
| 1972年3月 | 秋田            | 24・901               | 5・901                             |                       |               | 「いなほ」「ひたち」9両化                                        |
| 1972年3月 | 札幌            | 1・45・51             |                                    | 9・18                 | 5・12         | 「北斗」2往復充当                                                |
| 1972年4月 | 札幌            |                       |                                    |                       | 4             | 「北斗」2往復充当                                                |
| 1973年9月 | 札幌            | 70・71                | 55・56・75                         | 50                    |               | 「北斗」3往復化                                                  |
| 1974年4月 | 札幌            | 14・19                | 20・34                             |                       | 8             | 運用共通化                                                       |
| 1974年4月 | 函館            | 69                    |                                    |                       |               | 「おおぞら」旭川編成                                             |
| 1974年4月 | 鹿児島          |                       | 119・120・125 - 127                | 40                    |               | 「おおよど」充当                                                 |
| 1976年10月 | 和歌山          | 82・84・88・89        | 64・69                             | 41・53・55            | 18            | 老朽車置換え                                                     |
| 1976年10月 | 名古屋          | 20・21・42            | 21・30・35 62・63・66・67          | 38・39                |               | 「ひだ」3往復化                                                  |
| 1982年7月 | 名古屋          | 83・85・90 91・93・94 | 136・138・162                      |                       |               | 老朽車置換え                                                     |
| 1985年4月 | 名古屋          | 96 - 98・105          | 133                                | 56                    |               | 老朽車置換え                                                     |
| 1985年5月 | 函館            | 95                    | 121・123・128                      |                       | 26・34        | 老朽車置換え                                                     |
| 1985年9月 | 名古屋          |                       | 129                                | 57・58                |               | 老朽車置換え                                                     |

#### 和歌山機関区（天ワカ）
1965年1月にキロ80形2両組込の7両編成x2本と予備車6両の計20両が新製配置され、同年3月1日ダイヤ改正で運転開始された名古屋 - 天王寺間を紀勢本線経由する「くろしお」と間合い運用で名古屋 - 東和歌山（現・和歌山）間を関西本線・阪和線経由する「あすか」に充当された。
- 東和歌山0710（4D あすか）1050名古屋1200（1D くろしお）2040天王寺…東和歌山
- 東和歌山…天王寺0910（2D くろしお）1800名古屋1900（3D あすか）2240東和歌山

同年7月にはキロ80 59・60を新製配置、10月1日付で向日町運転所からキハ82 99・キハ80 142が転入し、10月1日よりキロ80+キハ80+キハ82の付属編成として「くろしお」新宮転回運用に充当された。
「くろしお」「あすか」編成組成
| \| 1965年10月1日 - 1967年9月30日 \| 1965年10月1日 - 1967年9月30日 \| 1965年10月1日 - 1967年9月30日 \| 1965年10月1日 - 1967年9月30日 \| 1965年10月1日 - 1967年9月30日 \| 1965年10月1日 - 1967年9月30日 \| 1965年10月1日 - 1967年9月30日 \| 1965年10月1日 - 1967年9月30日 \| 1965年10月1日 - 1967年9月30日 \| 1965年10月1日 - 1967年9月30日 \| \| -------------------------------- \| ----------------------------- \| ----------------------------- \| ----------------------------- \| ----------------------------- \| ----------------------------- \| ----------------------------- \| ----------------------------- \| ----------------------------- \| ----------------------------- \| \| ← 亀山・東和歌山名古屋・天王寺 → \| \| \| \| \| \| \| \| \| \| \| 1 \| 2 \| 3 \| 4 \| 5 \| 6 \| 7 \| 8 \| 9 \| 10 \| \| キハ 82 \| キロ 80 \| キロ 80 \| キシ 80 \| キハ 80 \| キハ 80 \| キハ 82 \| キロ 80 \| キハ 80 \| キハ 82 \| \| 基本編成 \| 基本編成 \| 基本編成 \| 基本編成 \| 基本編成 \| 基本編成 \| 基本編成 \| 付属編成 \| 付属編成 \| 付属編成 \| |          |          |          |          |          |          |          |          |          |
| 備考 - 「くろしお」亀山 - 名古屋 逆編成 - 付属編成：「くろしお」天王寺 - 新宮 連結 - 「あすか」：1966年より食堂車営業休止 |          |          |          |          |          |          |          |          |          |
| 1965年10月1日 - 1967年9月30日 |          |          |          |          |          |          |          |          |          |
| ← 亀山・東和歌山名古屋・天王寺 → |          |          |          |          |          |          |          |          |          |
| 1 | 2        | 3        | 4        | 5        | 6        | 7        | 8        | 9        | 10       |
| キハ 82 | キロ 80  | キロ 80  | キシ 80  | キハ 80  | キハ 80  | キハ 82  | キロ 80  | キハ 80  | キハ 82  |
| 基本編成 | 基本編成 | 基本編成 | 基本編成 | 基本編成 | 基本編成 | 基本編成 | 付属編成 | 付属編成 | 付属編成 |

一方「あすか」は車両運用の都合を優先したダイヤ設定で、運転時間短縮のため阪和貨物線八尾 - 杉本町間を経由としたことから、ターミナル駅である天王寺即ち大阪市へのアクセスがなく、さらに「あすか」とほぼ同時間帯に湊町（現・JR難波）発着の急行「かすが」が続行運転されていた上に並行する東海道新幹線や近鉄名阪特急を乗換利用した方が速達性に優位であったことなど、利用者のニーズに合わず低い利用率がネックになった。これに対して1966年には食堂車営業休止と自由席設定を行ったが、利用低迷に歯止めがかからず1967年10月1日ダイヤ改正で廃止された。
当区は同改正で「くろしお」専従の車両基地となり、付属編成廃止の見直しでキシ80形不連結の6両編成x3本を組成し新宮発着2往復を増発した。1970年3月1日ダイヤ改正で尾久・向日町からの転入車により、新宮発着編成にキシ80形組込が行われたほか、名古屋発着列車に普通車3両の新宮転回付属編成が復活。さらに同年10月1日ダイヤ改正で鹿児島運転所からの転入車により新宮発着列車が1往復増発された。
「くろしお」1970年3月1日 - 1972年10月1日編成組成
| \| 名古屋発着編成 \| 名古屋発着編成 \| 名古屋発着編成 \| 名古屋発着編成 \| 名古屋発着編成 \| 名古屋発着編成 \| 名古屋発着編成 \| 名古屋発着編成 \| 名古屋発着編成 \| 名古屋発着編成 \| \| ---------------------- \| -------------- \| -------------- \| -------------- \| -------------- \| -------------- \| -------------- \| -------------- \| -------------- \| -------------- \| \| ← 亀山名古屋・天王寺 → \| \| \| \| \| \| \| \| \| \| \| 1 \| 2 \| 3 \| 4 \| 5 \| 6 \| 7 \| 8 \| 9 \| 10 \| \| キハ 82 \| キロ 80 \| キロ 80 \| キシ 80 \| キハ 80 \| キハ 80 \| キハ 82 \| キハ 80 \| キハ 80 \| キハ 82 \| \| 基本編成 \| 基本編成 \| 基本編成 \| 基本編成 \| 基本編成 \| 基本編成 \| 基本編成 \| 付属編成 \| 付属編成 \| 付属編成 \| \| 新宮発着編成 \| \| \| \| \| \| \| \| \| \| \| ← 新宮天王寺 → \| \| \| \| \| \| \| \| \| \| \| 1 \| 2 \| 3 \| 4 \| 5 \| 6 \| 7 \| \| \| \| \| キハ 82 \| キロ 80 \| キシ 80 \| キハ 80 \| キハ 80 \| キハ 80 \| キハ 82 \| \| \| \| |          |          |          |          |          |          |          |          |          |
| 備考 - 亀山 - 名古屋 逆編成 - 名古屋発着付属編成：天王寺 - 新宮 連結 |          |          |          |          |          |          |          |          |          |
| 名古屋発着編成 |          |          |          |          |          |          |          |          |          |
| ← 亀山名古屋・天王寺 → |          |          |          |          |          |          |          |          |          |
| 1 | 2        | 3        | 4        | 5        | 6        | 7        | 8        | 9        | 10       |
| キハ 82 | キロ 80  | キロ 80  | キシ 80  | キハ 80  | キハ 80  | キハ 82  | キハ 80  | キハ 80  | キハ 82  |
| 基本編成 | 基本編成 | 基本編成 | 基本編成 | 基本編成 | 基本編成 | 基本編成 | 付属編成 | 付属編成 | 付属編成 |
| 新宮発着編成 |          |          |          |          |          |          |          |          |          |
| ← 新宮天王寺 → |          |          |          |          |          |          |          |          |          |
| 1 | 2        | 3        | 4        | 5        | 6        | 7        |          |          |          |
| キハ 82 | キロ 80  | キシ 80  | キハ 80  | キハ 80  | キハ 80  | キハ 82  |          |          |          |

| キハ81 5「くろしお」 |  | 「くろしお」付属編成白浜駅留置中  |
| キハ81 5「くろしお」 |  | 「くろしお」付属編成 白浜駅留置中 |

1972年10月2日ダイヤ改正では秋田機関区から485系電車への置換えで余剰となった1960年製造車10両が転入。この中にはキハ81形6両が含まれており、名古屋発着基本編成の天王寺方と専用付属編成の名古屋方に組成された。同改正では前後にキハ82形が組成される白浜・新宮発着編成もキロ80形2両組込とされたほか、一部列車を除き増結される付属編成は全区間併結もしくは白浜転回とされた。また1973年10月1日ダイヤ改正で関西本線河原田 - 紀勢本線津間を同年9月1日に開業した伊勢線経由へ変更したことから、名古屋発着列車は従来は亀山で行っていたスイッチバックが解消されるとともに15分程度の運転時間短縮が実施された。

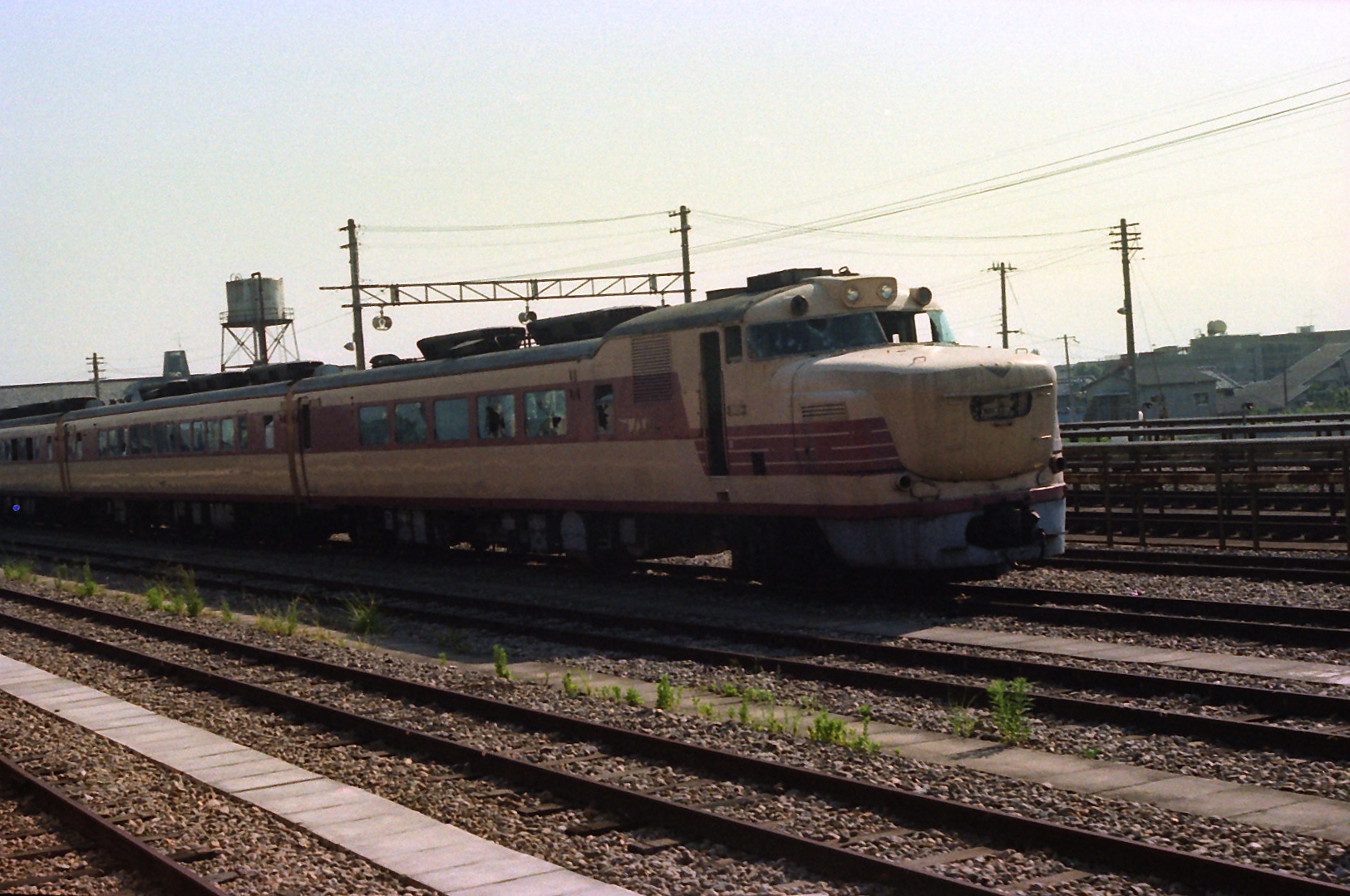
キハ80系初期車
天理駅構内での留置

「くろしお」1975年3月10日ダイヤ改正編成組成
| \| 名古屋発着編成 \| 名古屋発着編成 \| 名古屋発着編成 \| 名古屋発着編成 \| 名古屋発着編成 \| 名古屋発着編成 \| 名古屋発着編成 \| 名古屋発着編成 \| 名古屋発着編成 \| 名古屋発着編成 \| \| -------------------- \| -------------- \| -------------- \| -------------- \| -------------- \| -------------- \| -------------- \| -------------- \| -------------- \| -------------- \| \| ← 名古屋天王寺 → \| \| \| \| \| \| \| \| \| \| \| 1 \| 2 \| 3 \| 4 \| 5 \| 6 \| 7 \| 8 \| 9 \| 10 \| \| キハ 81 \| キロ 80 \| キロ 80 \| キシ 80 \| キハ 80 \| キハ 80 \| キハ 82 \| キハ 80 \| キハ 80 \| キハ 81 \| \| 基本編成 \| 基本編成 \| 基本編成 \| 基本編成 \| 基本編成 \| 基本編成 \| 基本編成 \| 付属編成 \| 付属編成 \| 付属編成 \| \| 新宮・白浜発着編成 \| \| \| \| \| \| \| \| \| \| \| ← 新宮・白浜天王寺 → \| \| \| \| \| \| \| \| \| \| \| 1 \| 2 \| 3 \| 4 \| 5 \| 6 \| 7 \| 8 \| 9 \| 10 \| \| キハ 82 \| キロ 80 \| キロ 80 \| キシ 80 \| キハ 80 \| キハ 80 \| キハ 82 \| キハ 80 \| キハ 80 \| キハ 82 \| \| 基本編成 \| 基本編成 \| 基本編成 \| 基本編成 \| 基本編成 \| 基本編成 \| 基本編成 \| 付属編成 \| 付属編成 \| 付属編成 \| |          |          |          |          |          |          |          |          |          |
| 備考 - 名古屋発着列車：全編成全区間運転 - 新宮・白浜発着列車：付属編成連結区間は下表参照 - 新宮・白浜発着列車の一部は食堂車営業休止 |          |          |          |          |          |          |          |          |          |
| 名古屋発着編成 |          |          |          |          |          |          |          |          |          |
| ← 名古屋天王寺 → |          |          |          |          |          |          |          |          |          |
| 1 | 2        | 3        | 4        | 5        | 6        | 7        | 8        | 9        | 10       |
| キハ 81 | キロ 80  | キロ 80  | キシ 80  | キハ 80  | キハ 80  | キハ 82  | キハ 80  | キハ 80  | キハ 81  |
| 基本編成 | 基本編成 | 基本編成 | 基本編成 | 基本編成 | 基本編成 | 基本編成 | 付属編成 | 付属編成 | 付属編成 |
| 新宮・白浜発着編成 |          |          |          |          |          |          |          |          |          |
| ← 新宮・白浜天王寺 → |          |          |          |          |          |          |          |          |          |
| 1 | 2        | 3        | 4        | 5        | 6        | 7        | 8        | 9        | 10       |
| キハ 82 | キロ 80  | キロ 80  | キシ 80  | キハ 80  | キハ 80  | キハ 82  | キハ 80  | キハ 80  | キハ 82  |
| 基本編成 | 基本編成 | 基本編成 | 基本編成 | 基本編成 | 基本編成 | 基本編成 | 付属編成 | 付属編成 | 付属編成 |

1975年3月10日ダイヤ改正「くろしお」発着駅一覧
| \| 天王寺発上り \| 天王寺発上り \| 天王寺発上り \| 天王寺発上り \| 天王寺行下り \| 天王寺行下り \| 天王寺行下り \| 天王寺行下り \| \| 号 \| 基本編成 \| 付属編成 \| 備考 \| 号 \| 基本編成 \| 付属編成 \| 備考 \| \| ------------ \| ------------ \| ------------ \| -------------- \| ------------ \| ------------ \| ------------ \| ------------ \| \| 1 \| 白浜 \| \| \| 1 \| 新宮 \| \| \| \| 2 \| 名古屋 \| 名古屋 \| 両端キハ81形 \| 2 \| 白浜 \| \| \| \| 3 \| 新宮 \| 白浜 \| \| 3 \| 新宮 \| 新宮 \| 日曜運転 \| \| 4 \| 新宮 \| 白浜 \| 土曜運転 \| 4 \| 新宮 \| 白浜 \| \| \| 5 \| 新宮 \| 白浜/新宮 \| 付属土曜は新宮 \| 5 \| 名古屋 \| 名古屋 \| 両端キハ81形 \| \| 6 \| 新宮 \| \| \| 6 \| 新宮 \| 白浜 \| \| \| 51 \| 紀伊勝浦 \| \| 臨時列車 \| 51 \| 紀伊勝浦 \| \| 臨時列車 \| \| 52 \| 白浜 \| \| 臨時列車 \| \| \| \| \| 備考 - 一部列車は食堂車営業休止 - 52号は片道運転 |              |              |                |              |              |              |              |
| 天王寺発上り | 天王寺発上り | 天王寺発上り | 天王寺発上り   | 天王寺行下り | 天王寺行下り | 天王寺行下り | 天王寺行下り |
| 号 | 基本編成     | 付属編成     | 備考           | 号           | 基本編成     | 付属編成     | 備考         |
| 1 | 白浜         |              |                | 1            | 新宮         |              |              |
| 2 | 名古屋       | 名古屋       | 両端キハ81形   | 2            | 白浜         |              |              |
| 3 | 新宮         | 白浜         |                | 3            | 新宮         | 新宮         | 日曜運転     |
| 4 | 新宮         | 白浜         | 土曜運転       | 4            | 新宮         | 白浜         |              |
| 5 | 新宮         | 白浜/新宮    | 付属土曜は新宮 | 5            | 名古屋       | 名古屋       | 両端キハ81形 |
| 6 | 新宮         |              |                | 6            | 新宮         | 白浜         |              |
| 51 | 紀伊勝浦     |              | 臨時列車       | 51           | 紀伊勝浦     |              | 臨時列車     |
| 52 | 白浜         |              | 臨時列車       |              |              |              |              |

1975年3月10日ダイヤ改正で「くろしお」は当初の1往復から定期5往復・土曜/日曜1往復・臨時1.5往復まで増発されたが、1976年2月20日付でキシ80 17が廃車。同年秋に「おき」充当車をキハ181系に置換えて余剰となった向日町から10両が転入、引換にキハ81 1・2・4・6 キハ80 11・12 キロ80 3・4・23の9両が休車となり、名古屋発着列車基本編成ではキハ81形をキハ82形へ差し替え。休車の一部は天理駅構内での留置を経て1977年12月23日付で廃車された。
1978年1月からは減車を含む以下の編成組成変更を実施。
| \| 名古屋発着（下り5号・上り2号）編成 \| 名古屋発着（下り5号・上り2号）編成 \| 名古屋発着（下り5号・上り2号）編成 \| 名古屋発着（下り5号・上り2号）編成 \| 名古屋発着（下り5号・上り2号）編成 \| 名古屋発着（下り5号・上り2号）編成 \| 名古屋発着（下り5号・上り2号）編成 \| 名古屋発着（下り5号・上り2号）編成 \| 名古屋発着（下り5号・上り2号）編成 \| \| ------------------------------------------------------ \| ---------------------------------- \| ---------------------------------- \| ---------------------------------- \| ---------------------------------- \| ---------------------------------- \| ---------------------------------- \| ---------------------------------- \| ---------------------------------- \| \| ← 名古屋天王寺 → \| \| \| \| \| \| \| \| \| \| 1 \| 2 \| 4 \| 5 \| 6 \| 7 \| 8 \| 9 \| 10 \| \| キハ 82 \| キロ 80 \| キシ 80 \| キハ 80 \| キハ 80 \| キハ 80 \| キハ 82 \| キロ 80 \| キハ 81 \| \| 基本編成 \| 基本編成 \| 基本編成 \| 基本編成 \| 基本編成 \| 基本編成 \| 基本編成 \| 付属編成 \| 付属編成 \| \| 新宮・白浜発着編成 \| \| \| \| \| \| \| \| \| \| ← 新宮・白浜天王寺 → \| \| \| \| \| \| \| \| \| \| 1 \| 2 \| 4 \| 5 \| 6 \| 7 \| 8 \| 9 \| 10 \| \| キハ 82 \| キロ 80 \| キシ 80 \| キハ 80 \| キハ 80 \| キハ 80 \| キハ 82 \| キロ 80 \| キハ 82 \| \| 基本編成 \| 基本編成 \| 基本編成 \| 基本編成 \| 基本編成 \| 基本編成 \| 基本編成 \| 付属編成 \| 付属編成 \| \| 下り3号（日曜運転）・上り4号（土曜運転）・上下51号編成 \| \| \| \| \| \| \| \| \| \| ← 紀伊勝浦・新宮天王寺 → \| \| \| \| \| \| \| \| \| \| 1 \| 2 \| 3 \| 5 \| 6 \| 7 \| \| \| \| \| キハ 82 \| キロ 80 \| キロ 80 \| キハ 80 \| キハ 80 \| キハ 82 \| \| \| \| |          |          |          |          |          |          |          |          |
| 備考 - 基本編成から除外されたキロ80形・キシ80形は欠車扱い - 付属編成：多客期のみ連結 - 新宮発着列車の白浜転回付属編成連結対象は下り1・4・6号 上り3・5・6号 - 白浜発着の下り2号・上り1号は付属編成不連結ならびに食堂車営業休止 |          |          |          |          |          |          |          |          |
| 名古屋発着（下り5号・上り2号）編成 |          |          |          |          |          |          |          |          |
| ← 名古屋天王寺 → |          |          |          |          |          |          |          |          |
| 1 | 2        | 4        | 5        | 6        | 7        | 8        | 9        | 10       |
| キハ 82 | キロ 80  | キシ 80  | キハ 80  | キハ 80  | キハ 80  | キハ 82  | キロ 80  | キハ 81  |
| 基本編成 | 基本編成 | 基本編成 | 基本編成 | 基本編成 | 基本編成 | 基本編成 | 付属編成 | 付属編成 |
| 新宮・白浜発着編成 |          |          |          |          |          |          |          |          |
| ← 新宮・白浜天王寺 → |          |          |          |          |          |          |          |          |
| 1 | 2        | 4        | 5        | 6        | 7        | 8        | 9        | 10       |
| キハ 82 | キロ 80  | キシ 80  | キハ 80  | キハ 80  | キハ 80  | キハ 82  | キロ 80  | キハ 82  |
| 基本編成 | 基本編成 | 基本編成 | 基本編成 | 基本編成 | 基本編成 | 基本編成 | 付属編成 | 付属編成 |
| 下り3号（日曜運転）・上り4号（土曜運転）・上下51号編成 |          |          |          |          |          |          |          |          |
| ← 紀伊勝浦・新宮天王寺 → |          |          |          |          |          |          |          |          |
| 1 | 2        | 3        | 5        | 6        | 7        |          |          |          |
| キハ 82 | キロ 80  | キロ 80  | キハ 80  | キハ 80  | キハ 82  |          |          |          |

同年10月2日ダイヤ改正では紀勢本線新宮電化により運転系統を同駅で分断し、「くろしお」は381系電車化され、同区の本系列は定期運用を終了。名古屋・向日町・鹿児島へ転出した車両を除いた62両が翌1979年10月までに廃車となった。
和歌山機関区所属車両転出入履歴一覧
| \| 新製 \| 新製 \| 新製 \| 新製 \| 新製 \| 新製 \| 新製 \| 新製 \| \| 年月 \| 年月 \| キハ82 \| キハ80 \| キロ80 \| キシ80 \| 備考 \| \| \| ---------- \| --------- \| ------------------------------ \| ------------------------------------------- \| ---------------------- \| ------------ \| --------------------------------- \| ---- \| \| 1965年1月 \| 1965年1月 \| 72 - 77 \| 113 - 118 \| 43 - 47 \| 32 - 34 \| 充当開始 \| \| \| 1965年7月 \| 1965年7月 \| \| \| 59・60 \| \| 付属編成組成 \| \| \| 転入 \| \| \| \| \| \| \| \| \| 年月 \| 前所属 \| キハ82 (キハ81) \| キハ80 \| キロ80 \| キシ80 \| 備考 \| \| \| 1965年10月 \| 向日町 \| 99 \| 142 \| \| \| 付属編成組成 \| \| \| 1967年10月 \| 向日町 \| 26 - 32 \| 42 - 52 \| 21 - 23 \| \| 3往復化 \| \| \| 1968年10月 \| 向日町 \| 42・65 \| 102 - 104 \| 27 \| \| 5.5往復化 \| \| \| 1970年2月 \| 向日町 \| \| 60・61 \| \| 22 \| 新宮・白浜編成 食堂車組込 \| \| \| 1970年2月 \| 尾久 \| 2・3・8 \| 13 - 15 \| \| 3・6・24・30 \| 新宮・白浜編成 食堂車組込 \| \| \| 1970年9月 \| 鹿児島 \| 902 \| \| 24 \| 17 \| 6往復化 \| \| \| 1972年10月 \| 秋田 \| (1 - 6) \| 11・12 \| 3・4 \| \| 臨時1往復増発 \| \| \| 1972年10月 \| 向日町 \| \| 60・61 \| \| 22 \| 臨時1往復増発 \| \| \| 1976年10月 \| 向日町 \| 82・84・88・89 \| 64・69 \| 41・53・55 \| 18 \| 老朽車置換え \| \| \| 転出 \| \| \| \| \| \| \| \| \| 年月 \| 転出先 \| キハ82 \| キハ80 \| キロ80 \| キシ80 \| 備考 \| \| \| 1972年3月 \| 秋田 \| 902[注 100] \| \| \| \| 「いなほ」「ひたち」9両化 \| \| \| 1972年10月 \| 向日町 \| 42 \| \| \| \| 予備車増強 \| \| \| 1972年10月 \| 鹿児島 \| 2 \| \| \| \| 「にちりん」付属編成 \| \| \| 1978年10月 \| 鹿児島 \| 27・30・31 \| 50・52 \| 30・41 \| \| 老朽車置換え \| \| \| 1978年10月 \| 向日町 \| \| \| \| 30・34 \| 老朽車置換え \| \| \| 1978年10月 \| 名古屋 \| 65・72 - 77・82 84・88・89・99 \| 51・60・61・64 69・102 - 104 113 - 118・142 \| 43 - 47・53 55・59・60 \| \| 「ひだ」4往復化 「南紀」3往復充当 \| \| |           |                                |                                             |                        |              |                                   |
| 備考 - 「あすか」1967年9月30日廃止 |           |                                |                                             |                        |              |                                   |
| 新製 |           |                                |                                             |                        |              |                                   |
| 年月 | 年月      | キハ82                         | キハ80                                      | キロ80                 | キシ80       | 備考                              |
| 1965年1月 | 1965年1月 | 72 - 77                        | 113 - 118                                   | 43 - 47                | 32 - 34      | 充当開始                          |
| 1965年7月 | 1965年7月 |                                |                                             | 59・60                 |              | 付属編成組成                      |
| 転入 |           |                                |                                             |                        |              |                                   |
| 年月 | 前所属    | キハ82 (キハ81)                | キハ80                                      | キロ80                 | キシ80       | 備考                              |
| 1965年10月 | 向日町    | 99                             | 142                                         |                        |              | 付属編成組成                      |
| 1967年10月 | 向日町    | 26 - 32                        | 42 - 52                                     | 21 - 23                |              | 3往復化                           |
| 1968年10月 | 向日町    | 42・65                         | 102 - 104                                   | 27                     |              | 5.5往復化                         |
| 1970年2月 | 向日町    |                                | 60・61                                      |                        | 22           | 新宮・白浜編成 食堂車組込         |
| 1970年2月 | 尾久      | 2・3・8                        | 13 - 15                                     |                        | 3・6・24・30 | 新宮・白浜編成 食堂車組込         |
| 1970年9月 | 鹿児島    | 902                            |                                             | 24                     | 17           | 6往復化                           |
| 1972年10月 | 秋田      | (1 - 6)                        | 11・12                                      | 3・4                   |              | 臨時1往復増発                     |
| 1972年10月 | 向日町    |                                | 60・61                                      |                        | 22           | 臨時1往復増発                     |
| 1976年10月 | 向日町    | 82・84・88・89                 | 64・69                                      | 41・53・55             | 18           | 老朽車置換え                      |
| 転出 |           |                                |                                             |                        |              |                                   |
| 年月 | 転出先    | キハ82                         | キハ80                                      | キロ80                 | キシ80       | 備考                              |
| 1972年3月 | 秋田      | 902                            |                                             |                        |              | 「いなほ」「ひたち」9両化         |
| 1972年10月 | 向日町    | 42                             |                                             |                        |              | 予備車増強                        |
| 1972年10月 | 鹿児島    | 2                              |                                             |                        |              | 「にちりん」付属編成              |
| 1978年10月 | 鹿児島    | 27・30・31                     | 50・52                                      | 30・41                 |              | 老朽車置換え                      |
| 1978年10月 | 向日町    |                                |                                             |                        | 30・34       | 老朽車置換え                      |
| 1978年10月 | 名古屋    | 65・72 - 77・82 84・88・89・99 | 51・60・61・64 69・102 - 104 113 - 118・142 | 43 - 47・53 55・59・60 |              | 「ひだ」4往復化 「南紀」3往復充当 |

#### 鹿児島運転所（鹿カコ）
1967年10月1日改正で門司港 - 西鹿児島（現・鹿児島中央）間に鹿児島本線経由の特急「有明」が7両基本編成で運転開始。このため向日町運転所からの13両転入により配置が開始された。翌1968年10月1日ダイヤ改正では向日町からさらに16両が転入し、日豊本線経由で博多発着となる「にちりん」にも充当された。1970年3月には秋田機関区からキハ82 901が、尾久客車区からキハ80 110が転入し、「有明」へ2両付属編成増結が実施された。
- 西鹿児島1650（12D 有明）2254門司港0700（11D 有明）1315西鹿児島
- 西鹿児島1145（2012D にちりん）2034博多0735（2011D にちりん）1619西鹿児島

- 「有明」7両基本編成+2両付属編成x1本 「にちりん」7両基本編成x2本 充当

しかし同年10月に鹿児島本線全線電化で「有明」は電車化。6両が函館運転所へ、3両が和歌山機関区へ転出し。同所の運用は「にちりん」専従となり、同時に付属編成2両の増結を開始したが、車両検修スケジュールと予備車確保の問題から、1972年10月1日ダイヤ改正で和歌山機関区からキハ82 2が、秋田機関区からキハ80 901が転入するまで、博多行が月・水・金、西鹿児島行が火・木・土は基本編成のみでの運転とした。また1972年3月15日ダイヤ改正では、編成を方向転換する変更を実施した。
| 「にちりん」 |  | 「おおよど」 |
| 「にちりん」 |  | 「おおよど」 |

1974年4月25日ダイヤ改正では日豊本線南宮崎電化により、基本編成から食堂車を除外した座席車のみ7両とした組成変更を実施した一方で、共通運用となる博多 - 宮崎間に鹿児島本線・肥薩線・吉都線を経由する「おおよど」が設定されたため基本編成が従来の2本から3本充当に変更となり、付属編成の増結を中止。向日町との間で食堂車と中間座席車の車両交換が行われた。
1978年10月には6両が廃車となったが、代替として和歌山機関区から7両が転入。実質的にはキハ80形1両増車となり、7両編成x4本計28両の配置で「にちりん」「おおよど」運用を継続。1979年4月の日豊本線全線電化後も「にちりん」1往復は共通運用のため本系列で残されたが、同年12月8日付でキハ80 901が廃車。翌1980年10月1日ダイヤ改正で「にちりん」が全列車電車化されたことから、鹿児島運転所との出入所がなくなった共通運用の「おおよど」を廃止。定期運用を喪失したことから同年12月までに16両が名古屋機関区へ転出し、11両が1981年3月から11月までに廃車され配置が終了した。
なお同所の運用の特徴としてすべてが九州島内のみとされ、西鹿児島から仕業を開始すると帰所するまで「有明」では門司港駅構内での、「にちりん」「おおよど」では竹下気動車区（現・南福岡車両区竹下車両派出）での夜間滞留が行われる点にある。
鹿児島運転所 編成の推移
| \| ← 西鹿児島・博多（吉松）（宮崎・博多）小倉・門司港 → \| \| \| \| \| \| \| \| \| \| 1967年10月1日 - 1970年9月30日 「有明」 \| \| \| \| \| \| \| \| \| \| 1 \| 2 \| 3 \| 4 \| 5 \| 6 \| 7 \| 8 \| 9 \| \| キハ 82 \| キロ 80 \| キシ 80 \| キハ 80 \| キハ 80 \| キハ 80 \| キハ 82 \| キハ 80 \| キハ 82 \| \| 基本編成 \| 基本編成 \| 基本編成 \| 基本編成 \| 基本編成 \| 基本編成 \| 基本編成 \| 付属編成 \| 付属編成 \| \| 1968年10月1日 - 1968年12月 「にちりん」 \| \| \| \| \| \| \| \| \| \| 1 \| 2 \| 3 \| 4 \| 5 \| 6 \| \| \| \| \| キハ 82 \| キハ 80 \| キハ 80 \| キハ 80 \| キロ 80 \| キハ 82 \| \| \| \| \| 1968年12月 - 1970年9月30日 「にちりん」キシ80形連結開始[注 126] 「有明」と共通運用化 \| \| \| \| \| \| \| \| \| \| 1 \| 2 \| 3 \| 4 \| 5 \| 6 \| 7 \| \| \| \| キハ 82 \| キハ 80 \| キハ 80 \| キハ 80 \| キシ 80 \| キロ 80 \| キハ 82 \| \| \| \| 1970年10月1日 - 1972年3月14日 「にちりん」付属編成連結開始 「有明」583系電車化で単独運用へ \| \| \| \| \| \| \| \| \| \| 1 \| 2 \| 3 \| 4 \| 5 \| 6 \| 7 \| 8 \| 9 \| \| キハ 82 \| キハ 80 \| キハ 82 \| キハ 80 \| キハ 80 \| キハ 80 \| キシ 80 \| キロ 80 \| キハ 82 \| \| 付属編成 \| 付属編成 \| 基本編成 \| 基本編成 \| 基本編成 \| 基本編成 \| 基本編成 \| 基本編成 \| 基本編成 \| \| 1972年3月15日 - 1974年4月24日 「にちりん」編成を方向転換 \| \| \| \| \| \| \| \| \| \| 1 \| 2 \| 3 \| 4 \| 5 \| 6 \| 7 \| 8 \| 9 \| \| キハ 82 \| キロ 80 \| キシ 80 \| キハ 80 \| キハ 80 \| キハ 80 \| キハ 82 \| キハ 80 \| キハ 82 \| \| 基本編成 \| 基本編成 \| 基本編成 \| 基本編成 \| 基本編成 \| 基本編成 \| 基本編成 \| 付属編成 \| 付属編成 \| \| 1974年4月25日 - 1980年9月30日 「にちりん」キシ80形・付属編成連結中止 共通運用で「おおよど」運転開始 \| \| \| \| \| \| \| \| \| \| 1 \| 2 \| 3 \| 4 \| 5 \| 6 \| 7 \| \| \| \| キハ 82 \| キロ 80 \| キハ 80 \| キハ 80 \| キハ 80 \| キハ 80 \| キハ 82 \| \| \| |          |          |          |          |          |          |          |          |
| 備考 - 「にちりん」 小倉 - 博多 逆編成 - 「おおよど」 吉松 - 宮崎 逆編成 - （ ）：「おおよど」での方向 - 「有明」付属編成：1970年3月1日以降連結 - 「にちりん」付属編成：1972年3月14日までは以下の曜日のみ連結 - 博多行：火・木・土・日 - 西鹿児島行：月・水・金・日 - 1974年4月25日以降の運用 - 運用1：西鹿児島1345（4012D にちりん1）2246博多 - 運用2：博多0825（5011D おおよど）1427宮崎1642（5012D おおよど）2250博多 - 運用3：博多1039（4011D にちりん1）1952西鹿児島 - 1975年3月10日ダイヤ改正：「にちりん」下り3号（5025D）上り8号（5036D）へ変更 - 1978年10月2日ダイヤ改正：「にちりん」5号・16号へ変更 |          |          |          |          |          |          |          |          |
| ← 西鹿児島・博多（吉松）（宮崎・博多）小倉・門司港 → |          |          |          |          |          |          |          |          |
| 1967年10月1日 - 1970年9月30日 「有明」 |          |          |          |          |          |          |          |          |
| 1 | 2        | 3        | 4        | 5        | 6        | 7        | 8        | 9        |
| キハ 82 | キロ 80  | キシ 80  | キハ 80  | キハ 80  | キハ 80  | キハ 82  | キハ 80  | キハ 82  |
| 基本編成 | 基本編成 | 基本編成 | 基本編成 | 基本編成 | 基本編成 | 基本編成 | 付属編成 | 付属編成 |
| 1968年10月1日 - 1968年12月 「にちりん」 |          |          |          |          |          |          |          |          |
| 1 | 2        | 3        | 4        | 5        | 6        |          |          |          |
| キハ 82 | キハ 80  | キハ 80  | キハ 80  | キロ 80  | キハ 82  |          |          |          |
| 1968年12月 - 1970年9月30日 「にちりん」キシ80形連結開始 「有明」と共通運用化 |          |          |          |          |          |          |          |          |
| 1 | 2        | 3        | 4        | 5        | 6        | 7        |          |          |
| キハ 82 | キハ 80  | キハ 80  | キハ 80  | キシ 80  | キロ 80  | キハ 82  |          |          |
| 1970年10月1日 - 1972年3月14日 「にちりん」付属編成連結開始 「有明」583系電車化で単独運用へ |          |          |          |          |          |          |          |          |
| 1 | 2        | 3        | 4        | 5        | 6        | 7        | 8        | 9        |
| キハ 82 | キハ 80  | キハ 82  | キハ 80  | キハ 80  | キハ 80  | キシ 80  | キロ 80  | キハ 82  |
| 付属編成 | 付属編成 | 基本編成 | 基本編成 | 基本編成 | 基本編成 | 基本編成 | 基本編成 | 基本編成 |
| 1972年3月15日 - 1974年4月24日 「にちりん」編成を方向転換 |          |          |          |          |          |          |          |          |
| 1 | 2        | 3        | 4        | 5        | 6        | 7        | 8        | 9        |
| キハ 82 | キロ 80  | キシ 80  | キハ 80  | キハ 80  | キハ 80  | キハ 82  | キハ 80  | キハ 82  |
| 基本編成 | 基本編成 | 基本編成 | 基本編成 | 基本編成 | 基本編成 | 基本編成 | 付属編成 | 付属編成 |
| 1974年4月25日 - 1980年9月30日 「にちりん」キシ80形・付属編成連結中止 共通運用で「おおよど」運転開始 |          |          |          |          |          |          |          |          |
| 1 | 2        | 3        | 4        | 5        | 6        | 7        |          |          |
| キハ 82 | キロ 80  | キハ 80  | キハ 80  | キハ 80  | キハ 80  | キハ 82  |          |          |

鹿児島運転所所属車両転出入履歴一覧
| \| 転入 \| 転入 \| 転入 \| 転入 \| 転入 \| 転入 \| 転入 \| 転入 \| \| 年月 \| 前所属 \| キハ82 \| キハ80 \| キロ80 \| キシ80 \| 備考 \| \| \| ---------- \| ------ \| -------------- \| --------------------------------- \| ------ \| ------- \| ---------------------------- \| ---- \| \| 1967年10月 \| 向日町 \| 33 - 36 \| 37 - 41 \| 19・20 \| 14・15 \| 「有明」充当 \| \| \| 1968年10月 \| 向日町 \| 37 - 41 \| 53・96 - 101 \| 24・26 \| \| 「にちりん」充当 \| \| \| 1968年12月 \| 向日町 \| \| \| \| 16・17 \| 「にちりん」用食堂車[注 126] \| \| \| 1970年2月 \| 尾久 \| \| 110 \| \| \| 「有明」付属編成 \| \| \| 1970年2月 \| 秋田 \| 902 \| \| \| \| 「有明」付属編成 \| \| \| 1972年10月 \| 秋田 \| \| 901 \| \| \| 「にちりん」付属編成 \| \| \| 1972年10月 \| 和歌山 \| 2 \| \| \| \| 「にちりん」付属編成 \| \| \| 1974年4月 \| 向日町 \| \| 119・120・125 - 127 \| 40 \| \| 「おおよど」運転開始 \| \| \| 1978年10月 \| 和歌山 \| 27・30・31 \| 50・52 \| 30・41 \| \| 老朽車置換え \| \| \| 転出 \| \| \| \| \| \| \| \| \| 年月 \| 転出先 \| キハ82 \| キハ80 \| キロ80 \| キシ80 \| 備考 \| \| \| 1970年9月 \| 函館 \| 33・37 \| 39 - 41・53 \| \| \| 「おおぞら」増発転用 \| \| \| 1970年9月 \| 和歌山 \| 902 \| \| 24 \| 17 \| 「くろしお」増発転用 \| \| \| 1974年4月 \| 向日町 \| \| \| \| 14 - 16 \| 予備車増強 \| \| \| 1980年10月 \| 名古屋 \| 30・31・35・40 \| 96 - 101・110 119・120・125 - 127 \| \| \| 老朽車置換え \| \| |        |                |                                   |        |         |                      |
| 備考 - キハ82 902：キロ80 5から改造竣工と同時に転入 |        |                |                                   |        |         |                      |
| 転入 |        |                |                                   |        |         |                      |
| 年月 | 前所属 | キハ82         | キハ80                            | キロ80 | キシ80  | 備考                 |
| 1967年10月 | 向日町 | 33 - 36        | 37 - 41                           | 19・20 | 14・15  | 「有明」充当         |
| 1968年10月 | 向日町 | 37 - 41        | 53・96 - 101                      | 24・26 |         | 「にちりん」充当     |
| 1968年12月 | 向日町 |                |                                   |        | 16・17  | 「にちりん」用食堂車 |
| 1970年2月 | 尾久   |                | 110                               |        |         | 「有明」付属編成     |
| 1970年2月 | 秋田   | 902            |                                   |        |         | 「有明」付属編成     |
| 1972年10月 | 秋田   |                | 901                               |        |         | 「にちりん」付属編成 |
| 1972年10月 | 和歌山 | 2              |                                   |        |         | 「にちりん」付属編成 |
| 1974年4月 | 向日町 |                | 119・120・125 - 127               | 40     |         | 「おおよど」運転開始 |
| 1978年10月 | 和歌山 | 27・30・31     | 50・52                            | 30・41 |         | 老朽車置換え         |
| 転出 |        |                |                                   |        |         |                      |
| 年月 | 転出先 | キハ82         | キハ80                            | キロ80 | キシ80  | 備考                 |
| 1970年9月 | 函館   | 33・37         | 39 - 41・53                       |        |         | 「おおぞら」増発転用 |
| 1970年9月 | 和歌山 | 902            |                                   | 24     | 17      | 「くろしお」増発転用 |
| 1974年4月 | 向日町 |                |                                   |        | 14 - 16 | 予備車増強           |
| 1980年10月 | 名古屋 | 30・31・35・40 | 96 - 101・110 119・120・125 - 127 |        |         | 老朽車置換え         |

### 分割民営化後
JR北海道が18両継承。JR東海が50両継承と1両の車籍復活を実施。総計で69両が分割民営化後も車籍を保有した。

#### JR北海道
分割民営化時には、フラノエクスプレス3両とキハ82形・キハ80形・キシ80形一般車15両を承継し、全車引き続き函館運転所所属とされた
| \| JR北海道承継車一覧 \| JR北海道承継車一覧 \| JR北海道承継車一覧 \| JR北海道承継車一覧 \| JR北海道承継車一覧 \| \| キハ82 \| キハ80 \| キシ80 \| キハ84 \| キハ83 \| \| ------------------------- \| ---------------------------- \| ------------------ \| ------------------ \| ------------------ \| \| 80・81・86・102・108・109 \| 144・152・156・160・161・166 \| 29・36・37 \| 1・2 \| 1 \| |                              |            |        |        |
| 備考 - キハ84 1・2 キハ83 1はフラノエクスプレス - キシ80形3両は保留車 |                              |            |        |        |
| JR北海道承継車一覧 |                              |            |        |        |
| キハ82 | キハ80                       | キシ80     | キハ84 | キハ83 |
| 80・81・86・102・108・109 | 144・152・156・160・161・166 | 29・36・37 | 1・2   | 1      |

分割民営化後は以下の車両を苗穂工場でジョイフルトレインへの改造を施工。
- 1987年5月7日 キハ82 109→キハ80 501：フラノエクスプレス中間車化
- 1987年12月10日 キハ80 160・166→キハ84 101・102：トマムサホロエクスプレス先頭車化
- 1987年12月10日 キハ82 86→キハ83 101：トマムサホロエクスプレス中間車化

これら15両は1988年3月に全車苗穂運転所へ転出となったが、さらに以下の2両をトマムサホロエクスプレス中間車化の追加改造を施工。
- 1988年3月30日 キシ80 27→キシ80 501
- 1988年5月31日 キハ82 80→キハ83 102

| キハ82 80「北斗」 |  | キハ82 81アコモ改善施工後  |  | キハ80 166アコモ改善施工後  |
| キハ82 80「北斗」 |  | キハ82 81 アコモ改善施工後 |  | キハ80 166 アコモ改善施工後 |

残存した一般車のうち座席車8両は、国鉄末期にリクライニングシートへ交換するなどのアコモ改善工事を施工済で波動輸送対応用とされ、通常はモノクラス6両編成を組成し臨時「北斗」などで運用されたが、以下の日付で老朽廃車が実施された。
- 1990年2月14日 キハ82 81 キハ80 156 キシ80 36・37

以後は残存したキハ82 102・108 キハ80 144・152・161で5両編成を組成して運用に充当。しかし1992年9月25日に札幌→函館（函館本線経由）、26日に函館→札幌（室蘭本線・千歳線経由）、27 - 28日に札幌 - 釧路 - 網走 - 札幌のさよなら団体列車で運用終了し、同年10月2日付で廃車。
ジョイフルトレイン改造車も老朽化によりフラノエクスプレスが1998年で運用終了。トマムサホロエクスプレスは1999年に民営化後改造車を編成から除外しマウントレイク仕様へ改装したものの2002年夏シーズンで運転を終了。塗装を元に戻し同年9月- 10月の週末に道内各地でさよなら運転を実施し運用終了。両編成とも保留車となったが、キシ80 501を除き2004年中に廃車。残存したキシ80 501も2007年6月6日付で廃車となり、JR北海道承継車は全廃となった。

#### JR東海
国鉄時代から引き続き名古屋に配置。定期列車では、「ひだ」4往復に5両編成x4本を組成し3本充当、「南紀」5往復と間合いで伊勢市発着の「ホームライナーみえ」1往復に4両編成x4本を組成し4本充当で運用。1988年にはキロ80 57を復籍させた上でキハ82 99 キハ80 96を種車に名古屋工場で「リゾートライナー」へ改造施工。さらに予備車がキハ82形1両・キハ80形10両・キロ80形1両の計51両が配置された。
| \| JR東海承継車一覧 \| JR東海承継車一覧 \| JR東海承継車一覧 \| \| キハ82 \| キハ80 \| キロ80 \| \| --------------------------------------------- \| ------------------------------------------------------------------------------- \| -------------------------- \| \| 73 - 77・82・84・88 - 91 93・94・96 - 99・105 \| 96 - 99・101 - 104・110・113・114 117 - 120・125 - 129・133・136・138・142・162 \| 44・47・48 51・56・59 - 62 \| |                                                                                 |                            |
| 備考 - 1988年7月29日付で以下の車両をリゾートライナーへ名古屋工場で改造 - キロ80 57（車籍復活）→キロ80 701 - キハ80 96→キロ80 801 - キハ82 99→キロ82 801 |                                                                                 |                            |
| JR東海承継車一覧 |                                                                                 |                            |
| キハ82 | キハ80                                                                          | キロ80                     |
| 73 - 77・82・84・88 - 91 93・94・96 - 99・105 | 96 - 99・101 - 104・110・113・114 117 - 120・125 - 129・133・136・138・142・162 | 44・47・48 51・56・59 - 62 |

キハ80形・キロ80形の一部車両は非常口窓を廃止し隣接する普通小窓と一体化のうえ大窓にする改造が施工されたが、1990年3月9日に「ひだ」と「ホームライナーみえ」が、1992年3月13日に「南紀」が定期運用を終了。廃止された「ホームライナーみえ」を除きキハ85系へ置換えられ、老朽廃車が開始された。
このほか、1987年以降鈴鹿サーキットで開催されるF1世界選手権日本グランプリに対応して、名古屋から伊勢鉄道伊勢線鈴鹿サーキット稲生へ直通する臨時特急「鈴鹿F1」やナゴヤ球場で開催されるナイター観客輸送のため名古屋から東海道本線貨物支線となる通称名古屋港線ナゴヤ球場正門前間を運転する臨時列車に充当された。
1994年には上述した2列車への充当も駅廃止のためナゴヤ球場観戦列車が10月8日で、「鈴鹿F1」が11月6日の日本グランプリ対応を最後に運用が終了。この時点で一般車は22両配置されていたが、余剰老朽廃車を進行させながら同年10月25日には高山本線全通60周年記念のイベント列車「メモリアルひだ号」に、11月27日には静岡 - 御殿場間で運転された臨時快速列車「御殿場線60周年記念号」に、12月11日には高山本線全通60周年記念と美濃加茂市制40年記念の「メモリアル6040ひだ号」に充当され、1995年（平成7年）1月21日に紀勢本線で運転された「メモリアル南紀」でさよなら運転が行われすべての運用が終了。この時点で車籍を有していた一般車9両と「リゾートライナー」3両のうち保存を目的としたキハ82 73・105・キロ80 60・キハ80 99を除いて同年中に廃車となった。
保存目的車は車籍を名古屋配置のまま美濃太田車両区で保管されていたが、キハ80 99が2008年3月31日付で、残りの車両が2009年3月31日付で廃車となった。これにより本系列は廃系列となったが、キハ82 73のみが2011年（平成23年）3月にオープンしたリニア・鉄道館で静態保存された。

## 事故廃車
キハ82 59・902
キハ80 9・76
キロ80 35
キシ80 4
1982年6月11日「オホーツク」1号で運用中に石北本線留辺蘂 - 相内間で枕木交換作業中の現場に進入し脱線。基本編成に組成されていた上述6両は現場で解体となり同年7月に廃車された。

## エピソード
- 耐寒・耐雪強化形ではない本系列の酷寒の北海道での冬期運用には厳しいものがあり、凍結と着雪による車体の腐食や続発する故障に悩まされた。しかし検修担当者により、水タンクを鋼鉄製に変更するなど多数の改善策が施され、長期間にわたって運用されたが、冬期には保守・検修スケジュールを確保する観点から、計画的減車も行われた。
- 「ひだ」運用は1975年（昭和54年）3月改正で金沢運転所から名古屋機関区に車両を転属させ移管しているが、当初「しなの」の381系電車による全面電車化で余剰となった181系気動車を転用させる計画があった。これは高山本線が勾配線区であることから出力に余裕のある181系が妥当という判断のほか、当時は近い将来に高山本線の電化が予定（1980年（昭和55年）着工）されていたためである[注 139]。

しかし、名古屋機関区では、「しなの」で故障やトラブルが相次いでいた181系の転用に検修員が難色を示したため、181系は四国地区の増発に充当された。また、同年11月に電車化された「つばさ」捻出車の一部も「ひだ」への転用が予定されていたが、これらは「おき」への充当に変更され、捻出された本系列を名古屋区に転入させ増発に充てた。
- 国鉄時代の本系列は、四国を除き、北海道から九州まで日本各地で運用された。

分割民営化後を含めても本州では山梨県での走行実績がなく、神奈川県・静岡県は定期列車が存在せず、臨時列車もしくは回送列車などによるものである。
四国地区での定期運用は無く、後に181系気動車が投入されたこともあり、徳島県・高知県での走行実績がない。香川県・愛媛県は1989年（平成元年）に四国四県と四国旅客鉄道（JR四国）が共同展開していた観光キャンペーン「しあわせランド四国」の一環として開催した「JR6社ジョイフルトレイン大集結」にJR北海道がトマムサホロエクスプレスを出展。予讃線高松 - 松山間で体験乗車会を行い、走行実績を残している。
また、JR東海のリゾートライナーが、1990年（平成2年）にそれぞれ団体列車で高松、松山、土讃線琴平まで運転している。

## 保存車両
| 画像 | 番号                                                           | 所在地                                             | 備考 |
| ---- | -------------------------------------------------------------- | -------------------------------------------------- | --- |
|      | キハ82 100 キハ80 150 キシ80 27 キロ80 52 キハ80 145 キハ82 87 | 三笠鉄道記念館クロフォード公園（北海道三笠市）     | 編成を組んだ状態で保存されている。先頭車の前面貫通扉は1999年に盗難にあったが、同年碓氷峠鉄道文化むらの窃盗事件で逮捕された犯人グループの自宅から発見され（上毛新聞9月16日朝刊）、原状に復元されている。 |
|      | キシ80 31                                                      | 三笠鉄道記念館本館                                 | 同施設のレストラン「キッチンポロナイ」として営業。貫通路に一般家庭用のドアが取り付けられている他は原形を留めている。 |
|      | キハ82 1 キシ80 12 キシ80 34                                   | 小樽市総合博物館（北海道小樽市）                   | キハ82 1とキシ80 34が連結、キシ80 12はキハ22 56と連結して展示されている。 |
|      | キハ81 3                                                       | 京都鉄道博物館（京都市下京区）                     | 1980年から2014年4月までは交通科学博物館（大阪市港区）で保存展示されていた。当初は屋外展示で、2002年からは屋根付屋外展示場での展示であった。車体はスカートが加工された開口部の5とほぼ同じ外観となっているがキハ81 3の車体番号を装着する。車体妻面の製造銘板は無く、車内の車体番号のプレートは新製当初のものではない。列車愛称表示板（ヘッドマーク）は定期運用終了以来装着されておらず、表示板に直接「くろしお KUROSHIO」の文字が描かれている（固定金具、照明器具は撤去）。また「はつかり」運用時に装着されていた連結器カバーも無い。1986年、「キハ81 3」として準鉄道記念物に指定。京都鉄道博物館への移設後は内部が見えるようにボンネットを少し開けた状態の展示も行われるようになった。 |
|      | キハ82 73                                                      | リニア・鉄道館（名古屋市港区）                     | |
|      | キハ82 86                                                      | 北海道鉄道技術館（札幌市東区）                     | 前頭部のみ。車両自体はトマムサホロエクスプレスの中間車・キハ83 101へ改造されており、余剰となった車体が展示されている。 |
|      | キハ82 101                                                     | 青函連絡船メモリアルシップ八甲田丸（青森県青森市） | |